# شهر بلقیس
شهر بلقیس یکی از بزرگ‌ترین و دومین بنای بزرگ خِشتی و گِلی( پس از ارگ بم )ایران است که در ۳ کیلومتری جنوب‌غرب شهر کنونی اسفراین قرار گرفته‌است، که وسعتی بالغ بر ۱۸۰ هکتار وسعت دارد و از یک مجموعه آثار شامل بقایای ارگ و خندق پیرامون آن، شارستان شامل: برج و بارو، مقبرهٔ شیخ آذری، ویرانه‌های معروف به منارتپه (مسجد جامع)، کورهٔ سفالگری، آب‌انبار، بازار، کاروانسرا، بنای معروف به یخدان‌ها و یک گورستان وسیع در نزدیک دروازهٔ شرقی تشکیل شده‌است. سالم‌ترین و همچنین برجسته‌ترین اثری که بر بقایای شهر بلقیس برجای مانده‌است ارگی است که دارای ۲۹ برج به ارتفاع حدود ۱۱ متر است و جزو بزرگ‌ترین قلعه‌های باستانی ایران می‌باشد که دارای سازهٔ بزرگ خشتی و چینه‌ای است و دارای وسعتی حدود ۵۱ هزار مترمربع می‌باشد و همچنین در اطراف ارگ یک خندق وسیع وجود دارد که نفوذ ناپذیری قلعه را دشوارتر می‌ساخته‌است
از لحاظ قدمت استناد به متون تاریخی در پیش از اسلام، آباد و شکوفا بوده و در سال ۳۱ هجری توسط سپاه اسلام فتح می‌شود و طبق یافته‌های باستان‌شناختی قدیمی‌ترین استقرار در این شهر تاریخی که تاکنون شناسایی شده مربوط به اوایل دورهٔ پارت ها است و زندگی در آن تا پایان دورهٔ صفویان به‌طور مداوم جریان داشته‌است و سرانجام این شهر در اواخر دوران طهماسب دوم و ابتدای حکومت نادر یعنی در سال ۱۱۳۱ ه‍.ق توسط افغان‌ها کاملاً ویران و در هم کوبیده شد. به نحوی که جایگاه پیشین خود را از دست داد از این زمان کم‌کم نام افسانه‌ای بلقیس بر روی خرابه‌های شهر قدیمی اسفراین گذاشته شد.
به علت اهمیت ویژه‍ باستان‌شناسی، شهر کهن و تاریخی بلقیس در سال ۱۳۸۸ ه‍.ش به عنوان پایگاه میراث فرهنگی مورد تصویب قرار گرفت و با شمارهٔ ثبت ۴۴۹۷ در فهرست آثار ملی ایران به ثبت رسید.
ارگ بلقیس اسفراین را دومین بنای گلی ایران پس از ارگ بم می‌دانند که بر اساس اصول معماری ساسانی ساخته شده‌است و خشت و گل مهم‌ترین مصالح به کار رفته در آن می‌باشد.

## موقعیت جغرافیایی
این اثر در ۳ کیلومتری جنوب‌غربی شهر نو اسفراین، حاشیهٔ شرقی روستای جوشقان، حوزهٔ فرهنگی شمال‌شرق، کد جی‌پی‌اس منطقه: َ۵۳ °۵۷ تا ۰۷َ °۵۸ طول جغرافیایی و ۳۱َ °۳۶ تا ۱۷َ °۳۷ عرض جغرافیایی- ارتفاع از سطح دریا ۱٬۲۰۲ متر قرار دارد.

## وجه تسمیهٔ شهر بلقیس
تاریخ‌دانان و جغرافیدانان اسلامی از اسفندیار پسر گشتاسب به عنوان بنیان‌گذار این شهر نام برده‌اند. الحاکم مؤلف تاریخ نیشابور از تعلق خاطر قباد (کواذ) ساسانی به آن یاد کرده و نوشته که قباد اسفراین را «مهرجان» خطاب می‌کرده‌است. ابوالقاسم بیهقی گوید: اصل آن واژهٔ «اسپرایین» است و اسپر به معنای سپر است و آیین، روش باشد، گویا مردم آنجا با برداشتن سپر خوکرده بودند که شهر ایشان بدین لقب است
به‌طور کلی نام این شهر در متون به صورت‌های سبراین (حدودالعالم)، سفراین (تاریخ سیستان)، اسپراین (بیهقی)، اسپرایین (برهان قاطع)، و اسفرائین (ثعالبی، یتیمة الدهر، یاقوت و قزوینی) نیز آمده‌است اما گویاترین و موثق‌ترین سند، که هیچ‌گونه دخل و تصرفی در آن صورت نگرفته و زیر نظر حکومت مرکزی بوده و نام این شهر کهن را به مدت ۷۰۰ سال یعنی از زمان مغولان تا اواخر حکومت صفوی زنده داشته، سکه است.

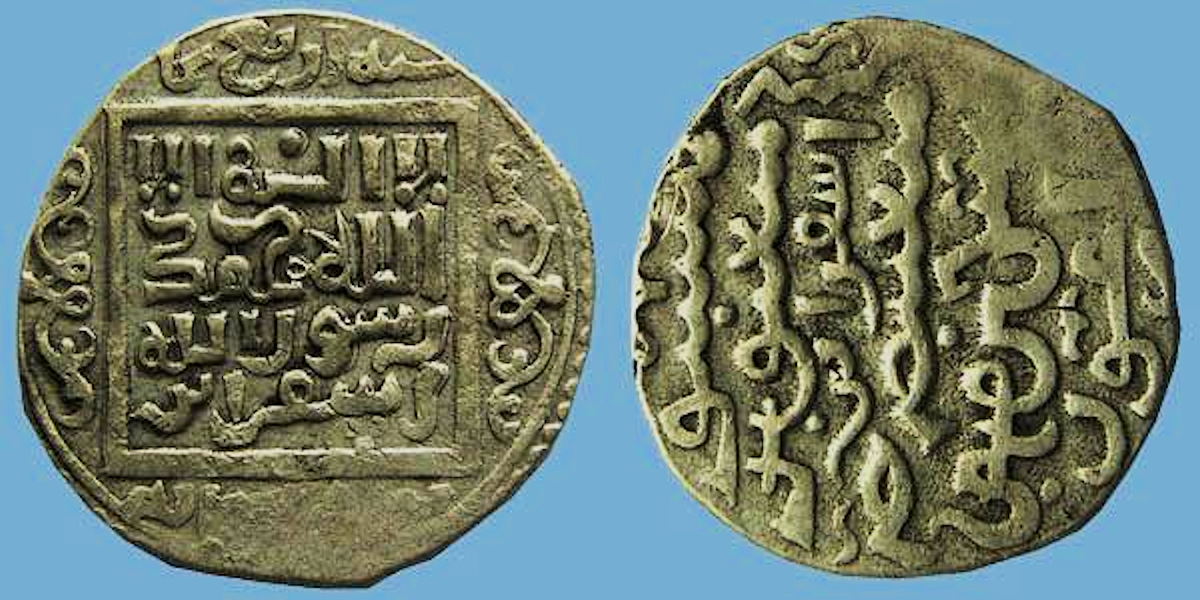
این سکه در زمان ارغون از پادشاهان ایلخانی در اسفراین ضرب گردیده‌است.
روی سکه: خاقانو/ ارابم/ اسفراین / ارغونون /دلدک گولوک /ارغون
پشت سکه: لا اله الا/ الله محمد/ رسول‌الله / اسفراین /
حاشیه: سنه اربع ثمانین وستمائة که این سکه و سکه‌های دیگر که به وضوح واژه اسفراین یه دستور حکومت مرکزی در روی آن ضرب گردیده مهر تأییدی بر نام دیرینگی این شهر می‌باشد که بسیاری از مورخان و جغرافیدانان به دلیل عدم حضور از نزدیک و اتکا به گفته‌ها و نوشته‌ها دیگران به اشتباه گاه سبراین، اسپرایین و ... از آن یاد کرده‌اند

طبق سکه‌های موجود که واژهٔ اسفراین به صورت واضح در پشت و روی سکه ضرب شده و دارای تاریخ است می‌توان گفت که نام این شهر از گذشته تا به امروز اسفراین بوده و دیگر نام‌ها در مورد این شهر غیرقابل اعتماد می‌باشد. در مورد نام‌گذاری آن به بلقیس باید گفت: برخی بر این باورند پس از غارتِ اسفراین در سال ۳۱ ه‍.ق توسط سپاه اسلام و مشابهت میان این منطقه از لحاظ آب و هوایی با سرزمین ملکهٔ سبا «بلقیس» این شهر به بلقیس معروف شده‌است. برخی نیز دستور مرمت آن از سوی بلقیس خاتون مادر تیمور گورکانی را علت این نامگذاری می‌دانند. اما با توجه به عدم اشاره به نام بلقیس در متون تاریخی تا پیش از دورهٔ قاجار و از طرفی گنج و گنج یابی در عهد ناصری، مردم به علت اسرارآمیز و رازگونه بودن شهر و برج باروی مرتفع و فراوانی اشیای عتیقه و بیرون بودن ساخت چنین بنای عظیمی از دست بشر و از سویی خواندن قرآن و اشاره در آن به داستان بلقیس خاتون و حضرت سلیمان در مورد داشتن گنجینه و عمارت‌های عالی و رفیع از این زمان این نام تاریخی را به این شهر نسبت داده‌اند.
در مورد وجه تسمیهٔ بلقیس و اسفراین بری نخستین بار کلنل ییت در سفرنامهٔ خود از شهر بلقیس یاد کرده و می‌نویسد:‹‹... اینکه چطور نام شهر بلقیس که شنیدم به آن شهر سبا هم می‌گفتند به این محوطه گفته شده را نمی‌دانم. من هرگز نشنیده‌ام که بگویند ملکهٔ سبا از خراسان آمده باشد. با وجود این، در میان ملت‌هایی که می‌شناسم ایرانیان زنده‌ترین تخیلات را دارند و حتی ممکن است این هم از خیالپردازی‌های آن‌ها باشد.»
پی ام. سایکس یکی از افسران انگلیس در سال ۱۸۹۳م. از منطقهٔ اسفراین دیدن کرده، او نخستین شخصی است که از شهر بلقیس نقشه‌برداری کرده‌است. او نیز در مورد نامگذاری شهر بلقیس چنین می‌نویسد: «شهر بلقیس نسبتاً نام نویی است که همواره به شهر اسفراین داده شده‌است و از آن در سفرنامه‌های اعراب هیچ یاد نشده‌است. این مکان با یافته‌های از سفالهای سده‌های میانه و تعدادی سکه تولید شده شناخته شده‌است». اما دلیل دیگر نسبت دادن بلقیس به قلعهٔ اسفراین که تا حدودی منطقی‌تر به نظر می‌رسد، این است که این نام را جویندگان و قاچاقچیان عتیقه و اشیا تاریخی به دلیل گنجینه‌ها و دفینه‌های فراوانی که از این محل به دست آمده به آن داده‌اند.

## تاریخچه
- شاهنشاهی ساسانیان: در عهد ساسانیان یکی از شهرهای مهم و تابع نیشابور بود. موسس خورناتسی جغرافیدان ارمنی معاصر ساسانیان در معرفی قلمرو جغرافیای ساسانیان می‌نویسد سرزمین ایران در دورهٔ ساسانی به چهار کوست (ناحیه) تقسیم می‌شد؛ خراسان یکی از این کوست‌ها بود که بیست شش ایالات داشت. یکی از این ایالت‌ها، اپرشهر یا همان نیوشاهپور بود (مارکوارت، ۱۳۷۳: ۳۷–۳۹). نیشابور نیز به نوبهٔ خود دارای ۱۳ رستاق (شهرک) و ۴ تسوگ (طسوج یا بخش) بوده‌است و اسفراین در زمرهٔ یکی از سیزده رستاق نیشابور می‌باشد[۱۲]
- دولت راشدین: در اواخر دورهٔ ساسانی با ورود اسلام به ایران این شهر اسفراین نام داشته که از توابع نیشابور ذکر شده و به گفتهٔ بلاذری در کتاب فتوح البلدان در سال ۳۱ هجری قمری در زمان حکومت عثمان بن عفان به دست عبدالله بن عامر گشایش می‌شود که جزئیات این فتح شرح داده نشده‌است.[۱۳]
- سامانیان:ولی با به قدرت رسیدن سامانیان مردان کاردان شهر اسفراین به خدمت امیران و پادشاهان سامانی درآمدند و در عرصه‌های گوناگون سیاسی، نظامی و دیوانی حضور فعال یافتند و اسفراین هم به طبع این بزرگان از شهرت و شکوفایی ویژه‌ای برخوردار بوده‌است. از مهم‌ترین این شخصیت‌ها می‌توان به ابوعلی اسفراینی طبیب و کاتب دیوان رسایل سامانیان و منشی مخصوص ابو ابراهیم اسماعیل سامانی، مصطفی اسفراینی کاتب والی نیشابور در دورهٔ فرمانروایی امیر اسماعیل سامانی[۱۴] و حمویه بن علی سپهسالار امیر نصر دوم سامانی اشاره کرد.

در سدهٔ سوم هم‌زمان با حکومت سامانیان با استناد به کتاب حدودالعالم من المشرق الی المغرب اسفراین یک شهری آباد و با نعمت بوده‌است و مقدسی در کتاب احسن التقاسیم فی معرفة الاقالیم در اواخر سدهٔ سوم عامل اصلی رونق وشکوفایی اسفراین را وجود بازارهای تجارتی و رجال مذهبی –سیاسی ذکر کرده‌است در سال‌های پایانی حکومت سامانیان با هرج مرج‌های داخلی و درگیری‌های بین مدعیان جانشینی صورت می‌گرفت. اسفراین در این روزگار دست به دست و غارت می‌شد در سال ۳۸۵ ﮬ.ق ابوعلی سیمجور براسفراین چنگ انداخت و در سال ۳۸۷ ﮬ.ق لشکریان بکتوزون این شهر را غارت کرد.
- غزنویان:با آغاز دوران حکومت غزنویان، باز هم رجال و سیاستمداران اسفراینی، در دربار حکومتی نفوذ کردند و سرآمد این شخصیت‌ها، ابوالعباس فضل بن علی اسفراینی و دیگری ابوالعباس فضل بن احمد اسفراینی وزیر باتدبیر سلطان محمود غزنوی بود. وی نخست در دیوان فائق سردار نوح بن منصور سامانی پیشهٔ دبیری داشت و چند صباحی نیز صاحب برید مرو بود.[۱۸]

از شخصیت‌های مهم دیگر که در دورهٔ غزنویان سخن به میان آمد ابوالعباس فضل بن علی اسفراینی است. ابو منصور ثعالبی نیشابوری، دانشمند پرآوازهٔ سدهٔ چهارم هجری که خود معاصر فضل بن علی اسفراینی است، در زمانی که وی حاکم اسفراین بوده، به خدمت فضل بن علی آمده و وصف حال اسفراین و اوضاع این ناحیه و جایگاه اجتماعی فضل بن علی اسفراینی را چنین بیان کرده‌است: 
« به سال ۴۰۰ به اسفراین رفتم و به بارگاه و قصر حاکم اسفراین ( فضل بن علی اسفراینی) که دوستدار عالمان و دانشمندان و ادیبان بود، مهمان شدم و از خوان نعمت وی بهره‌مند گردیدم و در قصر فضل بن علی با ادیبان ملاقات کردم »(ثعالبی، ج۶، ۱۴۰۴). وی سپس به وصف اسفراین در میان نواحی نیشابور پرداخته می‌نویسد : «{ فضل بن علی } الآن حاکم و زعیم اسفراین و ناظر بر امور آن شهر است .... و متفکل مصالح حکومتی اسفراین می‌باشد و به طفیل نیک‌اندیش و خرد فضل بن علی، اسفراین چون حرم امن و بهشت جاوید شده و آبادان گردیده است در حالی که دیگر نواحی نیشابور خراب و عمدتاً مختل بود و اسفراین در نواحی نیشابور همچون درخششی در تاریکی بود » 
- سلجوقیان:

با روی کارآمدن سلجوقیان از سدهٔ پنجم به بعد، شهرهای خراسان بزرگ یکی پس از دیگری گرفتار غارت و تخریب شدند. سلجوقیان پس از تسلط سرزمین‌های به دست آمده را میان خود تقسیم کردند. چغری بیک مرو و بلخ را تا جیحون در اختیار گرفت؛ اسفراین و هرات و نیشابور به بیغو تعلق گرفت و به طغرل ولایت عراق سپرده شد . در دورهٔ سلجوقیان، با به حکومت رسیدن ملکشاه سلجوقی شهرهای خراسان به ویژه نیشابور با بنیانگذاری مدارس نظامیه توسط خواجه نظام‌الملک به صورت یکی از مراکز پررونق علمی جهان اسلام درآمد و در این زمان شهر اسفراین هم که یکی از شهرهای نیشابور محسوب می‌شد از رونق و شکوفایی ویژه‌ای برخوردار بوده‌است. در مورد شکوفایی اسفراین شریف ادریسی جغرافیدان سدهٔ ۶اُم هجری که کتاب نزهه المشتاق فی اختراق الافاق را به سال ۵۴۸ هجری تألیف کرده‌است می‌نویسد: «اسفرایین شهر متوسطی است به نیشابور، و اسفرائینیان با آداب و رسوم شهری‌اند و اسفرائین محل تجارت و ارزاق است» . اما با مرگ ملکشاه، سلطان سنجر به حکومت رسید و در این زمان یکی از مشکلات اصلی او درگیری با غزان بود. در نتیجهٔ این درگیری‌ها خسارت‌های بسیاری به شهرهای نیشابور، از جمله اسفراین وارد شد. در زمان سلطان سنجر (۵۴۸ ه‍.ق) غزان پس از غارت جوین روانهٔ اسفراین گردیدند و آنجا را غارت کرده و ویران ساختند، مردمش را کشتند و در این کشتار نیز زیاده‌روی کردند.
امیر ایثاق از امیران سلطان سنجر که از سلطان روی گرداند و سرکشی را آغاز کرد، همچنان در شهرهای خراسان می‌گشت و غارت و چپاول می‌کرد. مخصوصاً بر اسفراین بیش از همه حمله برد تا این شهر به‌کلی ویران شد .
در سال ۵۵۴ هجری قمری گروهی از مردم سنی‌مذهب اسفراین و جوین بر گرد فردی به نام موید آی به جمع شدند و قیامی را علیه یکی از نقیبان علوی به نام حاجی اشنانی آغاز کردند و توانستند او و گروهی از علویان را که همراه او بودند به قتل برسانند. به دنبال این اقدام درگیری‌های گسترده‌ای میان علویان و شافعیان در خراسان و شهرهای آن پیدا شد که در نتیجه بسیاری از مدارس و و بازارها و مساجد در آتش سوخت و عدهٔ بسیاری از شافعیان به ویژه مردم اسفراین که جملگی پیرو مذهب شافعی بودند کشته شدند. چند سال پس از این رویداد در ماه جمادی‌الاخر سال ۵۵۷ ه‍.ق، امیر مویدای ابه مملوک قشونی به اسفراین فرستاد. رئیس اسفراین عبدالرحمن بن علی الحاج، در قلعهٔ شهر تحسن اختیار کرد. لشکریان امیر مویدای ابه او را احاطه کردند و از قلعه پایین کشیدند. آنگاه او را در حالیکه در بند و زنجیر مقید بود به شادیاخ بردند و در آنجا زندانی کردند. 
پس از فروپاشی حکومت سلجوقیان و روی کارآمدن خوارزمشاهیان اسفراین تا سال ۶۰۳ ه‍.ق در دست بازماندگان سلجوقی بود. در این سال سلطان محمد خوارزمشاه پس از سلطه بر هرات، حسین ابن خرمیل نایب‌الحکومه غوریان را که در شهر هرات به خوارزمشاهیان پیوسته بود، برای گشایش اسفراین به جانب این شهر روانه کرد، ابن خرمیل در صفر ۶۰۳ ه‍.ق به اسفراین رسید. وی در جریان این لشکرکشی مردم اسفراین را امان داد و شهر را از تسلط سلجوقیان خارج کرد.  یاقوت حموی که مقارن با حملهٔ مغول زندگی می‌کرده و کتاب معجم‌البلدان را چند سال پیش از این حمله تدوین کرده‌است، دربارهٔ اسفراین می‌نویسد: «اسفرایین: شهرکی بارودار در بخش‌های نیشابور، در نیمهٔ راه گرگان. نام باستانی آن ((مهرگان)) است. یکی از شاهان آن را از خرمی که داشت بر این نام خوانند. مهرگان نیز نام دهی در کارگزاری آن است .... بخش‌های آن چهارصد و پنجاه و یک دیه دارد و خدای داناتر است» .
- ایلخانان مغول:

در اوایل سدهٔ هفتم (۶۱۶ ﮪ.ق) که مغولان به خراسان حمله‌ور شدند، سلطان محمد خوارزمشاه نتوانست در مقابل لشکریان مغول مقاومت کند و در حین فرار از نیشابور، از طریق اسفراین به استرآباد رفت و پسر او جلال‌الدین در برابر مغولان مقاومت می‌کرد؛ در این درگیری‌ها شخصی که اسفهسالاران نظام‌الدین علی لقب داشت بر اسفراین و بندوار و توابع آن و اسفهسالار ابو حسن قلعهٔ صلوک که همان دژ صعلوک در شمال غرب اسفراین را بر عهده داشت که میان حاکم اسفراین و صعلوک جنگ‌های سختی صورت گرفت که بیشتر آبادی‌ها ویران گشت در حین همین درگیری‌ها سپاهیان مغول بر جلال‌الدین پیروز شده و راهی شهر نیشابور و ولایت‌های تابع آن شدند سرپرستی سپاهیان بر عهدهٔ دو سردار معروف به نام جبه نوین و سبتای بهادر بود. جبه نوین عازم نیشابور شد و سبتای عازم رادکان و خبوشان شد در رادکان به علت چشمه‌های جوشان و آب هوای خوبی که داشت از آن خوشش آمده بود از کشتار زیاد خودداری کرد ولی در قوچان به علت بی‌توجهی مردم در آن کشتار بسیاری انجام داد و پس از آن به اسفراین و ادکان حمله کرد و ساکنان آن را قتل‌عام کرد و از راه جوین سوی مازندران عازم شد و. با مرگ چنگیز خان سرزمین‌های مفتوحه نیز میان فرزندان او تقسیم شد حکومت ایران به جوچی رسید. در زمان منگو قاآن جنتیمور یکی از سرداران جوچی حاکم خراسان شد. در این حین ملک نظام‌الدین و ملک بهاالدین نزد جنتیمور رسیدند و با او همکاری کردند و جنتیمور، در سال ۶۳۰ هجری ملک بهاالدین صعلوک را به حکومت اسفراین، بیهق، جوین، جاجرم و ارغیان منصوب کرد و هر یک را پایزده یرلیغ داد ۳۸۶. اختلاف میان ملک بهاالدین و محمود شاه سبزواری حاکم سبزوار که از وابستگان شرف‌الدین وزیر جنتیمور بود، شرف‌الدین محمود شاه را برای به دست آوردن مالیات اجباری به اسفراین، جوین، جاجرم و جوربد و آنچه به ملک بهاالدین صعلوک تعلق داشت فرستاد. وی به خاطر تعصب ما بین پیروان شیعه و سنی و دشمنی آشکاری که شخصاً از قدیم با امرای اسفراین داشت، چنان آتش ستمی افروخت که روی حجاج را سپید کرد. بیشتر مردم را به خاک سیاه نشاند و دچار فقر و ناداری ساخت و ابروی اکثر شان را ریخت (جوینی، ۱۳۲۹: ۲۵۹). امیر ارغون خان حاکم جدید خراسان که خبر مظالم محمود شاه بر اسفراینی‌ها را شنیده بود بر حال مردم رقت آورد و مقداری از مالیات‌ها را بخشید و آن‌هایی که به زندان گرفتار شده بودند را آزاد کرد.
اسفراین در دوره ایلخانیان مغول به رغم صدمات جبران‌ناپذیری که دیده بود به خاطر قرارگرفتن در مسیر راه‌های تجاری دوباره رونق گرفت و شکوفا شد و به صورت یکی از ۱۸۲ ایالاتی که توسط خان‌ها اداره می‌شد درآمد؛ و برای اولین بار از این زمان در اسفراین شاهد ضرابخانه می‌باشیم. که نشان از اهمیت این شهر است. اولین سکه هم به نام قاآن(۶۳۰–۶۷۰ ه‍. ق) ضرب شده‌است. در سال ۶۸۴ هجری به نام ارغون در اسفراین سکه ضرب شد که نشان می‌دهد در این زمان اسفراین تحت فرمان ارغون درآمده‌است. پس از ارغون طبق سکه‌های مضروب بین سال‌های ۶۹۰–۶۹۴ ه‍. ق حکومت اسفراین زیر نظر گیخاتو بوده که منابع تاریخی از حکومت او در اسفراین سکوت اختیار کرده‌اند. پس از مرگ گیخاتو در سال ۶۹۴ ه‍. ق طغاجار و دیگر امرا به خدمت بایدو خان پیوستند. در این زمان بین نوروز پسر ارغون و غازان خان چند نوبت جنگ سختی در نواحی نیشابور، جوین، اسفراین و ارغیان صورت گرفت که در این جنگ‌ها پی در پی دهات و مزارع از بین رفته‌است (خواجه رشید الدین، ۱۳۵۸: ۲۷–۲۸). غازان خان کوشید پس از جنگ‌های داخلی آرامش را در کشور برقرار سازد. وی برای سامان دادن به پریشانی وضع اقتصادی و اجتماعی مردم اصلاحاتی انجام داد؛ و یکی از این اصلاحات جمع‌آوری سکه‌های مختلف و رواج تنها یک نوع سکه بود. اسفراین نیز از جمله مناطق تحت فرمان او بود که در آن به نام او سکه ضرب شد. تنها سکه‌ای که از این پادشاه موجود و در اسفراین ضرب شده‌است داری تاریخ ۶۹۷ هجری می‌باشد (نیک گفتار، ۱۳۸۹: ۶۶) (تصویر شماره ۱۰). غازان خان در سال ۶۶۴ ه‍. ق با امرای خود و لشکریانش به نزد صدر الدین حموی جوینی اسفراینی رفت و اسلام اختیار کرد و کلمه توحید گفت و جمله مسلمان شد و آن سال عبادت-ها کرد و ائمه را نواخت مبالغی را برای مساجد و مدارس و خانقاه‌ها مصروف داشت. غازان محمود و امرایش در جوین و اسفراین دستور به ساخت کاریزها دادند که هنوز هم هست مانند روستای منگلی که منگلی بوغا ساخته و بداغ آباد که بداغ بوغا و آروغ ده که آروغ ساخته‌است (شاهد، ۱۳۸۷: ۲۹۸). پس از مرگ غازان، سلطان محمد خدابنده در سال ۷۰۳ هجری زمام امور را به‌دست گرفت و به ضرب سکه پرداخت پس از گرویدن او به شیعه، نام دوازده امام در حاشیه سکه‌ها نوشته شد (سرفراز وآور زمانی، ۱۳۸۳: ۲۸۰). طبق سکه‌های موجود از این پادشاه از سال ۷۱۰–۷۱۴ ه در اسفراین ضرب شده در روی آن نام دوازده امام حک شده که این نشان می‌دهد مذهب تشیع در زمان خدابنده در اسفراین مدتی رسمی می‌شود (نیک گفتار و بهنامفر، ۱۳۸۷: ۱۲۲–۱۲۶). (تصویر شماره ۱۱) بعد از اولجایتو، ابوسعید بهادر خان، آخرین ایلخان (۷۱۶–۷۳۶ ه‍. ق) حاکم اسفراین بوده؛ اما از سکه‌هایی که او در سال ۷۱۷ و۷۳۲ هجری قمری ضرب کرده. (تصویر شماره ۱۲–۱۳)، چنین بر می‌آید که او برخلاف اولجایتو به مذهب تسنن گرایش داشته و در اسفراین هم این مذهب را رواج داده‌است. در این دوره به خاطر گرایش حکمرانان مذاهب تشیع و تسنن هر یک برای مدتی رسمی شد، تشیع در زمان اولجایتو و تسنن در دوره ابو سعید بهادر خان.
حضور مذاهب گوناگون و رواج تصوف و فرقه‌های آن در این دوره تأثیرهای زیادی بر زندگی اجتماعی مردمان اسفراین داشته‌است به‌طوری‌که اغلب مردم و پیروان مذاهب مذکور (تشیع و تسنن) با یکدیگر درگیر و همواره به جنگ و جدال می‌پرداختند. از طرفی بزرگانی چون شیخ احمد ذاکر گورپانی، شیخ نور الدین کسرقی اسفراینی، شیخ رضی الدین علی لا لا و … با ایجاد مکتب‌های سلسله کبرویه باعث رونق هر چه بیشتر تصوف و عرفان در منطقه شدند (آقا ملایی، ۱۳۸۹: ۲۱۶–۲۳۸).
به‌طور کلی شواهد باستان‌شناسی از دوران ایلخانی بیانگر رشد و شکوفایی شهر اسفراین می‌باشد؛ به گونه‌ای که شهر اسفراین در این دوره بیشترین گستردگی را داشته و شهر به بخش‌های مختلف چون بخش صنعتی، ضرابخانه، بازار، مسجد و آب‌انبار و بخش حاکم‌نشین تقسیم می‌شده‌است که احتمالاً بخش‌های متعدد دیگری نیز داشته؛ که به دلیل وسعت زیاد شهر و کمبود کاوش‌های باستان‌شناسی تاکنون باستان شناسان موفق به کشف و دستیابی به آن‌ها نشده‌اند. لازم است ذکر شود که اسفراین در این دوره شکوفایی و رونق خود را مدیون گذر راه تجاری ارغیان به توس از مسیر اسفراین و توجه امرای مغول چون غازان به منطقه می‌باشد که این موضوع با کشف سکه‌های ضرب اسفراین در این دوره که از نواحی و مناطق مختلف به دست آمده کاملاً قابل اثبات و تأیید است (تصویر شماره ۱۴). از موارد دیگری که می‌توان به آن اشاره کرد کشف کاشی‌های زرین‌فام (تصویر شماره ۱۵) ایلخانی و سفال‌های شاخص این دوره و گچبری‌های زیبایی (تصویر شماره ۱۶) است که از حفاری بخش‌های ایلخانی شهر تاریخی بلقیس به وفور به‌دست آمده‌است.
- دولت تیموریان:در اواخر قرن هشتم شخصی به نام تیمور که ادعا داشت از اعقاب چنگیزخان است، توانست بر رقیبان خود غلبه نموده، به تدریج تمام آسیای مرکزی و ماوراءالنهر را تصرف کند. تیمور پس از آنکه موقعیت خود را مستحکم ساخت؛ سمرقند را پایتخت خویش قرار داد و به خوارزم، سپس مغولستان و بالاخره ایران حمله کرد او در این لشکرکشی‌ها بسیاری را کشت و حکام محلی را مطیع خود ساخت. درنخستین یورش به خراسان (سال ۷۸۳ ه) وی سپاهیان خود را به دو قسمت کرد: گروهی را به سوی نیشابور و سبزوار گسیل داشت تا حکومت سربداران را که حاکمش علی موید بود، براندازد وگروه دیگر را به سوی توس و کلات به حرکت درآورد تا به حکومت علی بیک جونی قربانی که بر این منطقه فرمانروایی داشت، پایان دهد[۳۶]

شرف الدین یزدی حملات تیمورلنگ به منطقه اسفراین را در کتاب ظفرنامه چنین گزارش داده‌است: «.... و صاحب قران (تیمورلنگ) ازآنجا{نیشابور} به سعات اقبال سوار شده و به جانب اسفراین که گماشتگان امیر ولی داشتند روان شد و مقارن وصول که مردم هنوز به تعیین یورت و مقام و اندیشه نزول و ضرب خیام مشغول بودند، حکم جهان مطاع پنفاذ پیوست کار شهر بسازد عساکر نصرت به شعار بی توقف چپرها و سپرها گرفته روی به حصار نهادند و رسیدند و فتح کردن یکی بود حصار را رخنه‌ها کرده درآمدند و بسیاری به قتل آوردند عمارات مطلقاً از حصار و خانه و مسکن و کاشانه با زمین هموار گشت.
چون قهر سپاهش درآمد دست همه خلق شد کشته شهر پست
حصار و بیوت و مساکن نماند و جز نامی از اسفراین نماند»
- دولت صفویان

پس از به پایان رسیدن حکومت تیموریان در سال ۹۰۵ ه. ق شاه اسماعیل صفوی سلسله صفویه را درایران تشکیل داد وبا برانداختن حکومت‌های ملوک الطوایفی و متمرکز ساختن دستگاه‌های دولتی و تحکیم مبانی دینی و ملی به ترویج صنعت وحرف و آباد نمودن شهرها همت گماشتند. یکی از مهم‌ترین مشکلات حکومت صفوی در بخش‌های شرقی ایران به ویژه خراسان و از جمله شهر اسفراین حملات شیبک خان اوزبک بود. در اوایل حکومت صفوی یعنی در سال ۹۰۵ ه. ق ابوالفتح محمد حسین میرزا پسر سلطان حسین بایقرا حکمرانی اسفراین را بر عهده داشت در همین سال از استرآباد تا نیشابور را به تصرف خود درآورد (ترابی طباطبایی و سعید سلیمانی ،۱۳۸۶: ۱۴۵).
در سال ۹۱۲ ه. ق با پیداشدن اختلاف بر سر مسئله جانشینی بین فرزندان سلطان حسین بایقرا، شاه اسماعیل از فرصت استفاده کرد و موفق به تصرف مناطق بلخ، مرو، هرات و مشهد شد. شاه اسماعیل بعد از تصرف مشهد شیبک خان را در مرو محاصره کرد و او را به قتل آورد (گمنام، عالم آرای صفوی: ۳۱۴) و دراین زمان حکومت اسفراین هم به تصرف شاه اسماعیل در می‌آید.
در سال ۹۱۹ ه. ق، محمد تیمور سلطان پسر شیبک خان با همراهی عبیدالله خان ازبک به جانب خراسان حمله‌ور و از مرو تا اسفراین را به تصرف خود درمی‌آورد و تا چند ماه بر این مناطق تاخت تاز کرد و با شنیدن حرکت سپاه صفویه به سمت خراسان، از این منطقه گریخته و درهمین زمان برون سلطان تکلو حاکم اسفراین بود و در سال ۹۲۰ ه. ق از سوی شاه اسماعیل مأمور دفع شورش محمد زمان میرزا در استر آباد شد و او را شکست داد (روملو، ۱۳۵۷: ۱۹۶). در سال ۹۲۸ ه. ق شاه اسماعیل حکومت اسفراین رابه زین الدین سلطان تفویض کرد (همان ۲۲۹).
در سال ۹۳۲ ه. ق در زمان پادشاهی شاه تهماسب اول جغتای بهادر ازبک با سه هزار سوار به تاخت خراسان و ازجمله اسفراین آمده بود، درهمین زمان زین الدین سلطان شاملو حاکم اسفراین این خبر را شنید، محمود بیک را با جمعی از ملازمان به جنگ با آن‌ها ارسال نمود. در شش فرسخی اسفراین جنگ سختی بین آن‌ها صورت گرفت که دراین جنگ از سپاهیان محمدبیک که ششصد نفر بودند سیصد نفر کشته و از سپاهیان ازبک که سه هزار نفر بودند هفتصد نفربه قتل رسیدند (روملو، ۱۳۵۷: ۲۵۸–۲۵۷).
پس از این جنگ درسال۹۳۵ ه. ق شاه طهماسب از دامغان به سوی خراسان روان شد… چون موضع کالپوش محل نزول سپاه پر جوش و خروش گشت، خبر رسید که قنبر علی با فوجی ازبکان در اسفراین نشسته‌است و ابواب ستم بر روی رعایای آن بلده گشاده، شاه طهماسب چوهه سلطان و حمزه سلطان و حسین سلطان را با جمعی از قاضیان به دفع ایشان نامزد فرمود و قنبر علی چون از توجه امرا خبر یافت، مانند برق و باد به جانب ماوراء النهر شتافت (همان: ۲۷۹).
در سال ۹۵۶ ه. ق آقا کمال وزیر کل خراسان ممیزی تربت خراسان، ممیّزی جهان ارغیان، کلیدر، معدن و سرکار اسفراین رابه بوداق قزوینی واگذار کردند (قزوینی، بوداق، ۱۹۹۹ م :۱۰۱–۱۰۲). بعد از آن در سال ۹۵۹ ه. ق پهلوان قلی سلطان، و حاجم سلطان ازبک ناگهان از جانب خوارزم به حوالی اسفراین آمدند. مجنون سلطان شاملو که حاکم آن دیار بود، با ایشان محاربه کرده به قتل آمد در جنگ گاه سر مجنون سلطان را از بدن جدا کرده بردند. بعد از آن جثه وی را نقل مشهد مقدس معلی مزکی نمود و در صحن آستانه مقدسهٔ منوره سدره مرتبه مدفون ساختند وبرلوح مزارش این بیت نقش شد:
تنم را وقت رفتن آستان دوست منزل شد بحمدالله اگر سر رفت خوش منزلی دارم (حسینی القمی ،۱۳۵۹: ۳۶۱؛ روملو، ۱۳۵۷: ۲۷۵). پس ازآن در سال ۹۶۷ ه. ق علی سلطان اوزبک به تاخت اسفراین آمد قنبر سلطان آسایش آغلی استاجلو که حاکم آن ولایت بود از قلعه بیرون آمده پسرش ساتلمش بیک که در حسن یوسف زمان و منظور عالمیان بود با دونمز بیک برادر زاده اش که وکیل او بود با جمعی از دلاوران به دست ازبکان به قتل رسیدند. قنبر سلطان که قتل پسر و برادر زاده را مشاهده نمود، از جا بیرون آمد بر قلب ازبکان تاخت. در این اثنا گرفتار شده او را زنده به نزد علی سلطان بردند …» (حسینی القمی، ۱۳۵۹: ۴۱۲).
در سال ۹۷۱ ه. ق محمد خان ازبک وقتی به اسفراین رسید، جنگ انداخت و جمعی کثیر از ملازمانش کشته گردیدند بنابراین، خائب و خاسر متوجه دیار خود گشت (روملو، ۱۳۵۷: ۵۴۱). در سال۹۷۲ ه. ق حکایت علی سلطان ازبک بهانه شد[معصوم بیک امیر دیوان صفوی ] روانه گشت و بدو فرمان رفت که لشکر به مدد فرستند اکثر امرا و سلاطین در خراسان بودند بدین تفضیل: سلطان ابراهیم میرزا که سرلشکر بود، ولی خلیفه شاملو حاکم قم، امیر خان موصلو حاکم همدان … و حیدر سلطان ترخان حاکم ساوه وجربادقان، و سلیمان سلطان ذوالقدر حاکم نیشابور، و مصطفی سلطان ورساق حاکم اسفراین، و صوفی ولی خلیفه روملو حاکم غوریان و فوشنج و سبزوار … بود و این سلاطین تابیست هزار کس بودند (قزوینی، ۱۹۹۹ م: ۱۴۱–۱۴۰).
در سال ۹۸۵ ه. ق سلطان محمد صفوی تربت حیدریه و زاوه و محولات وباخزر رابه مرشدقلی سلطان چاوشلوولدیکان شاهقلی مرحمت فرمودند و اسفراین را به برادر بزرگ‌تر او ابراهیم سلطان دادند. در سال ۹۸۶ ه. ق جلال خان ازبک لشکر و مردم خود را جمع نمود و متوجه خراسان شد و از حوالی اسفراین و سبزوار و نیشابور گرفته، شتر و گاو و گوسفند بسیار غارت نمود و از آنجا به جانب ولایت مشهد حرکت کرد (فدایی، ۱۳۷۳: ۶۰).
در سال ۹۹۷ ه. ق شاه عباس اول، برای مقابله با تهاجم ازبک‌ها به مشهد عزیمت کرد و از راه اسفراین وارد مشهد شد، درهنگام بازگشت بلاد خراسان را از مشهد، نیشابور، سبزوار، اسفراین، قاین و… را به تیول امرا مقدر کرده، حاکم به هرمحل تعین نمودند و اسفراین را به ابو مسلم سلطان، برادر قرا حسن استاجلو عنایت فرمود (حسینی القمی، ج دوم، ۱۳۵۹: ۶۷۳ و ۸۸۹).
شاه عباس صفوی در سال ۱۰۰۱ ه. ق برای گرفتن شهرهای خراسان، از قزوین بیرون آمد و تا بسطام پیش رفت. شاه از بسطام به طرف نیشابور تاخت و عبدالمومن خان به تربت جام عقب‌نشینی کرد. شاه عباس به راحتی شهرهای مزینان، سبزوار، جاجرم و نیشابوررا تسخیر کرد و در هر یک حکام ایرانی گماشت و تا نزدیکی شهر مقدس مشهد پیش رفت ولی چون زمستان فرا رسید، به قزوین بازگشت. پس از بازگشت شاه عباس از خراسان، در سال ۱۰۰۲ ه. ق عبدالله خان و پسرش عبدالمومن خان، باری دیگر خراسان و خوارزم را مورد تهاجم قرار دادند و بسیاری از شهرهای این سرزمین را ویران و قتل‌عام کردند. دراین زمان اسفراین درمحاصره ازبک‌ها قرارگرفت اسکندر بیک منشی محاصره شهر اسفراین را در کتاب عالم آرای عباس چنین گزارش کرده داده‌است:
«..... عبدالمومن خان در این سال کمر همت به تسخیر سایر محال خراسان بسته با لشکری پرخاشجوی بر سر قلعه اسفراین آمده محاصره نمود. ابو مسلم خان با جمعی از غازیان استاجلو اکراد و غیره که در آن قلعه جمع آمده بودند به حفظ و حراست قلعه و استحکام برج و باره پرداخته در لوازم قلعه داری می‌کوشیدند و عبدالمومن خان در تسخیر حصار اسفراین سعی بسیار نمود توپ‌ها نصب کرد و تا چهارماه مدت محاصره امتداد یافته چند مرتبه یورش عظیم واقع شد و محصوران قلعه مردانگی‌ها کرده در هر یورش جمعی کثیر از بهادران ازبکیه مقتول گشته خندق قلعه از اجساد قتیلیان انباشته گردید چنانچه موازی چهار هزار کس از ازبکیه تخمیناً در جنگ آن قلعه نابود شده بودند در هر مرتبه عبدالمومن خان را شعله غضب افروخته تر می‌گشت و بیشتر از پیشتر مبالغه در فتح و تسخیر قلعه می‌نمود و چون حضرت اعلی را از مشاغل ضروریه که مرقوم قلم وقایع نگار شد { فراغی حاصل نشده بود } چند روزی فرصت رفتن خراسان حاصل نیافتند. بعد از انجام این مهام که اندیشه استخلاص محصوران قلعه اسفراین داشتند خبر تسخیر آن رسید. مجملاً بعد از چهار ماه که ابو مسلم خان زد و خورد نموده قلعه را نگاه داشت کار بر محصوران تنگ شده در یورش اخیر که طاقت و توان در ایشان نمانده بود اُزبکیه بروج و عروج نموده بر قلعه مستولی گشتند و دست به قتل و غارت برآوردند بر متنفسی ابقا نمی‌کردند. ابو مسلم خان با چند نفر از جوانان در یکی از بروج خود را حفظ نموده تا سه روز جنگ کردند و تا تیر در ترکش و گلوله و باروت با خویش داشتند احدی از بهادران اُزبکیه را جرئت آن نبود که برآن برج ظفر یابند بعد از آنکه آواز تفنگ انقطاع یافته سفیر تیر از رفتن بازماند اُزبکیه دانستند که دیگر حالت محاربه ندارند هجوم نموده برج را گرفتند و آن شیر مردان متاع گرانمایه جان را در رسته بازار اخلاص و غیرت و مردانگی به معرض بیع درآورده با خنجر بران و تیغ خون افشان با اُزبکیه دست و گریبان شدند و مردانه وار شربت ناگوار هلاک چشیدند. گچل قباد کلهر که از جمله محصوران و گرفتاران آن برج بود و یکی از بهادران اُزبکیه اور امی شناخته به مردانگی او حیف آمده او را حراست نموده و صحیح وسالم شب از اوردوی اُزبکیه بیرون کرده به عراق آمده بود حقیقت قضیه مذکور را به نوعی که مرقوم گشت به بنده تقدیر نمود
درهمین زمان فرهادخان سپهسالار که برای مقابله و بیرون راندن عبدالمومن خان ازبک به خراسان رفته بود به دستور شاه عباس از نیمه راه بازگشته بود، خبرداد که: عبدالمومن خان اوزبک به محاصره اسفراین آمده و عرصه برقلعگیان بغایت تنگ کرده‌است. «بنابراین شاه عباس منتظر وصول عساکر نگردیده با لشکری ذوالفقارخان که از آذربایجان رسیده بود ند چون شیر خشمناک که اثر گور در کنام خود بیند رخش سبک سیر آهو سیر طلب کرد با قورچیان حاضر رکباب چون برق سوزان و آتش فروزان روی به جانب دیار شرق نهاد و کوچ برکوچ تواتر یافت تا شاه به چمن بسطام شتافت در چمن بسطام سی هزار لشکر خون‌آشام بشمار آمد مکتوبی به عبدالمومن نگاشتن فرمود که چند بار است که آن شاهزاده عالی‌تبار به تسخیر خراسان قدم رنجه می‌فرمایند و چون ملاقات قریب می‌گردد روی برمی‌تابند اکنون استماع افتاد که در اسفراین به محاصره رعایای فقیر اشتغال دارند ما مقید به اجتماع جنود نگردیدیم با اقلیلی از عساکر راه درنوردیدیم اکنون در بسطامیم و از آنجا به عزم ملاقات حرکت خواهد شد توقع اینکه این بار چون هر بار روی برنتابند تا آنچه در مشیت الهی مکنون است به عرضه ظهور آید و رعیت خراسان از این دوروئی و زحمت بیاسایند و به محمد سلطان نیز نگارش شد که خود داری نموده که ما هفت روز به پای قلعه اسفراین خواهیم رسید قطب الدین نام چکنی به بردن نوشته ما مأمور شد و به نزد عبدالمومن خان شتافت و اردوی همایون به حرکت درآمد که به موعد مقرر به مقصد رسند بعد از وصول نوشته عبدالمومن خان گفت که این مکتوبات نوشته فرهاد سردار است و پادشاه قزلباشه را از آشفتگی کار ایران قدرت سفر خراسان نیست و بدین بهانه رسول را به قتل آورده … قرار کار بر این جمله برنهادند چند نفر از اعاظم امر مانند محمد قلی درویش و جان محمد قراول حاکم بدخشان و سونج محمدی مشهور بسونج ترکمان حاکم نسا و ابیورد با سیصد سوار بهادر کار آزموده رزم آزمای مردم ربای بخبرگیری بجانب بسطام روانه کردند و باصرار و ابرام و تشدد تمام به محاصره و تسخیر اسفراین پرداختند و چون محمد سلطان حاکم شهر از وصول موکب پادشاهی آگهی داشت یک هفته مهلت خواسته که پس از هفته کارسازی خود را رها کرده قلعه را تسلیم و خود روانه اردوی فرهاد خان شود اوزبکیه قبول نمودند و مهلت دادند و روز به روز می‌شمردند تا چه بروز کند اما از آن سوی اردوی کیهان پوی شاهی بسرعت تمام همی آمدند و فرهادخان و ذولفقارخان همیشه برسم طلیعه لشکری فیروزی مطالع نیم فرسنگ چون فتح نصرت پیشاپیش همی شدند روز سیم پیشخانه همیون بقصبه جاجرم رسیدند سواران اوزبکیه شب در سر آب جاجرم فرود آمدند و صبحگاه به راه افتادند ولی جاده معروف و شایع را گذاشته احتیاطاً از دامن کوه دو فرسنگ پیش آمدند گرد سیاه سپاه بسیار از دور دیدند که از راه مقرره گرماگرم به سوی جاجرم همی ایند از آنجا بازگشته خیام و سرادق چند که نصب شده بود دیدند قوم اوزبک به ناگاه از دامن کوه بیرون تاخته هفت کس از فرارشان را گرفتند و اراده مراجعت کردند …»....... «... همان شب اردوی شاهی کوچ کرده هشت فرسنگبر سبیل ایلغار براندند و مقرر شد که از آنجا تا فریمان چهار فرسنگی اسفراین رفته و صباح روز سیم به عزم رزم اوزبکیه سوار شده به ظاهر اسفراین رسیدند و شب در ایره و فریمان به تهیه جنگ مشغولی فرمودند جبهه و سلاح و اسب یراق بملتزمین رکاب عطیه همی رفت اما از آن جانب فراریان اوزبکیه به عبدالمومن خان رسیدند و رسیدن شاه و گرفتاری سپاه شرح دادند اعیان اوزبکیه بهم برآمدند و دمدمه و همهمه درمیان طوایف درافتاد وهمان شش روز از موعد سپردن قلعه گذشته بود محمد ایلح چیان که رئیس امرا بود بپای قلعه آمده میرزا محمد سلطان را بخواند و بملایمت لختی با او سخنان نرم براند چنان اگرچه یک روز دیگر به وعده سپردن لمعه مانده‌است طریقه اخلاص و مودت چنان اقتضا کند که روزی قبل از موعد قلعه سپرده شود و مورد التفات خان ترکستان شوی میرضا محمد سلطان که از آمدن شاه ایران مطلع بود و پشت برکوه البرز داشت پاسخ داد که فردا رایت شهریار قزلباش درحوالی قلعه آشکار ورآید خوشتر آن است که درحضور پادشاه ایران و شهریار توران قلعه سپرده شود که از دو جانب مورد تحسین و آفرین شده باشم محمد ایله دانست که میرزا محمد سلطان از قرب جوار پادشاه ایران مستحضر است و کار از کار گذشته مراتب را به عبدالمومن خان اظهار کرده و در حرکت از پای قلعه و عدم مقابله با پادشاه قزلباش اصرار تمام نموده‌است او را به زین کرده بیاورند او را سوار نموده به در بردند از اهالی اردوی اوزبکیه تنی باقی نماند آن سبو شکست و آن ساقی نماند گوشاگوش و دوشادوش و زود از او دو تیزا تیز راه گریز گرفتند از راه ادکان رفته تا ارض اقدس جای توقف مصلحت ندانستند میرزا محمد سلطان از قلعه برآمده در منزل مذکور به‌حضور سلطان ایران رسیده و حقیقت حال معروض داشت روز دیگر به پای قلعه اسفراین نزول اجلال واقع شد …»
حکومت اسفراین درپایان سلطنت شاه عباس اول (۱۰۳۷ ه. ق) برعهده امامقلی سلطان کرد سیاه منصور بوده است. با از بین رفتن سران بزرگ ازبک در اواخر حکومت شاه عباس اسفراین دوباره جانی به خود می‌گیرد. دراوایل قرن ۱۱ هجری امین احمد رازی درمورد اسفراین می‌نویسد:
«اسفراین ولایتی است در غایت وسعت و نزاهت، چه در تمام خراسان دو سرکاراست: یکی اسفراین و دیگری قاین و اسفراین به حسب آب وهوا ودیگر صفت‌ها، رجحان بر قاین دارد وفواکهش در غایت خوبی به حصول می‌آید، به خصوص امرودی است، که آن را ارمغان به دیگر شهرها می‌برند و در این شهر، چنارهای دیر سال عجیب المثال بسیاراست، که از غایت سالخوردگی مجوف و میان تهی گردیده، که از زمان انوشیروان آن درختان را نشانده و مزار فیض آثار شیخ سعد الدین حموی و شیخ علی لالای غزنوی و شیخ آذری و شیخ شرف الدین قدس اسرارهم در آن شهر واقع اند»
به طورکلی دردوره صفویه اسفراین همچون دیگر شهرهای خراسان محل تاخت تاز ازبکان بوده وهیچ موقع شاهان صفوی را توفیقی برای ریشه کن کردن ازبکان نشد و در نتیجه سیه روزی اسفراین که دردوره تیموری به اوج رسیده بود دراین دوره هم این روند ادامه یافت.

## پیشینه مطالعات باستان‌شناسی و مرمتی

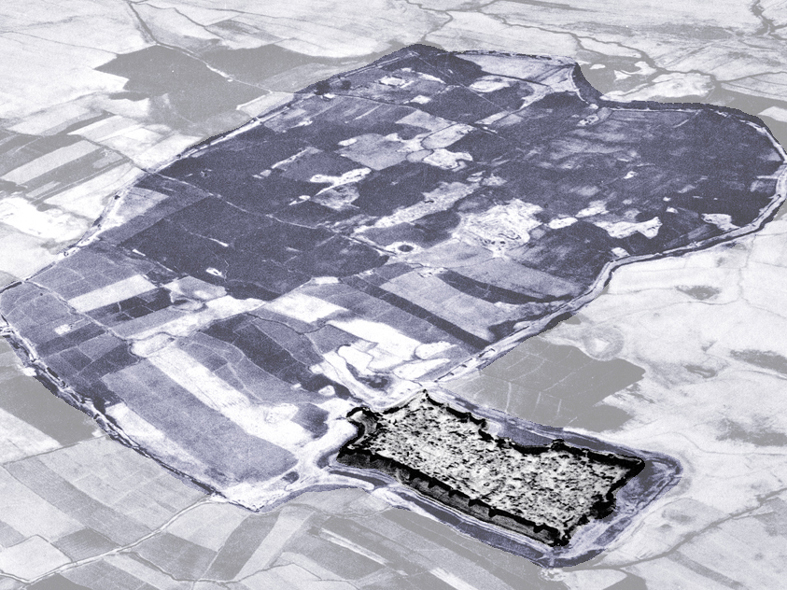
عکس هوایی شهر بلقیس در سال ۱۹۳۷ میلادی برگرفته توسط اریخ اشمیت

فعالیت‌های پژوهشی و باستان‌شناختی در مناطق مختلف می‌تواند به کشف حقایق و روند تاریخی و فرایندهای فرهنگی کمک شایانی نماید، حال این فعالیت‌ها اگر هدفمند و با برنامه و مدیریت صحیح و توانمندی همراه گردد می‌تواند نتایج بسیار ارزنده‌ای داشته باشد. کاوش باستان‌شناسانه به مثابه آزمایش‌هایی بر روی بدن انسان می‌ماند که برای شناخت بیمار نیاز به این آزمایش‌ها داشته و این عمل می‌تواند به شناخت از بیمار و در نهایت به نجات جان او ختم گردد. کاوش باستان‌شناختی نیز می‌تواند نتایج مثبت و ارزنده‌ای داشته باشد، اگر این فعالیت همراه با ایده‌های و توانمندی‌های نو ارائه نگردد می‌تواند بسیار خطرناک و مضر باشد و به نابودی لایه‌های باستانی منجر گردد.
اشمیت اولین باستانشناسی است که مستقیماً این شهر را دیده و عکس‌هایی هوایی خوبی را نیز در ۱۱مه سال ۱۹۳۷م تهیه کرده‌است. وی در مورد این سفر می‌نویسد:
«بعد از عبور از سبزوار و بخش‌های تابعه سر را به طرف شمال به سوی دشت‌های میان سلسله کوه‌های البرز و شهر بلقیس که در ویرانه‌های روی نقشه «سیری در هند» معلوم است برگرداندیم. در مسیر چرخش، از گذرگاه‌های روی انتهای شرقی کوه‌های جغتای و دره‌های جوین و صفی‌آباد گذشتیم، علی‌رغم مارپیچی رفتن ما فقط کمی بیش از نیم ساعت فاصله بین سبزوار تا شهر بلقیس (شهر ملکه سبا) طول کشید. پژوهندگان تاریخ معتقدند که شهر بلقیس در دشت اسفراین بقایای شهر قرون وسطایی اسفراین (که سابقاً مهرجان خوانده می‌شده) می‌باشد که بسیار پرجمعیت و دارای بازارهای پررونق است. به هرحال گرچه با پرسپکتیو «دید پرنده» به وضوح خطوط مرئی خانه‌های بی‌شمار آن و دیوارهای برج دار شهر را می‌دیدیم، در حال حاضر شهر مرده‌ای است و قدمتش به هفتصد سال می‌رسد. گر چه آسمان ابری و روز نیز به پایان رسیده بود، دوربین عالی زایس ما مرتباً عکس‌های عمودی و مایل از شهر ملکه سبا را ثبت می‌کرد. دیوار تدافعی مستطیل نامنظم و ناهموار آن چندین بنای غیرمعمول را به اضافه بقایای محله‌های شخصی را که کمتر جلوه دارد در میان دارد، یک قلعه چهارگوش ناهموار با برج‌های متعدد به شهر پیوسته‌است» اما کاوش در این شهر دوران اسلامی برای نخستین بار در سال ۱۳۵۲ هـ. ش و در پی اخبار وفور حفریات غیرمجاز باستان‌شناختی در محلی به نام شهر خرابه بلقیس اسفراین گروهی از باستان شناسان به سرپرستی مشیری، ازسوی دفتر فنی سازمان ملی حفاظت آثار باستانی خراسان مأمور گمانه‌زنی در این محوطه باستانی شدند که گزارش مختصری از آن در بایگانی مرکز اسناد سازمان میراث فرهنگی کشور در دست است.
در این محوطه شروع به گمانه‌زنی برای تعیین حریم این شهر و همچنین مشخص کردن مسیر عبور لوله‌های آبرسانی اراضی کرد و حریم این شهر باستانی را مشخص و علامت‌گذاری نمود. پس از این به تدریج با ارائه گزارش گمانه‌زنی و چاپ مقالاتی دربارهٔ تاریخ باستان‌شناسانهٔ این شهر کهن، توجهات به سوی این مجموعه جلب شد و در سال ۱۳۸۸ مجموعه شهر بلقیس به عنوان پایگاه میراث فرهنگی مصوب شد و فصل دوم کاوش و گمانه‌زنی‌های باستانی نیز در همین سال با دست یافتن به این نتیجه که سازه بزرگ خشتی شهر کهن اسفراین یا ارگ متعلق به پیش از حمله مغول و شاید قرون ششم و هفتم هـ. ق باشد و طی دوره‌های سربداران و صفویه چندین بار مرمت شده و علاوه بر آن به این نتیجه دست یافت. فصل سوم این کاوش‌ها در تابستان سال ۱۳۸۹ با هدف شناخت فضاها و کارکرد بناها در محدوده تپه منار و بخش‌هایی که فعالیت‌های جئومغناطیس صورت گرفته بود، به انجام رسید. این فصل از کاوش‌ها در سه بخش پی کاوی و آواربرداری، لایه نگاری و همچنین کاوش افقی انجام شد که شناسایی فضاهای مهم‌ترین دوره استقراری شهر تاریخی بلقیس - ایلخانی- یکی از این اهداف بود. علاوه بر این، در این فصل از کاوش‌ها به شناسایی بخش‌های صنعتی شهر بلقیس در شمال ارگ و همچنین شناخت فضاهای معماری قرون چهارم و پنجم هجری قمری در قسمت‌های جنوبی تپه منار شد.
فصل چهارم این کاوش‌ها در تابستان سال ۱۳۹۰و به همت پایگاه میراث فرهنگی شهر تاریخی بلقیس اسفراین سرپرستی محمد فرجامی و احمد نیک گفتار با دو هدف عمده پی کاوی دیوار شارستان و شناخت فضاها در محدوده ارگ بلقیس و شارستان با تأکید بر تپه منار صورت گرفت فصل پنجم کاوش شهر تاریخی بلقیس اسفراین در بهار و تابستان سال ۱۳۹۱و به همت پایگاه میراث فرهنگی شهر تاریخی بلقیس اسفراین به سرپرستی احمد نیک گفتار با هدف شناخت ساختار شهر در بخش شارستان به انجام رسید.
فصل ششم کاوش‌های باستان‌شناسی در شهر تاریخی بلقیس اسفراین در سال ۱۳۹۳ به مدت ۳۱ روز با کسب مجوز از پژوهشکده باستان‌شناسی به همت پایگاه میراث فرهنگی شهر تاریخی بلقیس اسفراین به سرپرستی احمد نیک گفتار با دو هدف عمده الف) پاسخ به سوالات مطروحه در باب وجود آثار معماری درون ارگ تاریخی و در صورت وجود تلاش برای تاریخ‌گذاری و شناخت کاربری فضاها می‌باشد. ب) توسعه دامنه شناخت و آگاهی از ساختار داخلی ارگ باهدف آماده‌سازی زیرساخت‌ها برای مرمت اضطراری و تکمیلی در داخل ارگ در چارچوب دو ترانشه در ابعاد مختلف به انجام رسید.
فصل هفتم کاوش‌های باستان‌شناسی در شهر تاریخی بلقیس اسفراین از اوایل اردیبهشت ماه تا اوایل تیرماه سال ۱۳۹۴ به همت پایگاه میراث فرهنگی شهر تاریخی بلقیس اسفراین به سرپرستی احمد نیک گفتار به مدت دو ماه در دو بخش یکی درمحدوده شارستان با تأکید بر تپه منار باهدف مشخص کردن کاربری و تکمیل فضاهای کاوش شده در فصول گذشته و دیگری در بخش داخل ارگ با هدف شناخت و آگاهی از ساختار معماری داخلی ارگ و فضاهای مسکونی موجود در آن صورت گرفت.
فصل هشتم کاوش شهر تاریخی بلقیس اسفراین از اوایل اردیبهشت ماه تا اواسط تیرماه سال ۱۳۹۶ به مجوز شماره ۹۰/۰۰۱/۹۶۲۱۴۱ مورخه ۲۷/۰۱/۱۳۹۶ پژوهشگاه میراث فرهنگی به همت پایگاه میراث فرهنگی شهر تاریخی بلقیس اسفراین به سرپرستی احمد نیک گفتار به مدت ۷۵ روز در دو بخش، داخل ارگ و شارستان که در داخل ارگ با هدف شناخت و آگاهی از ساختار معماری داخلی ارگ و فضاهای موجود درآن، ایجاد فضای سایت موزه برای بازدید کنندگان و همچنین فراهم کردن بستری برای حفاظت و مرمت اضطراری و تکمیلی در داخل ارگ و درمحدوده شارستان با تأکید بر تپه منار باهدف مشخص کردن کاربری و تکمیل ساختار مسجد- مدرسه که بخش‌های از آن در فصول گذشته با کاوش‌های باستان شناختی نمایان شده بود در چارچوب ۴ترانشه و دو کارگاه پیگردی و خواناسازی در ابعاد مختلف به انجام رسید.
فصل نهم کاوش شهر تاریخی بلقیس اسفراین از اواخر اردیبهشت ماه تا اوایل تیرماه سال ۱۳۹۷ به مجوز شماره ۹۷۱۰۱۶۹۱ مورخه ۱۹/۰۳/۱۳۹۷ پژوهشگاه میراث فرهنگی به همت پایگاه میراث فرهنگی شهر تاریخی بلقیس اسفراین به سرپرستی احمد نیک گفتار به مدت ۴۰روز در دو بخش، داخل ارگ و شارستان که در داخل ارگ با هدف شناخت و آگاهی از ساختار معماری داخل ارگ و فضاهای موجود در آن و همچنین فراهم کردن بستری برای حفاظت و مرمت اضطراری و تکمیلی در داخل ارگ و درمحدوده شارستان با تأکید بر تپه منار باهدف مشخص کردن کاربری و تکمیل ساختار بنای احتمالاً مسجد- مدرسه که بخش‌هایی از آن در فصول گذشته با کاوش‌های باستان شناختی نمایان شده بود انجام گردید.

## ارگ تاریخی بلقیس

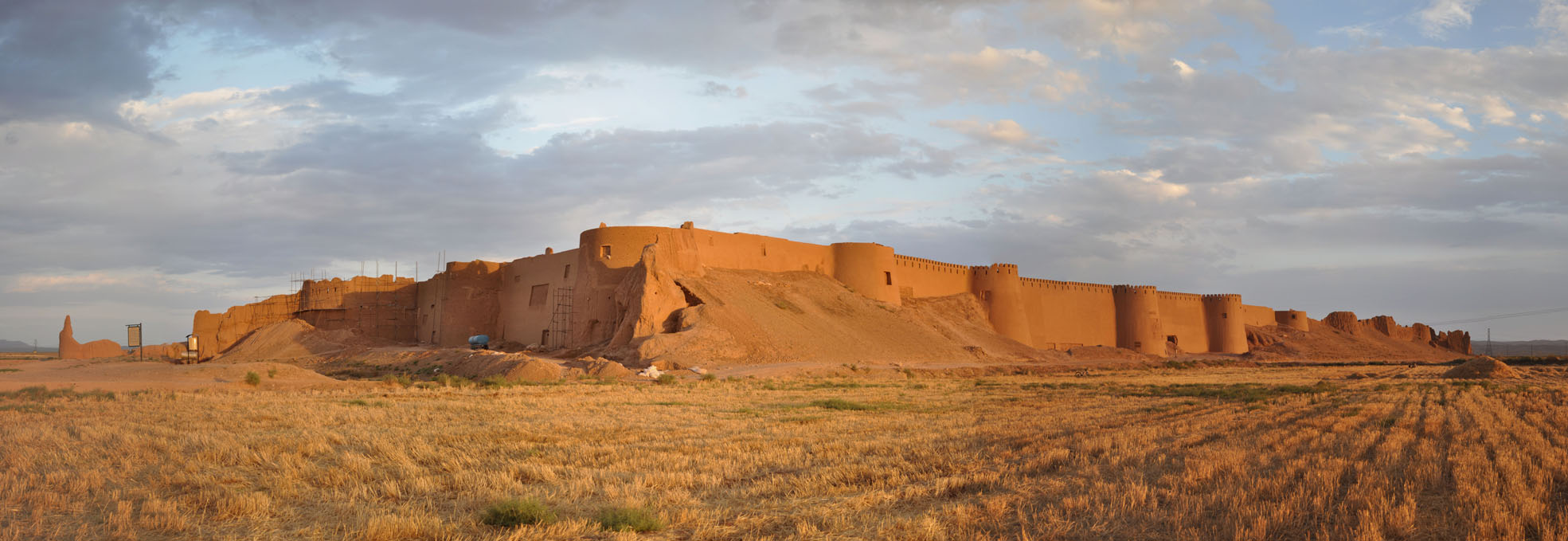
این عکس مربوط به شهر تاریخی بلقیس اسفراین واقع در خراسان شمالی است

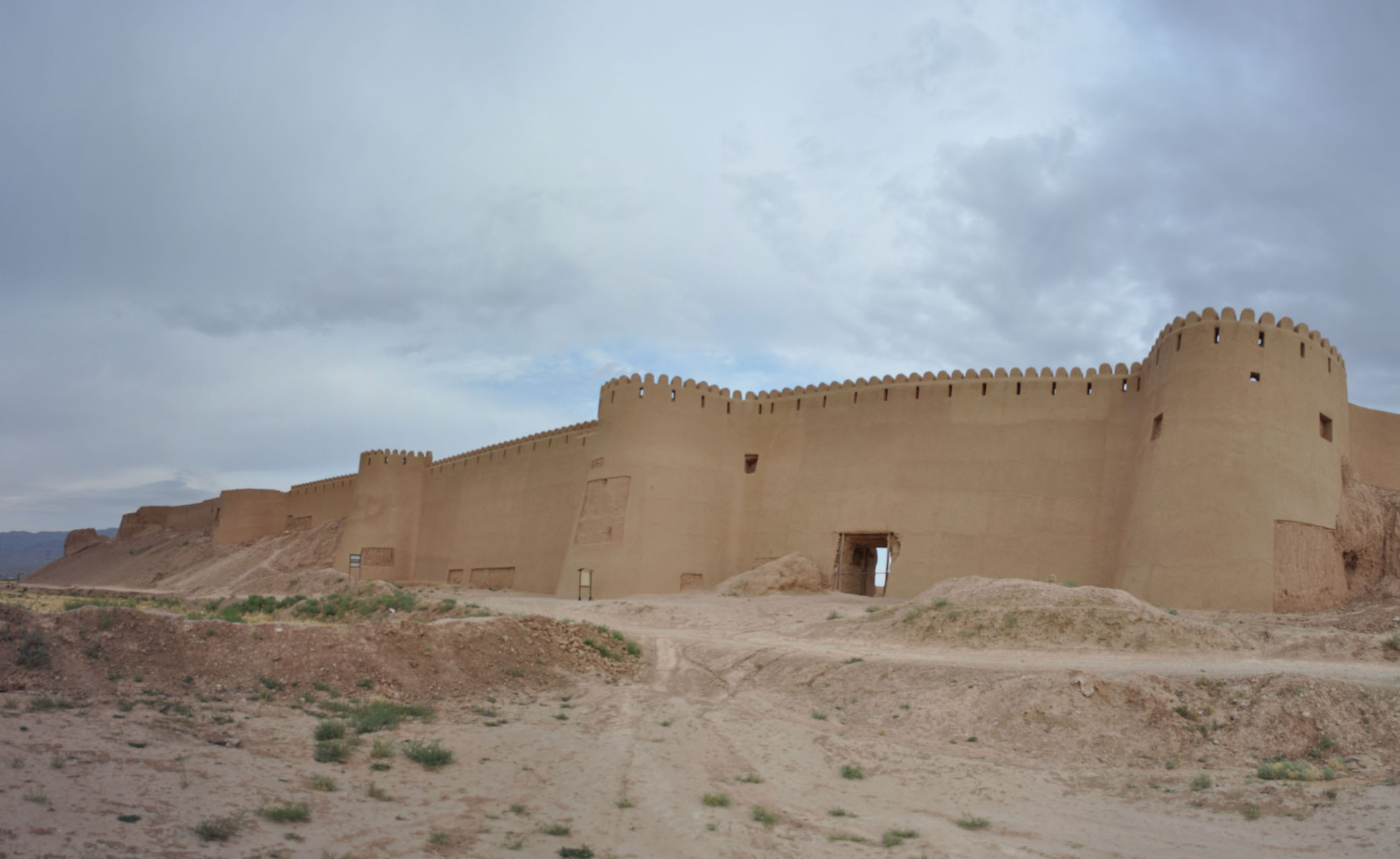
این عکس مربوط به شهر تاریخی بلقیس اسفراین است

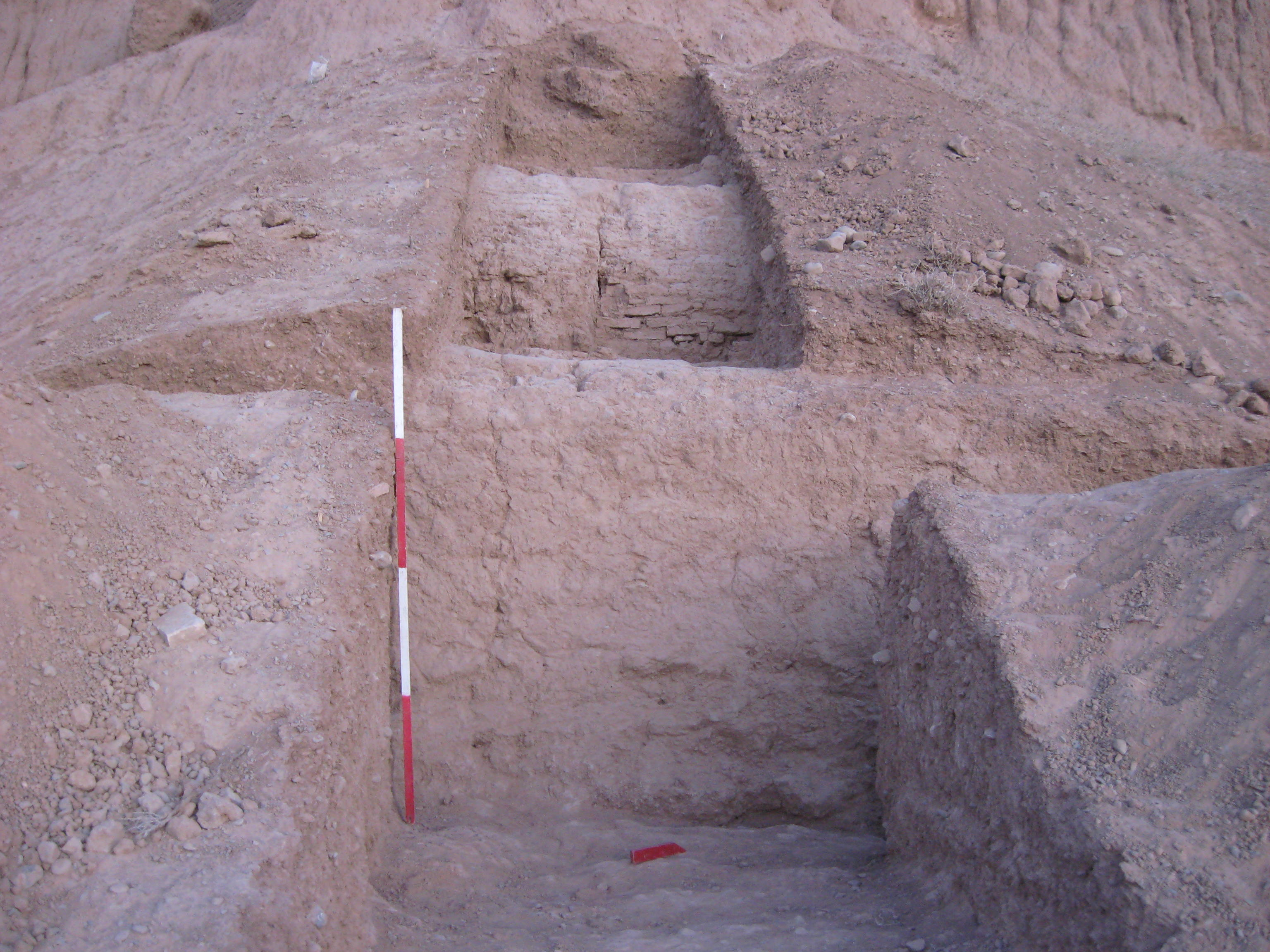
این عکس مربوط به ساختار خارجی شهر بلقیس می‌باشد که توسط باستان شناسان در سال ۱۳۸۷ از زیر خاک بیرون کشیده شده و مشخص گردید که خاک اطراف قلعه مصنوعی است

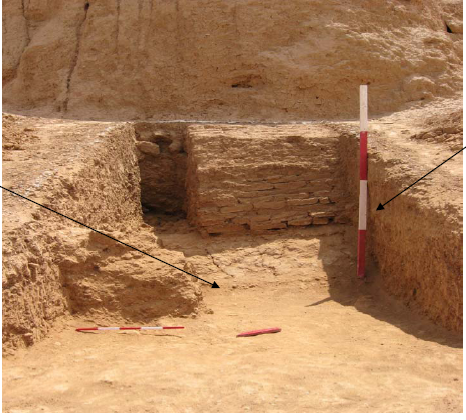
ساختار بیرونی قلعه که به صورت یک پشته خاکی دیده می‌شود و بسیاری از مورخان و سفرنویسان و مردم عادی گمان می‌کردند که این خاک‌ها از ریزش دیوارها حاصل گردیده طی کاوش‌های باستان‌شناسی در سال ۱۳۸۷ مشخص گردید این پشته‌های خاکی از نوع خاکریز مصنوعی و از ریخته شدن خاک خندق جهت جلوگیری ازاصابت توپ به قلعه بوده‌است

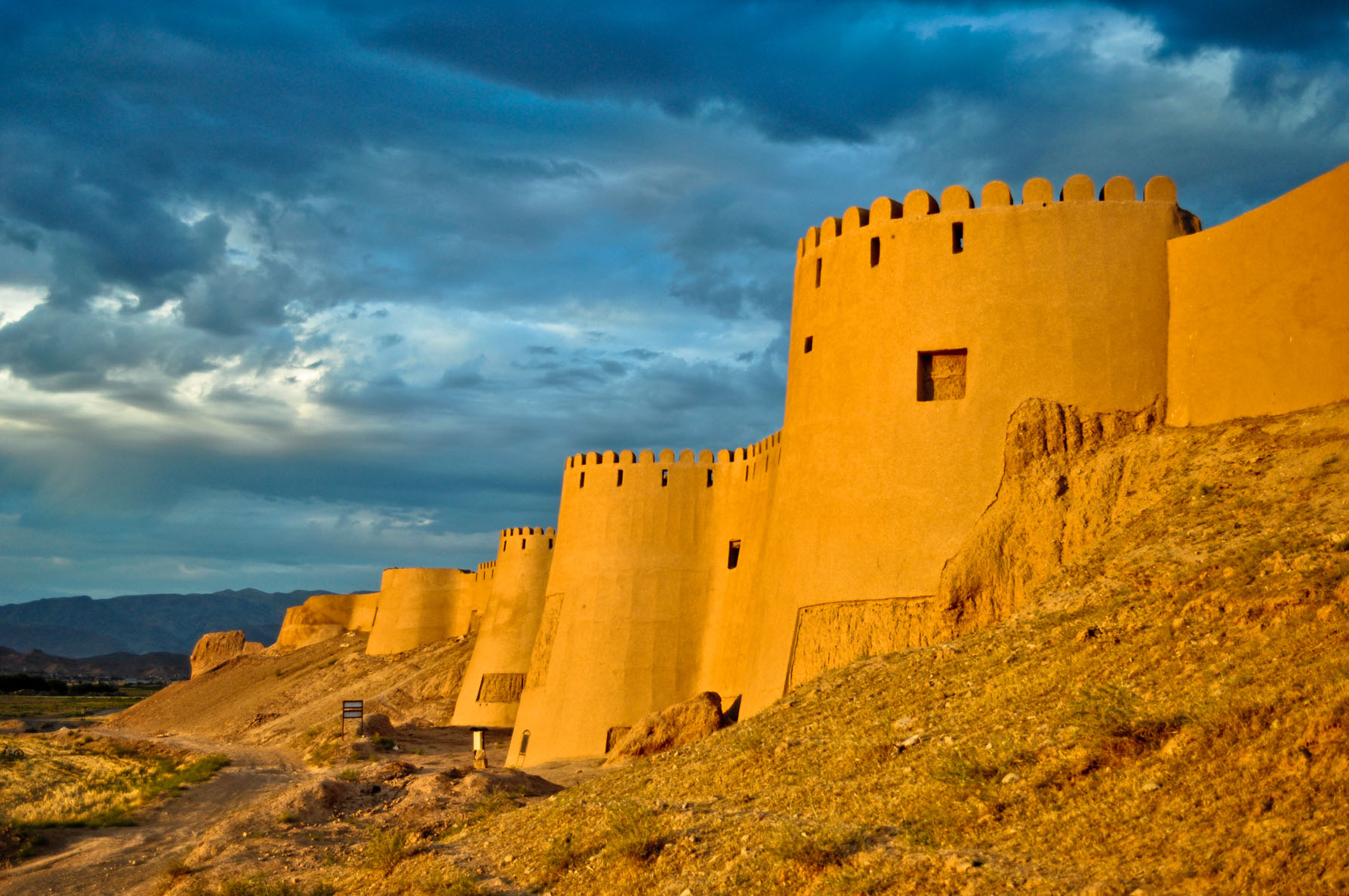
نمای غربی ارگ شهر تاریخی بلقیس اسفراین بعد از مرمت، دید از غرب

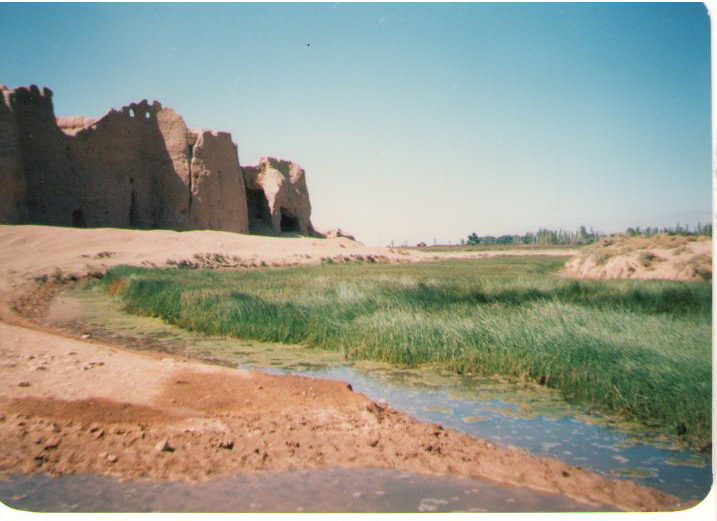
بقایای از خندق مربوط به سال ۱۳۶۲ شمسی در پیرامون ارگ شهر بلقیس

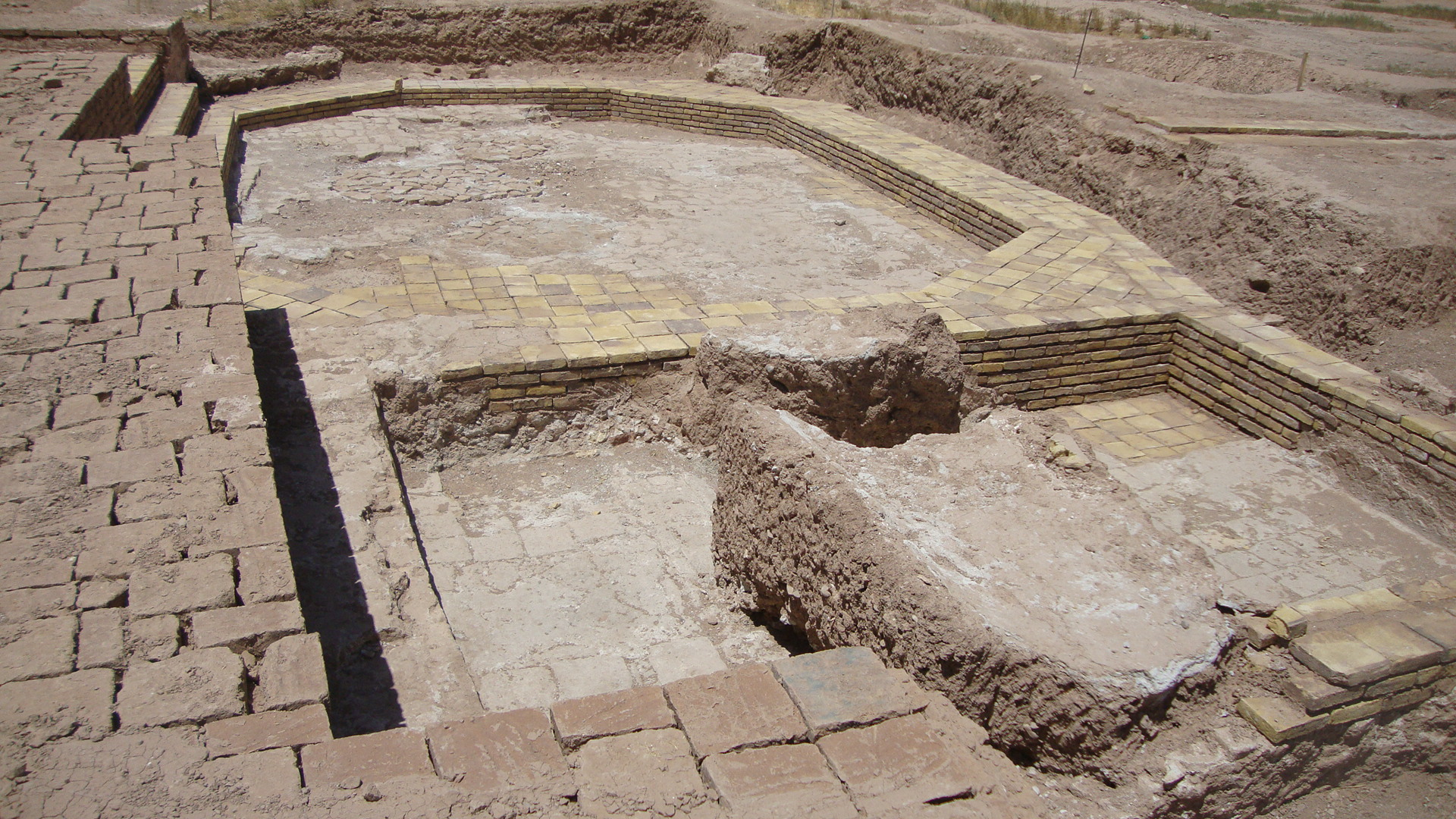
بقایایی از ساختار آبی احتمالا حمام مکشوفه از کاوش های باستان شناختی شهر تاریخی بلقیس اسفراین

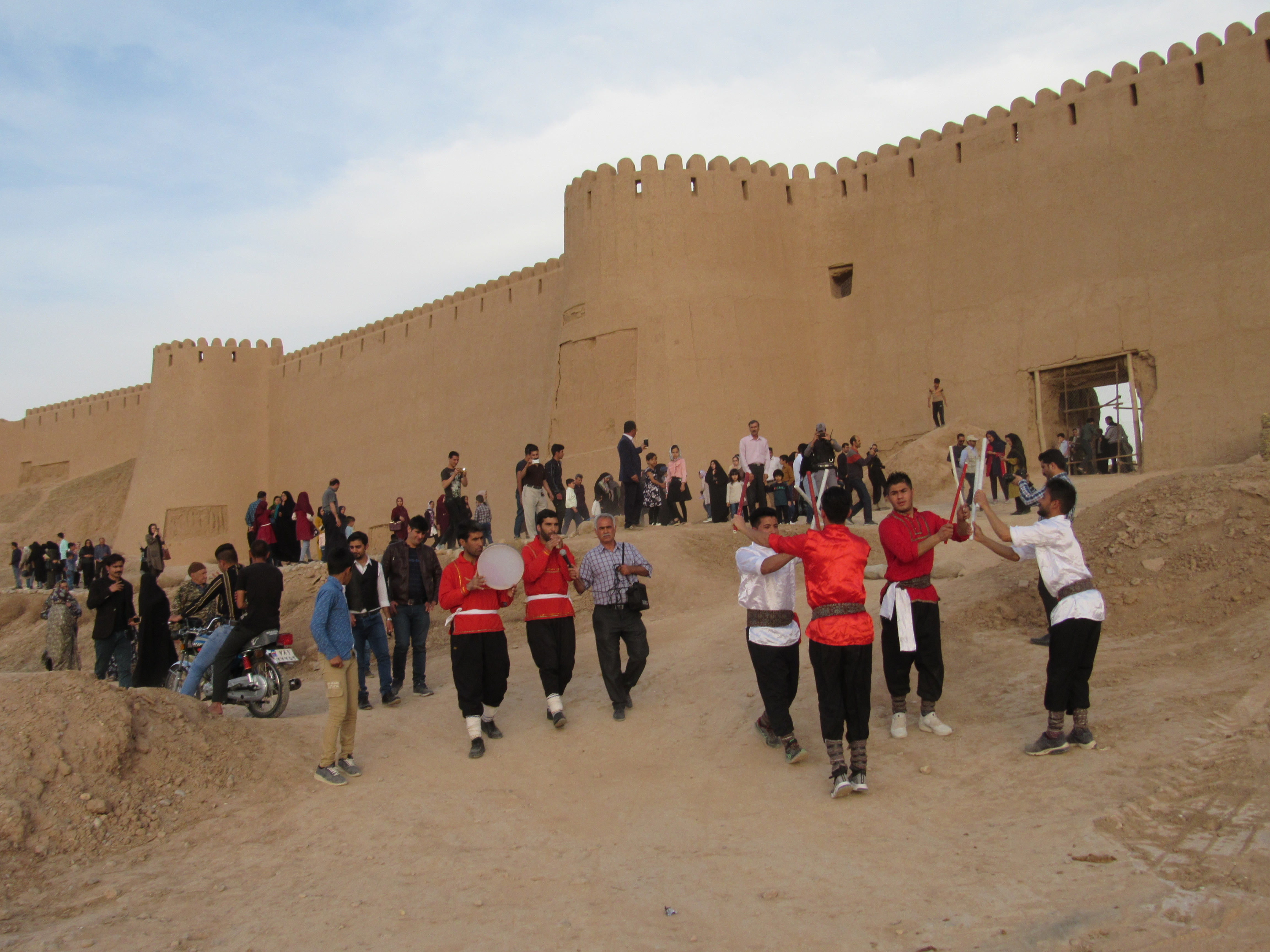
رقص سنتی در شهر تاریخی بلقیس اسفراین در اول فروردین ماه

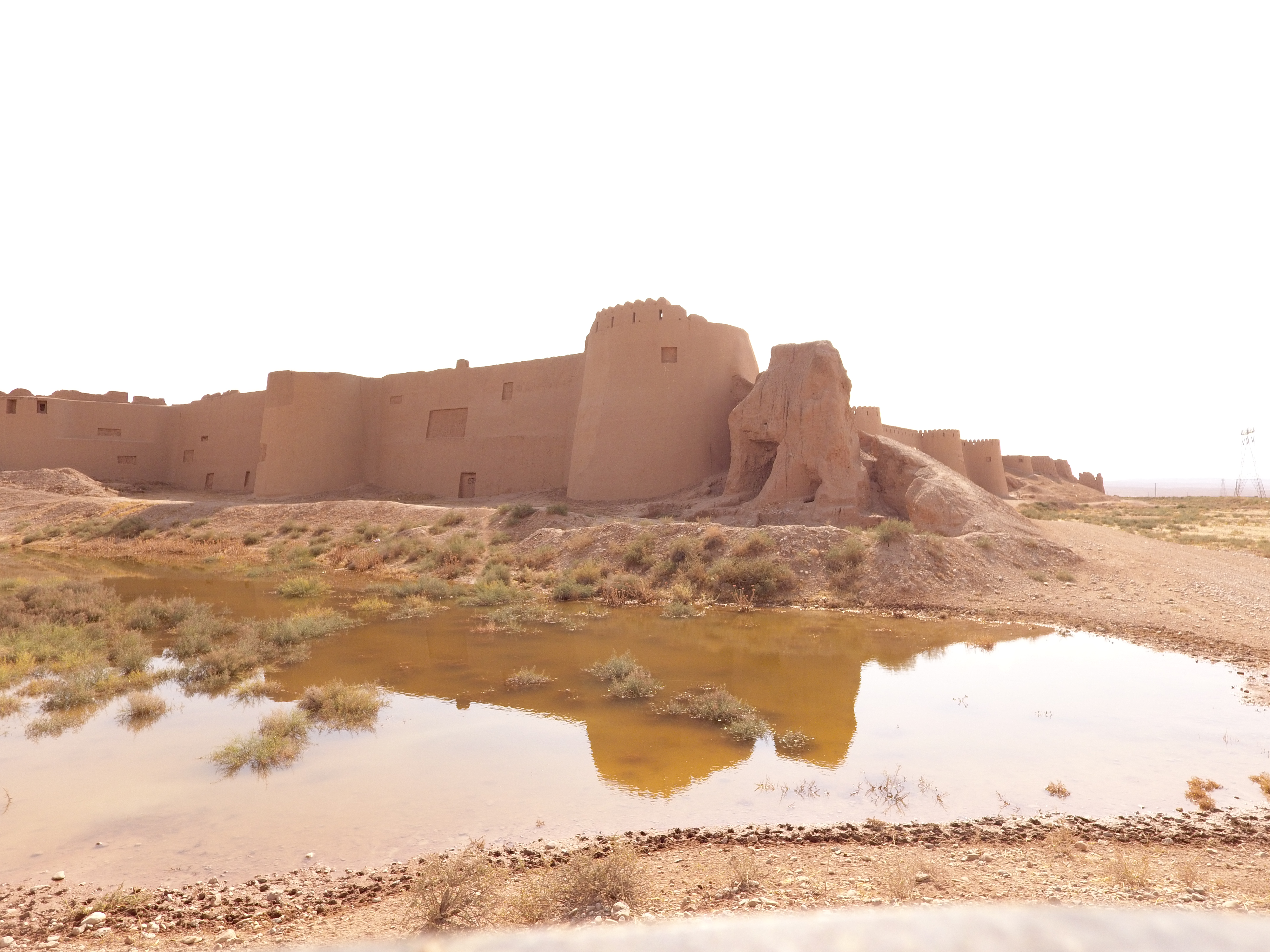
بقایای از خندق و ساختار شهر تاریخی اسفراین کهن

کف سازی منازل مسکونی مکشوفه در شهر بلقیس طبق کاوش های باستان شناختی

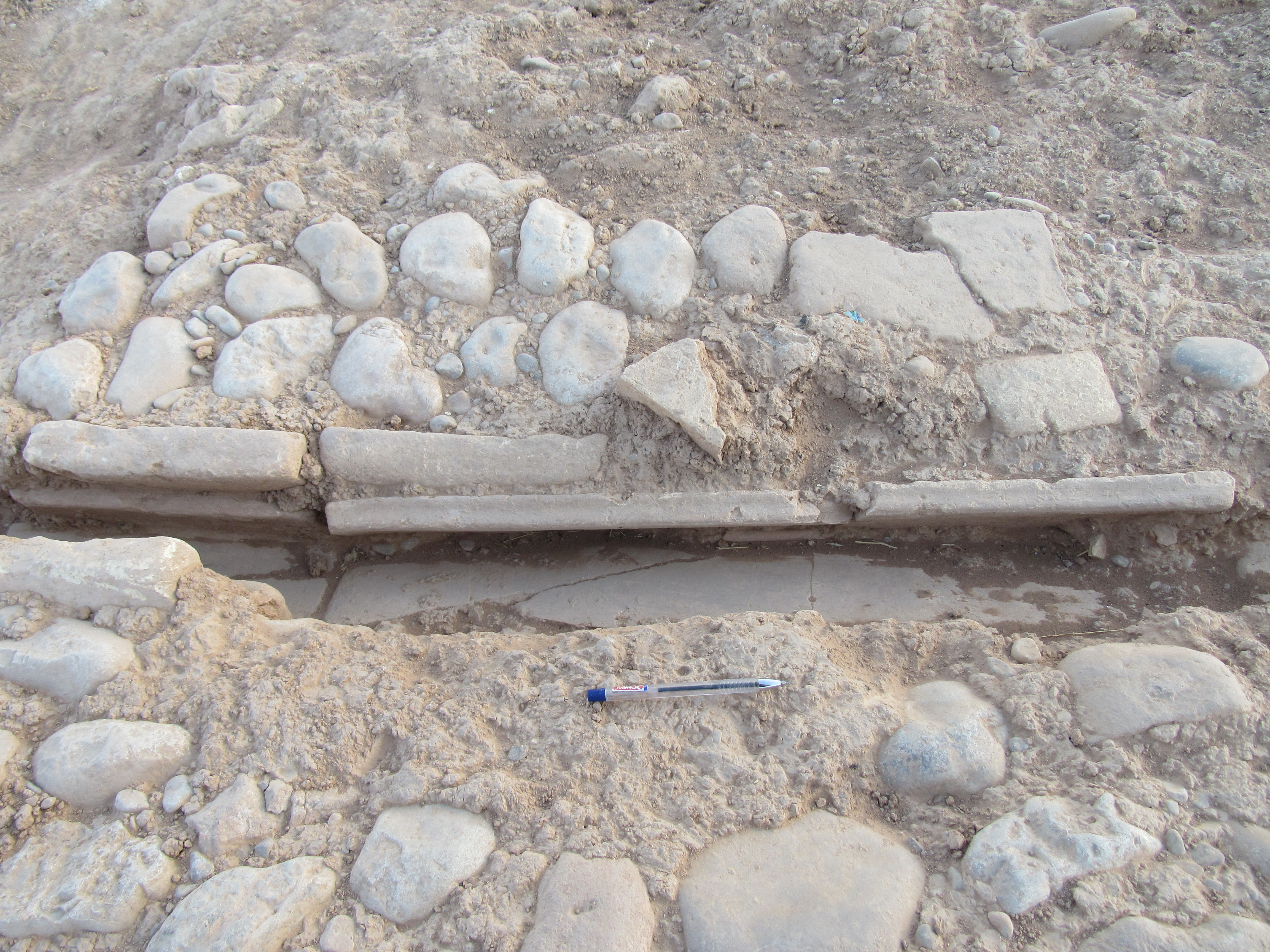
روش دفع فاضلاب با استفاده از ناودان های سفالی مکشوفه از کاوش های باستان شناختی

ارگ بلقیس که برجسته‌ترین اثر این محوطه است که مساحتی بالغ بر ۵/۵۱۷۱۲ متر مربع را دربر گرفته و ۳۰ برج در اندازه‌های مختلف در گرداگرد آن تعبیه شده و از هر سو با خندق احاطه شده ‌است. مصالح اصلی به کار رفته در ساخت قلعه گل/چینه است که در بخش‌های مختلف از خشت، آجر و چوب برای استحکام بیشتر استفاده شده‌ است. دروازه ورودی اصلی آن در ضلع شمالی با یک پیشامدگی به داخل شارستان مشخص است که که امروزه بیشتر بخش‌های آن تخریب و به صورت تلی از خاک درآمده‌است. فضای داخلی قلعه با حفاری‌های قاچاق به کلی مضطرب شده و فقط از این ارگ بزرگ که زمانی دارای سه طبقه فضای معماری بوده تنها یک پوسته گلی باقی مانده‌است.
با توجه به شواهد ارگ بلقیس برخلاف برخی قلعه‌ها بر روی سطح هموار دشت ایجاد شده و در اطراف آن خندقی را ایجاد کرده‌اند. اولین دوره استقرار در ارگ طبق اشارات متون تاریخی و یافته‌های باستان‌شناسی به دوره سلجوقیان برمی گردد و بعد از این زمان چندبار در ارگ فعالیت‌های مرمتی و ساخت و ساز در پیکره آن دیده می‌شود. ارگ آخرین بار توسط افغان‌ها به تصرف درآمد و به‌طور کامل تخریب شد اما با این وجود خانواده‌هایی به‌طور مستقل تا اواخر قاجار نیز در این مکان زندگی می‌کرده‌اند.
درداخل ارگ بناها و آثار معماری زیادی وجود داشته که در گذشته و قبل از انقلاب به علت حفاری‌های غیرمجاز تخریب شده و خاک آن به استناد مطالعات میدانی (گفته‌های مردم محلی) برای حاصل خیز کردن زمین‌های کشاورزی اطراف مجموعه انتقال داده شده‌است. طبق کاوش‌های باستان شناختی و آثار موجود چنین به نظر می‌رسد ساختار داخل ارگ از یک نظم خاصی برخوردار بوده‌است که بخش کوچکی از آن طی کاوش‌های باستان شناختی در سال ۱۳۹۳ و۱۳۹۴ کشف گردید که به شرح ذیل می‌باشد:
طی کاوش‌های باستان شناختی صورت گرفته در داخل ارگ تعدادی اتاق به صورت تو در تو و به شکل مربع -مستطیل در ابعاد مختلف ساخته شده‌است. دیوارهای این اتاق‌ها قطور و با خشت‌هایی با ابعاد ۵*۲۵*۲۵ سانتی‌متر و با ملاط گل ساخته شده‌اند. اکثراً اتاق‌ها دارای چند ورودی هستندکه درجهات شمالی، شرقی و جنوبی قرار دارند. بعضی از این ورودی‌ها در جهت وزش باد در فصل تابستان ساخته شده تا از آن برای سرد کردن فضاها بهره ببرند. با توجه به کشف چند پاشنه آجری درب، چنین به نظر می‌رسد که اتاق‌ها دارای درب چوبی از نوع یک لت بوده‌است.
طی کاوش‌های باستان شناختی از داخل این اتاق‌ها، تنورهای کوچکی کشف شد که این تنورها درست در زیر کف اتاق قرارگرفته که احتمالاً از این تنورها در فصول سرد سال به عنوان کرسی جهت گرم کردن خانه استفاده می‌شده‌است.. برای تزئین دیوارها از اندود کاه گل، گل آخری و گچ استفاده شده‌است. لازم است ذکر شود روی تمام دیوارهای این فضاها داغ‌هایی از اندود گل آخری دیده می‌شود که احتمالاً جنبه تزئینی داشته‌است. با توجه به کشف سفال‌های آبی و سفید شاخص دوره صفوی در چاله دفن زباله زیر یکی از فضاها می‌توان این سازه‌ها و کف‌ها را به دوره صفوی و بعد از آن نسبت داد، هرچند دیوارها ممکن است در دوره‌های قدیمی تر ساخته شده و مورد استفاده قرار گرفته باشند.
در بخش شمالی منازل مسکونی بقایای از یک سیستم آبرسانی شامل مسیر آب (تنبوشه‌ای)، حوض انبار و برکه می‌باشد که درگاهی‌های اصلی منازل مسکونی به این فضا منتهی می‌شود.

## مجموعه آثار شارستان (محدوده عمومی شهر)
اطلاع جامع از حصار و شارستان شهر اسفراین در قرون اولیه اسلامی وجود ندارد و دلیل آن این است که در قرون اولیه اسلامی به جای حصار و شارستان از عنوان شهر اسفراین یاد می‌شده‌است، ولی دردوره سلجوقی از قلعه شهر یادشده‌است. اما اشاره به حصار را می‌توان در دوره سربداران درلابه لای نوشته‌های دولتشاه سمرقندی دربارهٔ حکومت پهلوان حیدر قصاب درسال۷۶۱- ه -دید: «... بعد از خواجه علی شمس الدین در میان سربداران حشمتی یافت ومرد پهلوان و اهل مروت بود و سفره عام داشت. مدت یک سال و یک ماه حکومت کرد؛ و نصرالله باشتینی در اسفراین بدو یاغی شد و او با پنج هزار مرد به در قلعه اسفراین آمد و مدت یک سال حصار را دربندان کرد…» (سمرقندی، ۱۳۳۷: ۳۱۸). با استناد به نوشته‌های شرف الدین علی یزدی درظفرنامه حصار این شهر توسط سپاه تیمورلنگ کاملاً با خاک یکسان می‌شود: «... و صاحب قران از آنجا {نیشابور} به سعات اقبال سوار شده و به جانب اسفراین که گماشتگان امیر ولی داشتند روان شد و مقارن وصول که مردم هنوز به تعیین یورت و مقام و اندیشه نزول و ضرب خیام مشغول بودند، حکم جهان مطاع پنفاذ پیوست کار شهر بسازد عساکر نصرت به شعار بی توقف چپرها و سپرها گرفته روی به حصار نهادند و رسیدند و فتح کردن یکی بود حصار را رخنه‌ها کرده درآمدند و بسیاری به قتل آوردند عمارات مطلقاً از حصار و خانه و مسکن و کاشانه با زمین هموار گشت
چون قهر سپاهش درآمد دست همه خلق شد کشته شهر پست
حصار و بیوت و مساکن نماند و جز نامی از اسفراین نماند».
پس از آن دردوره صفویه به خاطر حملات مکرر ازبکان، قلعه (کهندژ) اسفراین اهمیت زیادی پیدا می‌کند و اکثر منابع دوره صفویه به آن اشاره کرده‌اند ولی حصار آن نیز اهمیت خود را از دست نمی‌دهد. بهترین توصیف را در مورد قلعه و حصار شهر اسفراین در دوره صفویه اسکندربیک منشی درکتاب عالم آرای عباسی در هنگام حملات عبدالمومن خان به این شهر انجام داده‌است:
«... عبدالمومن خان کمر همت به تسخیر سایر محال خراسان بسته با لشکری پرخاشجوی بر سر قلعه اسفراین آمده محاصره نمود. ابو مسلم خان با جمعی از غازیان استاجلو اکراد وغیره که در آن قلعه جمع آمده بودند به حفظ و حراست قلعه و استحکام برج و باره پرداخته در لوازم قلعه داری می‌کوشیدند و عبدالمومن خان در تسخیر حصار اسفراین سعی بسیار نمود توپها نصب کرد و تا چهارماه مدت محاصره امتداد یافته چند مرتبه یورش عظیم واقع شد …» (منشی ،۱۳۷۷، جلد دوم :۶۹۶–۶۹۴)
این بخش (شارستان) امروزه در شمال شرق ارگ قرار دارد که توسط کشاورزان به علت کشاورزی کاملاً مسطح شده و تنها در برخی از نقاط برج و بارو شارستان مشهود است.
با توجه به نقشه‌ای که پی ام. سایکس یکی از افسران انگلیس در سال ۱۸۹۳ میلادی از شهر بلقیس تهیه کرده‌است و عکس‌های هوایی که در سال ۱۹۳۷ میلادی به دست اریک اشمیت از مؤسسه شرق‌شناسی دانشگاه شیکاگو تهیه شده و تلفیق آن با اشارات مورخان و یافته‌های باستان‌شناسی و اطلاعات محلی می‌توان تا حدودی به کارکرد مجموعه بناهای موجود درشهر پی برد.

### شارستان شهرتاریخی اسفراین درمتون تاریخی
اطلاع جامع از حصار و شارستان شهر اسفراین در قرون اولیه اسلامی وجود ندارد و دلیل آن این است که در قرون اولیه اسلامی به جای حصار و شارستان از عنوان شهر اسفراین یاد می شده است، ولی دردوره سلجوقی از قلعه شهر یادشده است. اما اشاره به حصار را می توان در دوره سربداران درلابه لای نوشته های دولتشاه سمرقندی درباره حکومت پهلوان حیدر قصاب درسال761- ه -دید: « ... بعد از خواجه علی شمس الدین در میان سربداران حشمتی یافت ومرد پهلوان و اهل مروت بود و سفره عام داشت . مدت یک سال و یک ماه حکومت کرد . و نصر الله باشتینی در اسفراین بدو یاغی شد و او با پنچ هزار مرد به در قلعه اسفراین آمد و مدت یک سال حصار را دربندان کرد......» (سمرقندی ، 1337  : 318).  با استناد به نوشته های شرف الدین علی یزدی درظفرنامه حصار این شهر توسط سپاه تیمورلنگ کاملاً با خاک یکسان می شود :«...و صاحب قران از آنجا {نیشابور} به سعات اقبال سوار شده و به جانب اسفراین که گماشتگان امیر ولی داشتند روان شد و مقارن وصول که مردم هنوز به تعیین یورت و مقام و اندیشه نزول و ضرب خیام مشغول بودند ، حکم جهان مطاع پنفاذ پیوست کار شهر بسازد عساکر نصرت به شعار بی توقف چپرها و سپرها گرفته روی به حصار نهادند و رسیدند و فتح کردن یکی بود حصار را رخنه ها کرده در آمدند و بسیاری به قتل آوردند  عمارات مطلقاً از حصار و خانه و مسکن و کاشانه با زمین هموار گشت
```
چون قهر سپاهش در آمد دست                 همه خلق شد کشته شهر پست 
```

حصار و بیوت و مساکن نماند                       وجزنامی از اسفراین نماند» (یزدی ، 1972: 1103-1104) .
پس از آن دردوره صفویه به خاطرحملات مکرر ازبکان ، قلعه (کهندژ) اسفراین اهمیت زیادی پیدامی کند و اکثر منابع دوره صفویه  به آن اشاره کرده اند ولی حصار آن نیز اهمیت خود را از دست نمی دهد . بهترین توصیف را در مورد قلعه و حصار شهر اسفراین در دوره صفویه اسکندربیک منشی درکتاب عالم آرای عباسی در هنگام حملات عبدالمومن خان به این شهر انجام داده است : 
« ...عبدالمومن خان کمر همت به تسخیر سایر محال خراسان بسته با لشکری پرخاشجوی بر سر قلعه اسفراین آمده محاصره نمود . ابو مسلم خان با جمعی از غازیان استاجلو اکراد وغیره که در آن قلعه جمع آمده بودند به حفظ و حراست قلعه و استحکام برج و باره پرداخته در لوازم قلعه داری می کوشیدند و عبدالمومن خان در تسخیر حصار اسفراین سعی بسیار نمود توپها نصب کرد و تا چهارماه مدت محاصره امتداد یافته چند مرتبه یورش عظیم واقع شد ...»( منشي ،1377 ، جلد دوم :696-694)
این بخش(شارستان) امروزه درشمال شرق ارگ  قرار دارد که توسط کشاورزان به علت کشاورزی کاملاً مسطح شده و تنها در برخی از نقاط برج و بارو شارستان مشهود است .
با توجه به نقشه ای که پی ام . سایکس یکی از افسران انگلیس درسال  1893 میلادی از شهر بلقیس تهیه  کرده است وعکسهای هوایی که درسال 1937 میلادی به دست اریک اشمیت از موسسه شرق شناسی دانشگاه شیکاگو تهیه شده وتلفیق آن با اشارات مورخین و یافته های باستان شناسی  و اطلاعات محلی می توان تا حدودی به کارکرد مجموعه بناهای موجود درشهر پی برد .

### شارستان شهر تاریخی اسفراین ازدیدگاه سفرنامه نویسان و باستان شناسان
کلنل ادوارد ییت  از این بخش به عنوان شهر قدیمی اسفراین یاد کرده که در شمال شرق ارگ واقع شده و محیط آن نزدیک به سه میل است. هنوز دیوار ها در بعضی نقاط 3 تا 4متر و 60 سانتی متر ضخامت داشتند .زمین داخل شهر شخم زده و تا حد زیادی هموار شده بود . اما هنوز تپه خاک هایی در آن مشاهده می شد ،که درآنها تعداد زیادی سکه واشیائ دیگر یافت شده بود ( ییت ،1365 :354) .
پی ام سایکس هم عقیده با توصیفات ییت می باشد او هم وجود شهر را در شمال ارگ می داند که درآن بقایایی از مسجد و بازار و چند بنای نامشخص قراردارد ویک نقشه کلی ازحصار شهرکشیده است . اما به وضوح جدا بودن ارگ و شهر را از تصاویر هوایی اشمیت می توان تشخیص داد در این تصاویر شهر درشمال شرق ارگ دیده می شود که دارای دیوارهای تدافعی با برج بارور می باشد که درداخل آن چندین بنا دیده می شود .  توصیف دیگرازشهر را غلامرضا سهرابی درسال 1301 شمسی  درمجله نوبهار به چاپ رسانده است:
« این آثار که هنوز حصارش خراب نشده عبارت است از دو بنا یکی شهر بزرگی بوده که چهار دروازه دارد.طولش قریب هزار چهارصد ذرع ( 1400)و پهنایش هزار وشصت 1060 ذرع است ، تاکنون کشفیاتی که در این شهر شده حمامی بوده که اخیراً خراب نموده آجرهایش را برده اند دیگر مثل بازار بنائیست که از دوطرف آثار خانه ( دکان ) پیدا می باشد و طول این آثار تقریباً هفصد ذرع میباشد از این کشش بنا معلوم میشود که بازار یا خیابان بوده ، دیگر آثار عمارتهای بزرگ و معتبری است که هنوز بعضی از دیوارهایش سفید کرده باقیست »( سهرابی ، 1310: 523-524).

## تپه منار (مسجدجامع شهر تاریخی اسفراین)
در دوره اسلامی سازمان‌های دینی در شالوده زندگی شهری اهمیت زیادی پیدا کرد و مسجد جامع از اجزای اصلی نظام اجتماعی شهر شد تا آن جا که یک شهر کامل اسلامی (مدینه) شهری است که عدالت در آن اجرا می‌شود و مقر دولت یا نمایندگان حکومت است و دارای مسجد جامع می‌باشد. در واقع وجه تمایز شهر از ده، مسجد جامع به‌شمار می‌آمد. (اشرف، ۱۳۵۳: ۱۲) و شهرهای دوره اسلامی از نظر حقوقی در آغاز نوعی ویژگی داشتند که وجه تمایز آن‌ها از روستاها به‌شمار می‌آمد و آن داشتن جامع و منبر بود. (سعیدی رضوانی، ۱۳۷۲: ۱۰۴). مسجد جامع گاه به منزله مقر حکومت پیوند دهنده مذهب با حکومت بوده‌است.
پیشینه تاریخی مسجد جامع اسفراین:
تپه منار مهم‌ترین قسمت شارستان شهر بلقیس به حساب می‌آید که کتب جغرافیایی و سفرنامه‌ها به وجود مسجد و مناره در این محل صحه گذارده‌اند.
درمورد وجود مسجد در شهر تاریخی اسفراین برای اولین بار حمدالله مستوفی درکتاب «نزهة القلوب» به مسجدی در شهر اسفراین اشاره می‌کند که در آن کاسه بزرگی است از روی دورش دوازده گز خیاطی است (هرگز برابر با ۱۰۴ سانتیمتر است) و از آن بزرگتر کاسه پیش از این کسی نساخته‌است. (مستوفی، ۱۳۶۲، ص ۱۴۹).
دردوره تیموری کلاویخو که خود از شهر اسفراین گذر کرده و ساعتی در آن اقامت کرده در توصیفی که از شهر اسفراین داشته اشاره‌ای کلی به خانه‌های شخصی و مسجد می‌کند ((کلاویخو، ۱۳۷۴، ص۱۸۷–۱۸۸)) و اما از موقعیت قرارگیری آن در کدام بخش شهر هیچ اشاره‌ای نشده‌است؛ ولی دردوره صفویه درحمله عبدالمومن خان ازبک که شهر صدمات زیادی دید ه و خراب شد دربارهٔ مسجد آن اشاره کلی شده که به شرح زیر است:
«..... چون قلعه اسفراین از محاصره اُزبک بسیار خراب شده بود چه نقبها پیش برده بودند که اکثر خندق پر شده بود و حوالها از جانب بلند گردیده بود و اُزبکان نابکار برگشته روزگار خشت بهنت حوالها از مسجد جامع کنده بردند و آورده حوالها ساخته بودند …» (منجم، ۱۳۶۶؛ ص ۱۳۷)
دردوره قاجار فریزر سیاح انگلیسی در سال ۱۸۲۱ و۱۸۲۲ که از اسفراین عبور کرده‌است درسفرنامه خود اشاره به اسفراین می‌کند و از شهر قدیمی اسفراین نام می‌برد که در آن دومناره و خرابه هنوز باقی است. (فریزر ،۱۸۲۵) و بعد از این سیاح پی. ام. سایکس خود از شهر بلقیس دیدن کرده و جایگاه مسجد را به خوبی مشخص کرده و به گفته او به نقل از یک منبع قدیمی این مسجد در پنجاه سال قبل تخریب شده‌است. (سایکس، ۱۹۱۱، ۱–۱۹) و ایشان یک نقشه کلی از موقعیت قرارگیری آن کشیده‌است؛ و امروزه در کتاب مورخان با نام منار تپه و مسجد قدیم اسفراین یاد شده‌است. (روشنی زعفرانلو، ۱۳۶۶، ۱۷۶) حتی امروزه در اذعان مردم محلی که در این بخش به کشت و کار می‌پردازند از این محل به عنوان منار تپه یاد می‌کنند.

### پیشینه کاوش‌های باستان شناختی در تپه منار
با توجه به اشارات متون تاریخی مبنی بر وجود مسجد جامعی در شهر تاریخی اسفراین به همین منظور در محدوده معروف به منار تپه که تقریباً با متون تاریخی و گفته‌های محلی برمسجد بودن صحه می‌گذاشت چندین فصل کاوش باستان شناختی صورت گرفت. اولین کاوش در سال ۱۳۸۶ به منظور مشخص کردن حریم شهر بلقیس دراین قسمت یک گمانه توسط تیم باستان‌شناسی انجام گرفت که منجر به کشف یک کوره پر از زغال و خاکستر گردید. پس از آن در فصل دوم کاوش‌های باستان شناختی یک گمانه به ابعاد ۲*۳ متر در جنوب تپه منار ایجاد شد که بجز از قطعات شکسته سفال متعلق به قرون ۳–۴ ه‍. ق چیزی دیگر حاصل نشد. کاوش‌های دیگر که تقریباً نسبت به کاوش‌های قبل هدفمندتر و نتیجه بخش بود ایجاد ۴ ترانشه در فصل سوم کاوش درتپه مناربود که منجر به کشف یک ورودی آجر فرش و بقایای یک ستون آجری و یک گمانه جهت گاهنگاری تپه منار بود. در فصل چهارم کاوش که در ادامه کاوش‌های قبل با ایجاد ۳ ترانشه انجام شد منجر به کشف بخشی از یک صحن، تعدادی ستون و یک سازه خشتی شد. فصل پنجم کاوش‌ها که در ادامه تالار ستوندار با ایجاد ۲ ترانشه صورت گرفت منجر به خوانا شدن دیوار ضخیم تالار ستوندار و کشف یک سیستم آبرسانی گردید، که مشخص شد تالار ستوندار به سمت جنوب گسترش ندارد. پس از آن در سال ۱۳۹۴، ۱۳۹۶ و همچنین در سال ۱۳۹۷ آن به سرپرستی احمد نیک گفتار با ایجاد چندین ترانشه در تپه منار منجر به کشف چندین دوره و یک ساختار احتمالاً مسجد- مدرسه دوره سلجوقی گردید:

### معماری و آثار مکشوفه در کاوش‌های باستان‌شناسی در تپه منار

#### تالار ستون دار
این فضا در جنوب تپه منار طی چند فصل کاوش باستان شناختی کشف گردید که تاکنون بقایای ۱۶ ستون از این فضا به‌دست آمده‌است. ستون‌های بکار رفته در شبستان از نوع آجری به طول و عرض یک متر بوده و کاملاً گویا است که این آجرها از یک ساختار آجری دیگر کنده شده و در دل دیوارهای خشتی قدیمیتر (ساسانی- صدر اسلام) که کاربری آن نامشخص می‌باشد احداث شده‌اند. با توجه به موقعیت قرارگیری، ابعاد و تعداد ستون‌ها به کار رفته در این بنا، نشان می‌دهد که این ساختار بعد از تغیرات اولیه آن احتمالاً مربوط به شبستان مسجد و متعلق به قرون ۴–۳ ه‍. ق است که در دوره‌های بعد در داخل این فضا تغییرات اساسی صورت گرفته و تمام فضا با خشت و چینه تغییر کاربری پیدا کرده‌است و در ضلع شرقی آن پس از تغییر کاربری فضا یک سیستم آبرسانی ایجاد شده‌است. برای روشن شدن دیگر ساختار این فضا نیاز به ادامه کاوش‌های باستان شناختی است.

#### ساختار (مسجد- مدرسه)
این ساختار که بر روی لایه‌های قرون ۴–۳ه‍. ق، قرار دارد، احتمالاً متعلق به دوره سلجوقی- ایلخانی است که بخش‌هایی از آن در ضلع شمال شرقی تپه منار طی کاوش‌های باستان‌شناسی از زیر خاک بیرون آورده شده‌است. ساختار به‌دست آمده تاکنون شامل:بقایای ایوان ورودی مزین به آجرفرش، بخشی از صحن حیاط با حوضچه، بخشی از فضای معماری رواق‌های بخش شمال غربی که در اطراف صحن حیاط قرار داشته‌اند می‌باشد.
ایوان بنا دارای کف آجرفرش از نوع خفته -راسته و دارای تزئینات گچبری خاص دوره سلجوقی- ایلخانی و در حاشیه بام دارای تزئینات دندان موشی بوده‌است. بنا احتمالا در دو دوره مورد باز سازی و مرمت قرار گرفته‌است. مصالح به کار رفته در بنا آجر، ملات گچ و از لاشه و قلوه سنگ برای مقاوم‌سازی بستر پی سنگی استفاده شده‌است. باتوجه به آثار مکشوفه از قبیل وجود یک ایوان آجر فرش با تزئینات بی نظیر گچبری از نوع برهشته در دیوارهای راهرو که از بی نظیرترین نمونه‌های گچبری در قرون ۸–۶ ه‍. ق محسوب می‌گردد، می‌توان گفت که احتمالاً این سازه از نوع مسجد - مدرسه بوده که پس از تخریب (دلایل نامشخص) در یک دوره قسمت‌هایی از آن به یک فضای صنعتی از نوع کارگاه تولید سفال و ذوب فلزات و آهنگری تبدیل شده‌است که برای روشن شدن اطلاعات دقیق آن باید منتظر کاوش‌های گسترده باستان‌شناسی بود.

## کوره سفالگری

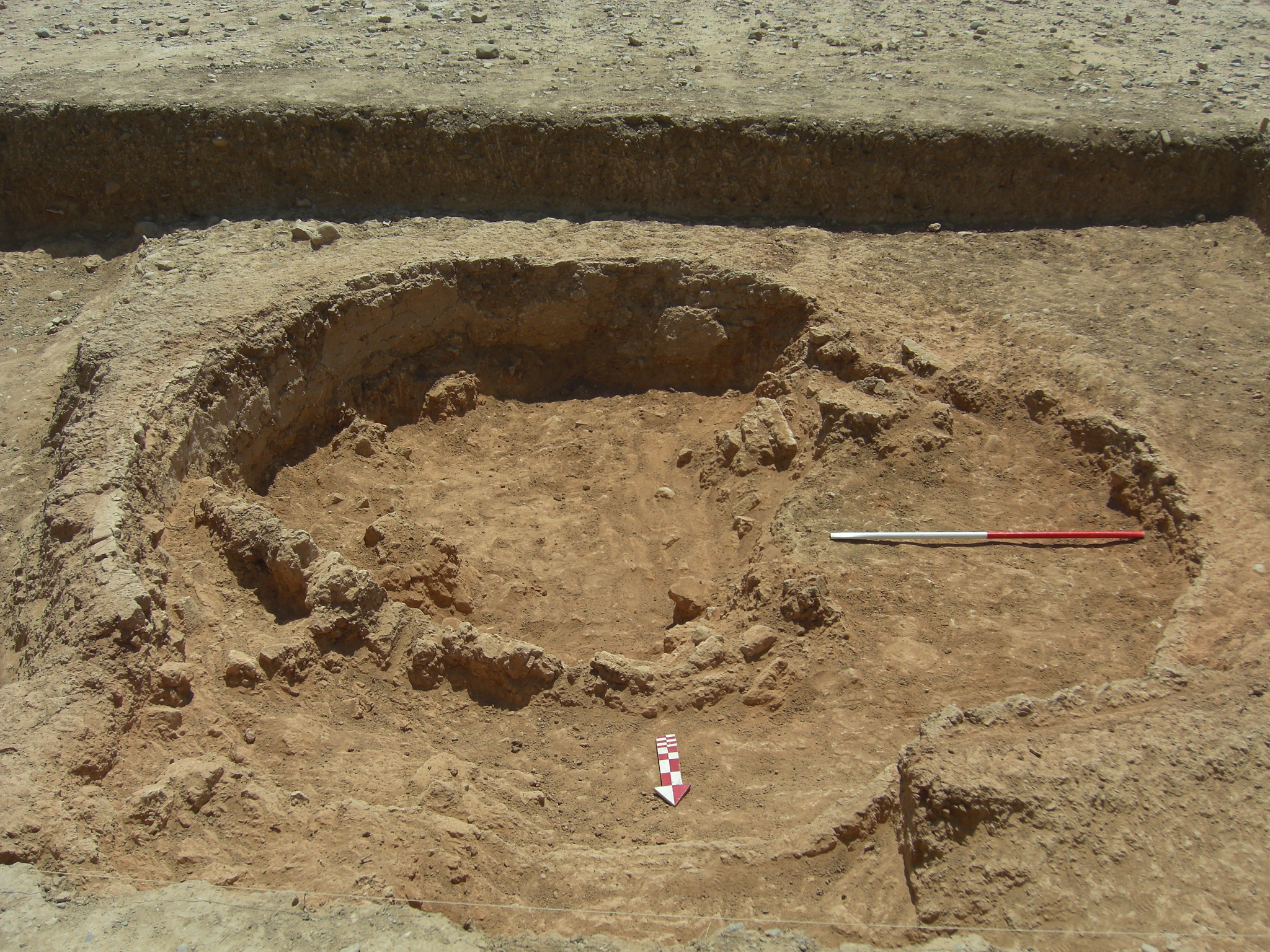
این عکس مربوط به کوره سفالگری در شهر بلقیس متعلق به دوره سلجوقی

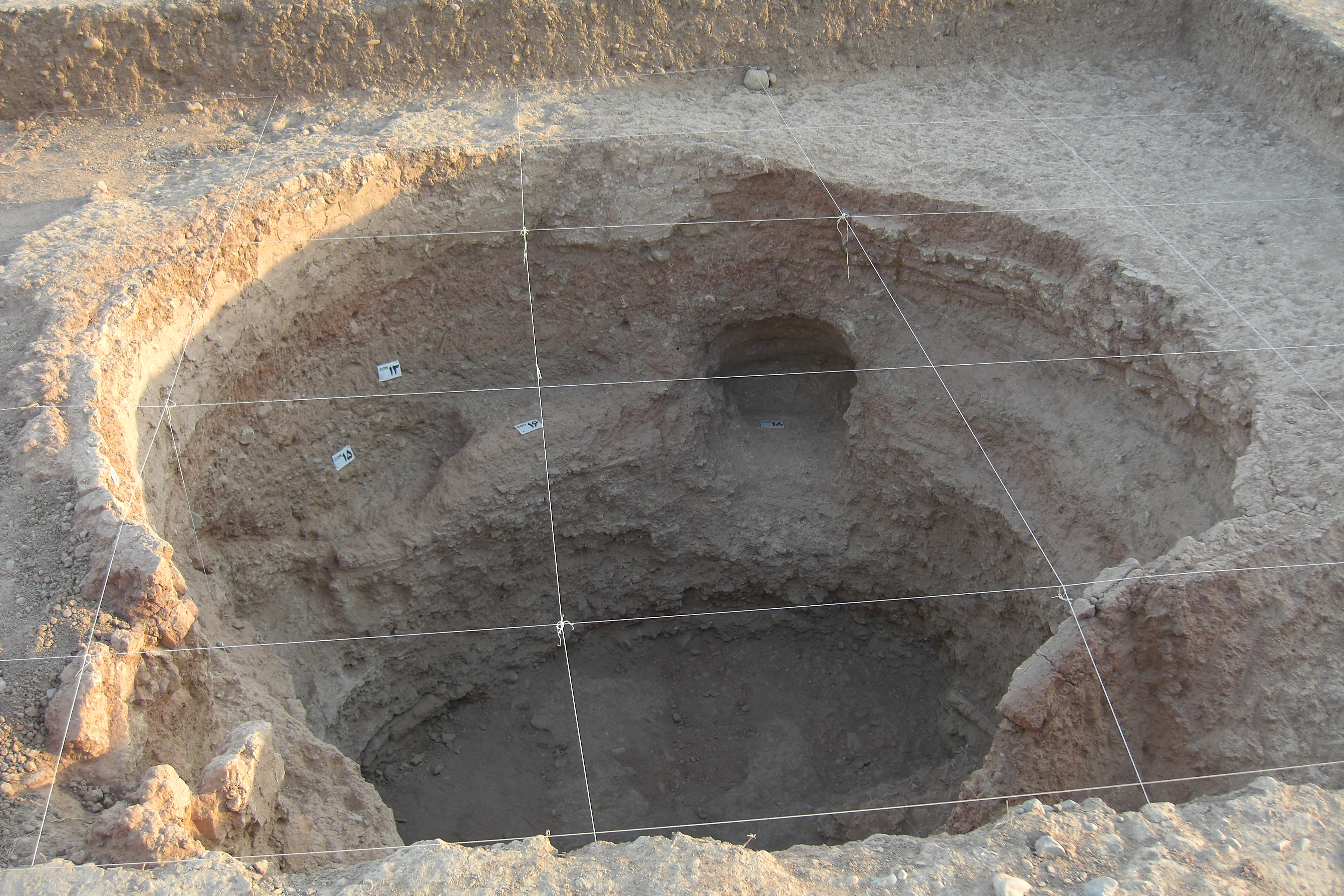
بقایای از یک کورهسفالگری که طی کاوش‌های باستان شناختی در شهر بلقیس در سال ۱۳۸۷ توسط باستان شناسان کشف گردید.

یکی از مهم‌ترین نتایج سومین فصل کاوش در شارستان شهر بلقیس کشف یک کوره سفالگری متعلق به نیمه دوم قرن ششم هـ. ق است که دارای بخش‌های مختلفی چون، آتشدان در بخش تحتانی، تاقچه‌ها به منظور گذاشتن سفال، سکوی پخت به منظور آماده‌سازی و چیدن سفال برای پخت و گنبد که بر روی تمامی این سازه‌های ایجاد می‌گردیده‌است.
این کوره سفالگری اولین کوره سفال‌پزی به دست آمده از شهر تاریخی بلقیس و محدوده خراسان شمالی است که از آن به منظور پخت سفال‌های لعاب دار با لعاب فیروزه‌ای مورد استفاده قرار می‌گرفته‌است.
در کوره سفال‌پزی شهر بلقیس تاقچه‌های ایجاد شده در قسمت پائینی کوره به منظور پخت سفال ایجاد نشده‌اند بلکه همان‌طور که کامبخش فرد در گزارش کاوش کوره‌های سفال‌پزی نیشابور نیز ذکر کرده‌است این تاقچه‌ها به منظور انتقال حرارت به بخش‌های بیرونی اتاق پخت و قسمت بالایی کوره بوده که در برخی از کوره‌ها که دارای دو جداره بوده‌اند این اتفاق رخ داده‌است در نیشابور این سوراخ‌ها پنج یا شش عدد می‌باشد.

## آب‌انبار
یکی از ساختمان‌های آبی در ایران می‌توان به آب‌انبار اشاره نمود. آب‌انبار (امنار) در سراسر راه‌های ایران و در شهرهای این سرزمین به تعداد بسیاری دیده می‌شود و بعضی از آن‌ها که در شهرهای خشک وکم آب ساخته شده، خود اثری بسیار زیبا و از لحاظ معماری شایان توجه است (معماریان ،۱۳۸۷: ۳۴).
«آب‌انبارهای کهن در آغاز گودال‌هایی بودند که خود به خود از آب باران و سیلاب‌ها پر می‌شدند و مردم از آن آب برمی‌داشتند، کم‌کم آدمی خود به ساخت انباری برای نگهداری آب اقدام نمود و پس از آن روش‌های ساخت نیز گسترش یافت. آب‌انبارها در ایران، مودریا (مصر) و میانرودان (بین‌النهرین) و در یونان و روم دارای پیشینه‌ای کهن هستند. در ایران از روزگاران کهن به انگیزه کمبود آب و گرم و خشک بودن بخش بزرگی از کشور، همواره آب از ارزش بالایی برخوردار بوده‌است و با توجه به نقش مهمی که در زندگی روزمره مردم داشتند از موقعیت خاصی در فرهنگ این سرزمین برخوردار بوده‌اند. حرمت گذاردن به آب و خودداری از هدر دادن و آلوده ساختن آن از دوران‌های بسیار کهن در فرهنگ مردم سرزمین ما ریشه‌های بس ژرف داشته‌است. برای نمونه مردم ستایشگاه‌های بزرگی برای نیایش ایزد نگهبان آب «آناهیتا» (ناهید) بر پا می‌کردند.
کهن‌ترین نمونه آب‌انبار در ایران، خزانه آب شهر ایلامی دورانتاش در چغازنبیل خوزستان است که پیشینه آب به ۳۰۰۰ تا ۳۵۰۰ سال پیش می‌رسد. نمونه دیگر از روزگار داریوش بزرگ هخامنشی است که هنوز در بالای سکوی تخت جمشید دیده می‌شود. این آب‌انبار برای گردآوری آب باران ساخته شده بود. از زمان ساسانیان در مرزها و جزیره‌های خلیج فارس آب‌انبارهایی به جا مانده‌است.
در روزگار پس از اسلام، ساخت خزانه‌های استوانه‌ای باب شد، چون پایداری خوبی در برابر فشار آب نشان می‌داد. کهن‌ترین آب‌انبار از این گونه، در یزد در پشت مسجد جامع می‌باشد. نمونه دیگر در «هرند» این شهرک گرمازدهٔ کویری می‌باشد. بیشتر آب‌انبارها در شهرها و روستاهای میانی (مرکزی) ایران از آب کاریز (قنات) و رودخانه‌ها و در بخش‌های دیگر ایران از آب باران و آب‌انبارهای کنار راه‌های کاروانی از تندابه‌های بهاری رودخانه‌ها پر می‌شدند. سابقه ساخت آب‌انبار در ایران بسیار طولانی بوده و هنوز آب‌انبارهایی از قرن ششم و هفتم هجری به جای مانده‌است» (معماریان، ۱۳۸۷: ۳۴).
در کویر آب ارزش دو چندان دارد. به علت حرارت زیاد و خشک بودن محیط، سیستم انتقال آب این مناطق دارای خصوصیات ویژه خویش می‌باشد؛ لذا ایرانیان برای این مناطق سیستم انتقال آب از زیرزمین را با مسائل هیدرولیکی خاصی، ابداع کردند. قنات وظیفه انتقال آب از دامنه کوه‌ها تا محل استفاده کشاورزی و آشامیدنی را بر عهده دارد. این شبکه آب‌رسانی به دلیل عوارض طبیعی مانند شیب زیاد در بعضی موارد نیاز به فنون خاصی مانند ایجاد آبشارها را دارد.
پس از انتقال آب به محل بهره‌وری، آب شرب در آب‌انبارها نگهداری می‌شود. آب‌انبارها نیز بسته به شرایط اقلیمی و اجتماعی هر منطقه، طراحی متفاوتی دارد. (مهدی‌آبادی، ۱۳۸۲: ۱).

### آب‌انبارهای شهر تاریخی بلقیس اسفراین

#### آب‌انبار ضلع جنوبی شارستان
این آب‌انبار درجبهه جنوبی شارستان و زیر باروی شارستان کشف گردیده که ایوان ورودی آن زیر بارو و مخزن آن در جنوب آن و خارج از محدوده شارستان قرار گرفته‌است از لحاظ گاهنگاری طبق مواد فرهنگی مکشوفه طی کاوش‌های باستان‌شناسی می‌توان گفت این آب‌انبار متعلق به قبل از دوره صفویه بوده در دوره صفویه شاید به دلیل حمله ازبک‌ها و کوچک شدن شارستان برای دفاع بهتر در برابر دشمن تخریب گردیده و روی آن دیوار ایجاد کرده‌اند که در دوره قاجار به بعد این دیوارها توسط عوامل انسانی و طبیعی تخریب گردیده‌است (نیک گفتار، ۱۳۹۱: ۳۵۴–۴۰۸). این آب‌انبار هنگام پیگردی جهت روشن کردن وضعیت پی و مصالح به کار رفته درساختار دیوار شارستان شهر بلقیس برای مرمت اضطرای در سال ۱۳۹۰ در ضلع جنوبی شارستان شهر بخش کوچکی از یک سازه آجری شامل سردر ورودی و تعدادی پله کشف گردید که احتمال می‌رفت این سازه بقایای یک آب‌انبار است طی کاوش فصل پنجم شهر تاریخی بلقیس جهت روشن شدن وضعیت این ساختار یک ترانشه در ادامه سازه‌های قبل ایجاد گردید که مدتی پس از کاوش منجر به نمایان شدن بخش عظیمی از مخزن گردید، این قسمت از بنا به شکل یک دایره به قطر ۲۵/۴ و عمق ۵ متر در دل زمین با شفته آهک و آجر ایجاد گردیده‌است و قسمت داخلی آن بدون اندود بوده و تنها درنزدیک کف سازه حدود ۱ متر دارای یک اندود نازک آهک است.

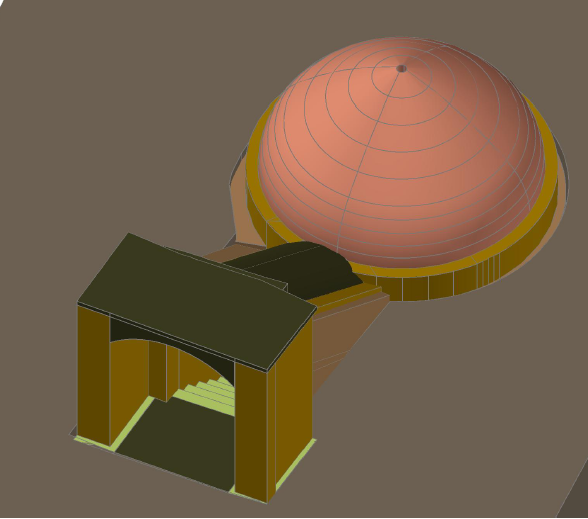
سه بعدی آب انبار شهر تاریخی بلقیس

#### آب‌انبار ضلع شمالی شارستان
در شمال شارستان هم بخش‌هایی از یک آب‌انبار دیگر کشف شده این آب‌انبار هم متعلق به قبل از دوره صفویه بوده و ایوان آن رو به غرب بوده و مخزن در شرق واقع شده‌است. این آب‌انبار نسبت به آب‌انبار جنوب شارستان سالم‌تر بوده کهاز سه بخش شامل ایوان ورودی، پلکان و مخزن تشکیل شده‌است که به شرح ذیل می‌باشند:
۱-ایوان ورودی: این بخش از بنا به دلیل واقع شدن در زیر جوی آب کشاورزی و تخریبات صورت گرفته اطلاعاتی حاصل نشده‌است.
۲- راه پله: پس از سردر ورودی جهت دسترسی به مخزن آب‌انبار، راه پله قرار دارد که محل برداشتن آب را میسر می‌سازد. این بخش از آب‌انبار به دلیل حفاری‌های غیرمجاز و تخریبات صورت گرفته تنها تعداد ۳ پلکان سالم و بقیه تخریب و داغ‌هایی از آن باقیمانده‌است.
۳-مخزن: محل انبار کردن و اصلی‌ترین عنصر در شکل‌گیری آب‌انبار بوده‌است. این بخش در دل زمین با شفته آهک و آجر ایجاد گردیده‌است و قسمت داخلی آن جهت ضدعفونی بهتر و عدم نشتی آب با ملات ساروج چند لایه اندود گردیده‌است. طبق آثار باقی‌مانده این بخش دارای یک سقف گنبدی از نوع رگچین بوده که پس از مدتی طولانی بعد از متروکه شدن به دلایل نامشخص سقف داخل مخزن فرو ریخته‌است. از لحاظ گاهنگاری با توجه به قرار گرفتن در خارج از حصار دوره صفویه و مصالح به کار رفته، رونق و شکوفایی این بنا را می‌توان به دوره قبل از صفویه نسبت داد.

#### منبع تأمین آبِ، آب‌انبارها
طبق بررسی‌های صورت گرفته در آب‌انبارهای شهرستان اسفراین چنین به نظر می‌رسد که اکثر آب‌انبارها از آب رودخانه تأمین می‌شده‌است. نمونه موردی آن: آب‌انبار صفی‌آباد از رودخانه گرماب، آب‌انبار خوش از رودخانه روئین و آب‌انبار آجقان که از طریق قنات روستا تأمین می‌شده‌است. می‌توان اشاره نمود که طبق شواهد باستان‌شناسی و ساختار زمین‌شناسی و توپوگرافی شهرستان اسفراین چنین به نظر می‌رسد روش تأمین آبِ، آب‌انبارهای این شهر از دو روش آب سطحی (رودخانه بیدواز) و قنوات بوده‌است.

#### دلایل قرارگیری آب‌انبار خارج از شارستان
اما در مورد اینکه چرا هر دو بنای به‌دست آمده از کاوش باستان شناختی در بیرون حصار شارستان دوره صفویه ایجاد شده‌اند، می‌توان این‌گونه بیان کرد که طی نا آرامی‌های سیاسی شمال شرق ایران که در دوره صفویه به اوج خود رسیده بود و این منطقه از سوی ترکمانان و ازبک‌ها روز به روز تهدید و غارت می‌شد  برای کنترل شهر در برابر این ناامنی‌های سیاسی بخش‌هایی از ارگ، خندق و حصار اطراف شهر به منظور دفاع و کنترل بهتر مرمت و محدوده شهر نسبت به دوره ایلخانی کوچک‌تر شد  و به این دلیل است که برخی از سازه‌ها از جمله آب‌انبار ضلع شمالی که احتمالاً در مرکز محله‌های شهر واقع بوده در بیرون از حصار قرار گرفته‌است.

## مقبره شیخ آذری

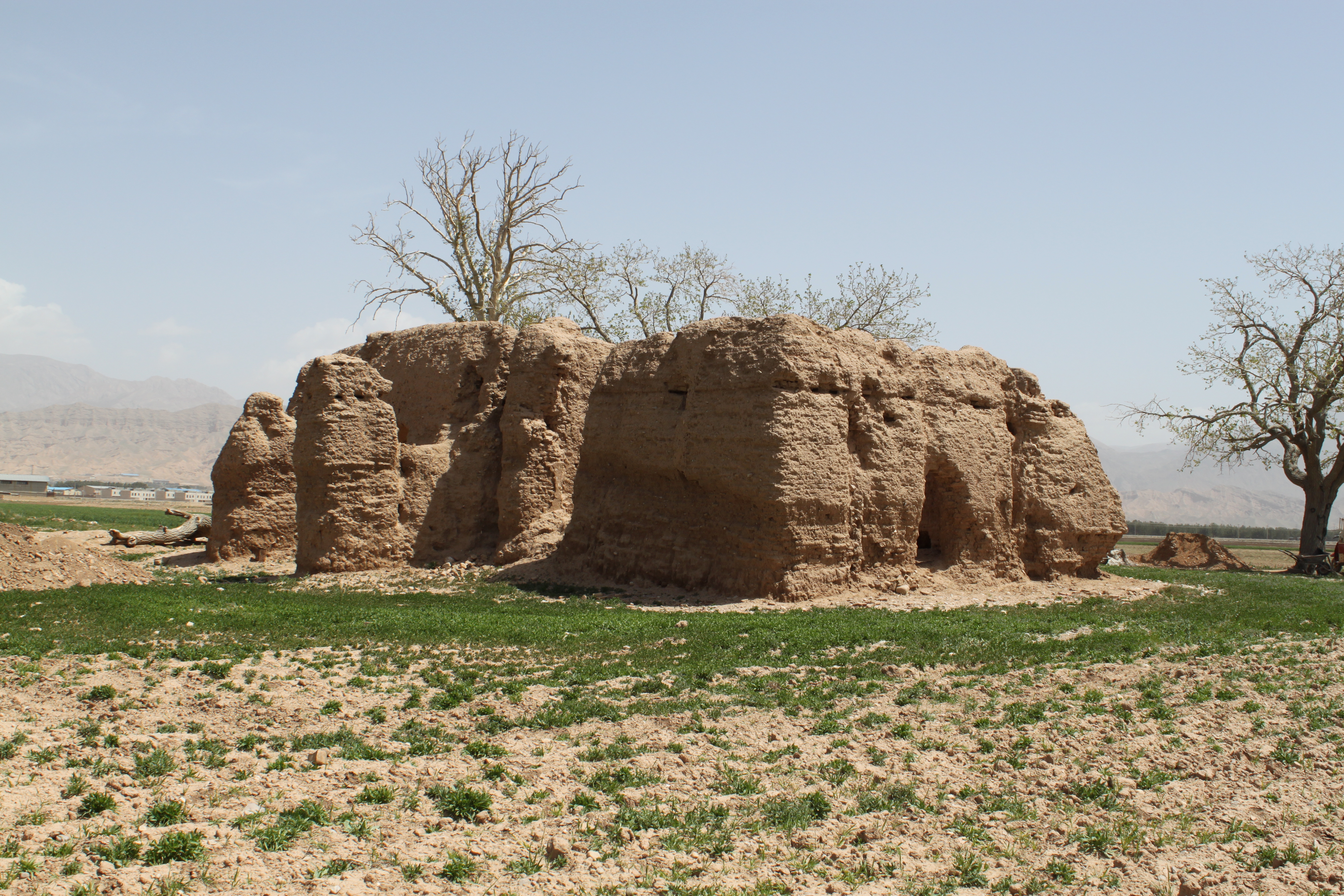
این عکس مربوط به مقبره شیخ آذری قبل از مرمت می‌باشد

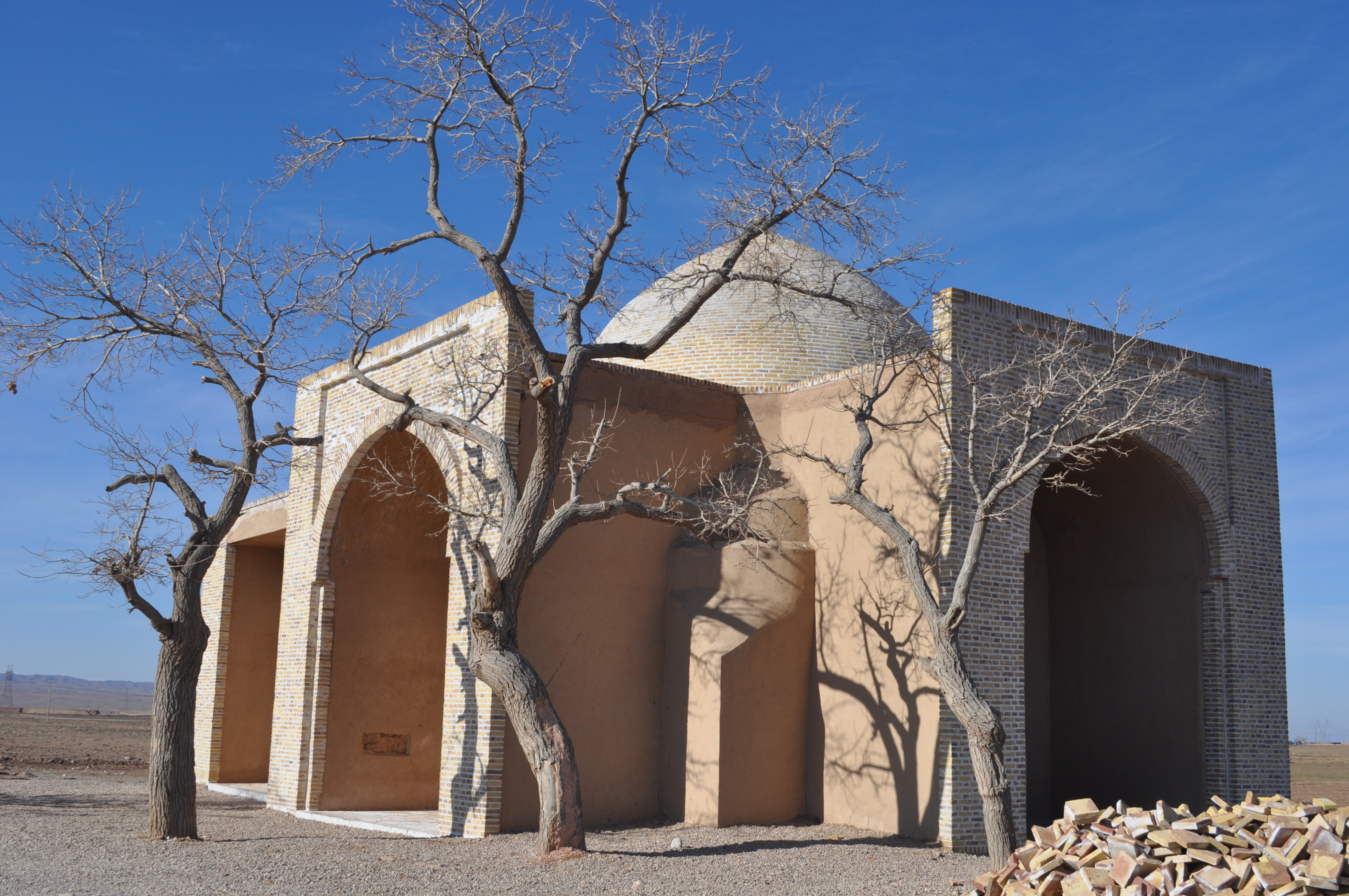
این عکس مربوط به مقبره شیخ آذری از عرفای قرن نهم هجری است که توسط تیم مرمت بازسازی گردید.

شیخ فخرالدین حَمزه (فرزند علی ملک) طوسی اسفراینی بیهقی متخلّص به «آذری» از مشایخ و شعرای مشهور قرن هشتم هجری است که بخشی از روزگار خود را در هند و بیشتر را در ایران سپری کرد. پدرش علی ملک (و در بعضی مآخذ: علی‌مالک، عبدالملک) از اعیان اسفراین و از رجال سربداران بیهق بود و چون به سال ۷۸۴ در اسفراین ولادت یافت و چندگاهی در طوس اقامت گزیده بود و به طوسی و اسفراینی اشتهار یافت و بدان سبب که در ماه آذر زاده شده بود خود را آذری نامید.
آذری بعد از طی مراحل سلوک و پس از دومین زیارت کعبه و اقامت در مکّه و بازگشتش از آن دیار، به هندوستان رفت و ملازم سلطان‌احمدشاه بهمنی گردید و عنوان ملک‌الشعرائی او را یافت و وی را مدح گفت و به دستور آن شهریار نظم بهمن‌نامه را آغاز کرد و هنگام تقدیم نسخهٔ ناتمام آن به احمدشاه اجازه بازگشت به وطن خود را خواست امّا مقبول نیفتاد تا آنکه بعد از چندی به وساطت شاهزاده علاءالدین پسر احمد شاه اجازه مراجعت یافت به شرط آنکه نظم بهمن‌نامه را در خراسان دنبل کند و البته آذری وعدهٔ خود را به انجام رسانید. وفاتش در هشتاد و دو سالگی به سال ۸۶۶ در اسفراین اتفاق افتاد و در همان‌جا به خاک سپرده شد و آرامگاهش هنوز زیارتگاه مردم است.
توصیف بقعه شیخ آذری:
بقعه حمزة بن علی ملک آذری از بناهایی است که در محدوده شهر تاریخی بلقیس اسفراین قرار گرفته و با شماره ۴۴۹۷ به عنوان بخشی از مجموعه شهر تاریخی بلقیس اسفراین در فهرست آثار ملی به ثبت رسیده‌است.
این بنا از دو فضای معماری در ابعاد متفاوت تشکیل شده که بخش جنوبی بنا به عنوان نمازخانه مطرح است و بخش شمالی آن مدفن و آرامگاه شیخ شناخته می‌شود. این بنا با توجه به تخریب‌های که صورت گرفته در سال ۱۳۹۰ از سوی پایگاه شهر بلقیس مورد مرمت و بازسازی قرار گرفت

## گورستان شهر
تنها منبعی که تاکنون دردسترس بوده و مورد مطالعه قرارگرفته و به محل گورستان اشاره می‌کند کتاب «وفیات الاعیان» نوشته ابن خلکان به سال (۶۰۸–۶۸۱ ه‍. ق) است که متن عربی آن به شرح ذیل می‌باشد:
«… و قال حمزة بن یوسف السهمی: روی بجرجان سنة اثنتین و تسعین و مائتین. قال الحافظ أبو القاسم ابن عساکر: حدثنی الشیخ الصالح الأصیل أبو عبدالله محمد بن محمد بن عمر بن الصفار الإسفراینی قال: قبر أبی عوانة بإسفرایین مزار العالم، و متبرک الخلق، و بجنب قبره قبر الراویة عنه أبی نعیم عبد الملک بن الحسن الأزهری الإسفراینی فی مشهد واحد داخل المدینة، علی یسار الداخل من باب نیسابور من إسفرایین، و قریب من مشهده الإمام الأستاذ أبی إسحاق الإسفراینی علی الیمین الداخل من باب نیسابور، و بجنب قبره قبر الأستاذ أبی منصور البغدادی الإمام الفقیه المتکلم صاحبه، الصاحب بالجنب حیاً و میتاً، المتظاهرین لنصرة الدین بالحجج و البراهین. سمعت جدی الإمام عمر بن الصفار رحمه الله تعالی، و نظر إلی القبور حول قبر الإمام الأستاذ أبی إسحاق، و أشار إلی المشهد وخارج المشهد و قال: قد قیل هاهنا من الأئمة والفقهاء علی مذهب الإمام الشافعی، رضی الله عنه، أربعون إماماً، کل واحد منهم لو تصرف فی المذهب وافتی برأیه و اجتهاده - یعنی علی مذهب الشافعی - لکان حقیقاً بذلک، و العوام یتقربون إلی مشهد الإستاذ أبی إسحاق أکثر مما یتقربون إلی أبی عوانة، وهم لا یعرفون قدر هذا الإمام الکبیر المحدث أبی عوانة لبعد العهد بوفاته، و قرب العهد بوفاة الأستاذ أبی إسحاق، وأبو عوانة هو الذی أظهر لهم الإمام الشافعی رضی الله عنه بإسفرایین»(ابن خلکان، وفایات الاعیان، ج۶: ۳۹۴).
بنا به گفته ابن خلکان قبر ابوعوانه درداخل شهر اسفراین در سمت چپ دروازه نیشابور است که در کنار او قبر ابی نعیم عبدالملک ابن الحسن الازهری اسفراینی قرار دارد و قبر ابی اسحاق الاسفراینی در سمت راست دروازه نیشابور است که در کنار او هم قبر استاد ابی منصور بغدادی امام الفقیه و متکلم است و در این قسمت چهل نفر از فقها و متکلمان مذهب شافعی در آن مدفون هستند. یافته‌های باستان‌شناسی هم به وجود گورستان که درمنبع تاریخی فوق به آن اشاره شد را مورد تأیید قرارمی‌دهد که امروزه درخارج از حصار ضلع شرقی قرار دارد و مساحتی بالغ بر۱۰ هکتار را دربرگرفته و تدفین‌های ادوار مختلف اسلامی در آن وجود دارد (وحدتی، ۱۳۸۶: ۲۹۲)

## گچبری‌های مکشوفه
هنر گچ‌بری یکی از هنرهای وابسته به معماری است که در هر منطقه و هر دوره زمانی، شکل و شیوه مخصوص به خود را داشته‌است. همان‌طور که از نام این هنر پیداست، مصالح اصلی بکار رفته در این هنر گچ می‌باشد. در ایران نیز گچ‌بری در دوره‌های مختلف تاریخی همراه با تفاوت‌هایی بوده‌است. گچ به دلیل داشتن خاصیت شکل‌پذیری، چسبندگی، رنگ مطلوب، کاربرد آسان، فراوانی و ارزانی کاربرد زیادی در هنرهای تزئینی دارد. طی چند فصل حفاری در شهر بلقیس تنها نقطه‌ای که گچبری‌های بینظیر کشف گردید بخش شارستان محدوده معروف به تپه منار است. این محل طبق اشارات متون تاریخی و سفرنامه نویسان خارجی و گفتار مردم محلی مسجد جامع شهر تاریخی اسفراین بوده‌است؛ و طبق یافته‌های باستان‌شناسی در این محل چند دوره استقراری از صدر اسلام – صفویه مشاهده گردیده‌است. آثار گچبری به‌دست آمده هم درست در روی ساختار قرون سوم وچهارم از داخل دو فضای صحن دار که به نظر باستان شناسان احتمالاً متعلق به دوره ایلخانی است از بین آوارها کشف گردید.

## هنر سفالگری در شهر اسفراین
شهر تاریخی اسفراین معروف به شهر بلقیس  یکی از شهرهای مهم و با شکوه دوران اسلامی است که در بین راه جرجان و نیشابور واقع شده‌است. طی چند سال اخیر کاوش‌های مستمری توسط باستان شناسان جهت شناساندن این محوطه دوره اسلامی صورت گرفته که بسیاری از زوایای تاریک شهری و هنری این شهر را روشن و اطلاعات ذیقیمتی را فراروی محققان، پژوهشگران و تاریخ نگاران قرار داده‌است. یکی از مهم‌ترین این دستاوردها که هم در زندگی روزمره ساکنان آن زمان نقش مهم داشته و از طرفی هنر آن زمان را به نمایش می‌گذرد ظروف سفالی است.

### سفالینه‌های قرون دوم - چهارم (ه‍. ق)(سفال سامانی)
سفالينه هاي لعاب دار مکشوفه از شهر بلقیس 
این سفال‌ها خود در دو نوع قابل تقسیم‌بندی است:

#### سفالينه هاي لعابدار بدون  پوشش گلي
گونه سفالینه‌های با لعاب یکرنگ در میان یافته های«شهر بلقیس» از کمیت قابل ملاحظه ای برخوردار است. پیشینه ساخت سفال‌های با لعاب یکرنگ از دوره پارت در ایران متداول بوده   و در دوره ساسانی  تداوم یافته‌است، مطالعات انجام شده در مورد سفالینه‌های مکشوفه از «شهر بلقیس»  ثابت می‌کند که ساخت سفال‌های با لعاب یکرنگ در ابتدای دوره اسلامی از اهمیت خاصی برخوردار شده و از نظر تعدد و تنوع از مقبولیت برخوردار است.  خمیره سفال‌ها با لعاب یکرنگ اکثراً نخودی تا نخودی متمایل به زرد و صورتی و قرمز است. رنگ‌های به کار رفته در این نوع ظروف  شامل رنگ هايي چون لاجوردي، آبي، سبز، زرد، قهوه اي، سفيد و بيشتر از همه با لعاب آبي يا فيروزه اي آرايش شده‌است. به طورکلی گروهی از این سفالینه‌ها فاقد پوشش گلی است و نقش  به صورت کنده، افزوده، خراشیده، شانه ای و نقوش استامپی مستقیماً روی گل سفال اجرا شده و در نهایت سطح سفال با لعاب شفاف که حاوی ترکیبات سرب می‌باشد، پوشش داده شده اند شایان ذکر است شکل و کاربری این گونه ظروف  عموماً به صورت کاسه، قدح، بشقاب، لیوان، پیاله، پیه سوز و.... می‌باشد .

#### سفالينه هاي  لعابدار با پوشش گلي

##### سفالينه با پوشش گلي و نقوش آبي بر زمينه شيري ( معروف به آبي سفيد عباسي )
یک گروه متمایز از ظروف مکشوفه در شهر بلقیس که تنها دو قطعه از اینگونه سفال در بخش تپه منار به دست آمد،  سفالینه ها از نوع آبی سفید است. این سفالینه ها دارای لعاب مات سفید و دارای ترکیبات سربی می باشدو به علت افزودن قلع به آن، به حالت مات می شود به طورکلی خمیره اینگونه سفالها که در «شهربلقیس» به دست آمده نخودی متمایل به زرد  آقای ویلکنسون مراکز اولیه ساخت این نوع ظروف را سامره و بغداد دانسته اند  ). اما با حفاریها و کاوشهای باستان شناسی جدید که در بیشترمناطق ایران روبه رشد است و سفالینه های فراوانی از اینگونه به دست آمده دیگر نمی توان مرکز اولیه ساخت این ظروف را به سادگی به سامره  و بغداد نسبت داد و در مورد خاستگاه اولیه آن باید منتظر داده های باستان شناسی و مطالعه علمی آنها بود. نمونه مشابه از این ظروف طی حفاریهای  «دره شهر» به دست آمده که خانم سیمین لک پور تاریخ آن را قرن دوم وسوم دانسته است[[File:سفال آبی سفید شهر بلقیس احمد نیک گفتار(Ahmad.nikgoftar).

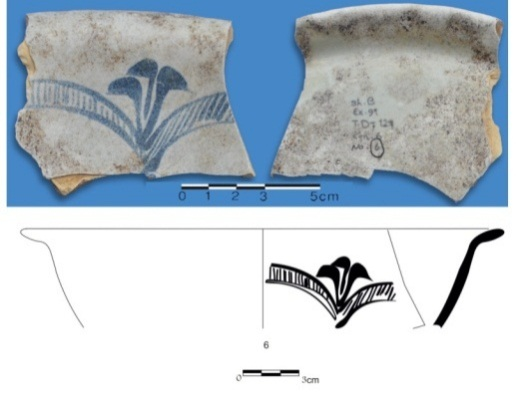
A piece of blue-white pottery discovered from the historical city of Esfarayen (Balqis city), excavation supervisor Ahmad Nikgoftar

##### سفالينه با پوشش گلي از نوع لعاب لکه ای یا  رنگ پاشيده
شهر بلقیس اسفراین یکی از شهر های مهم تجاری بین راه جرجان – نیشابور در قرون سوم-چهارم مطرح بوده است . طی کاوش های باستان شناختی در این شهر طی چند فصل اخیر ( وحدتی ، 1386: 279) ؛ ( وحدتی و نیک گفتار ، 1388: 185) ؛( فرجامی و ستوده ، 1389) ؛ ( فرجامی و نیک گفتار ، 1390) ؛ (نیک گفتار ، 1391) قطعات سفالینه های فراوانی از دوره های مختلف به ویژه قرون سوم – چهارم به دست امده است یکی از شاخص ترین نمونه های سفالی ، سفال لعاب پاشیده می باشد که به ذیل به شرح آن خواهیم پرداخت:
سفال لعاب پاشیده به سه گروه تقسیم شده است:
1. سفال با لعاب پاشیده ساده،  2. سفال با لعاب پاشیده و نقاشی 3. سفال با لعاب پاشیده و نقش کنده
سفال لعاب پاشیده:
نمونه های از این ظروف در کاوش های فصل پنجم شهر بلقیس در محدوده معروف به تپه منار بدست آمد.(نیک گفتار،1391: 217،227،229) از لحاظ شیوه ی تزئین این نوع ظروف را به سه نوع می توان  طبقه بندی کرد
1-	نوع اول سفال لعاب لکه ای ساده یکرنگ  : این گونه سفال ها اکثراً دارای خمیره قرمز آجری است. که سطح داخلی و بیرونی  این ظروف با دوغاب سفید مات و زرد پوشانده شده است. سپس با رنگ هایی که از ترکیب اکسید فلزات تهیه شده  به صورت لکه های سبز درلبه ، بدنه ، پاشیده به صورت ذرات ریز درسطح داخلی وبیرونی و تزئین به صورت لکه از لبه به سمت مرکز ظرف می باشد و در نهایت روی نقوش با لعاب سربی شفاف پوشانده شده است. (شماره7-1)
2-	نوع دوم سفال لعاب لکه ای منقوش  :
این گونه سفال ها اکثر در بخش معروف به تپه منار در ترانشه DJ121 یافت شده (نیک گفتار ،1390) در بخش شارستان هم در سطح محوطه به صورت پراکنده از این گونه سفالینه ها قابل مشاهده می باشد.  اکثر این گونه سفال ها دارای خمیره قرمز آجری و گاها نخودی و داری کف مسطح و از نوع چرخساز بوده  است. سطح داخلی و بیرونی  این ظروف دارای لعاب مات وکدر هستند . پاشه ها به رنگ سبز و زرد هستند که از سمت دهنه  ظرف شروع به سمت پایه  ظرف کشیده شده است این گونه ظروف برخلاف ظروف نوع اول که بیشتر داخل ظروف تزئین شده سطح بیرونی لعاب لکه ای شده و رنگ سبز خیلی کم رنگ و به صورت مغز پسته ای ظاهر شده و در کنار این لعاب لکه ای با رنگ سیاه  تزئیناتی به اشکال هندسی نقاشی گردیده  و در نهایت روی نقوش با لعاب سربی شفاف پوشانده شده است. (شماره10-8) با توجه به عدم پاشیدگی نقوش می توان گفت سرب استفاده شده در پایه تزئینات رنگ سبز و زرد کم و شاید هم جهت ممانعت از حرکت رنگها در نقاشی زیر لعاب از گلابه های جنس بدنه سفال استفاده شده  است. 
نوع سوم سفال لعاب لکه ای کنده یا اسگرافیتو :
پژوهش در زمینه نقوش ظروف اسگرافیتو قبل از هر چیز ما را به درک معنی واژه ای آن رهنمون می¬کند، که این واژه در لغت به چه معنی می¬باشد. واژه اسگرافیتو در فرهنگ مصور هنرهای تجسمی به معنی« سفالینه مخطط می باشد»(مرزبان،1377) در صورتی که در فرهنگ اصطلاحات واژگان هنرهای تجسمی معنی کامل تری را ارائه داده است و اسگرافیتو به معنی «رو خراشی (اندود خراشی) یعنی اسلوبی تزئینی که در آن اندود رنگی را با لایه ای از اندود سفیدی می-پوشانند (یا برعکس) آنگاه طرح یا نقش دلخواه را بر لایه رویی می خراشند تا لایه زیر پیدا شود.» (کرامتی،1370). سوزان پترسون نیز اسگرافیتو را یکی از روش های تزیین سفال دوغابی چنین معرفی می کند «که بدنه گلی با یک یا چندین دوغاب رنگی پوشیده شده وسپس با کنده کاری(خراش) خطوط با عمق مناسب در قسمت های دوغاب شده، طرح های تزیینی ایجاد می¬شود،برای ایجاد خطوط مختلف از ابزار گوناگونی استفاده می شود.»(پترسون،1388)
البته اگر بخواهیم این واژه را از لحاظ تاریخی بررسی کنیم، ظروف اسگرافیتو در ایران نام های دیگری نیز بر خود گرفته اند به طوری که «این ظروف به علت استفاده از طرح های تاریخی ایران مانند نقش اسفنکس¬هایی با بدن شیر و سر انسان، عقاب، اسب،  شیر و مرغ عنقا، به ظروف گبری معروف شده و بیش‌‌‌تر منسوب به گروس و آمل و آق‌کند و یاسکند هستند و تحت عنوان ظروف اسگرافیتو و شانلوه ساخته شده اند. به این ظروف نیز می‌توان "منبت" اطلاق کرد.» (کامبخش فرد، 1389) 
ظروف اسگرافیتو احتمالا از رایج ترین سفال های لعابدار دوران اسلامی اند،«همچنان که آرتور لین درباره این ظروف تحت عنوان "سفال رایج" صحبت کرده است.» (خلیلی، 1384)
سفال لعاب لکه ای یا لعاب پاشیده و نقش كنده درگلابه(اسگرافيتو): همانند سفال با لعاب لكه اي، سفال اسگرافيتو هم پيشينه اي نسبتاً پیچیده دارد. (مورگان ، 1384: 25) بطور کلی در مورد سفال موسوم به اسگرافیتو گفتنی است فن آوری این نوع سفال  جدید است و ممکن است جنس خاک آن قرمز، با لعاب سفید خالص  و نقوش حکاکی شده  باشد و اینکه نوع لعاب آن سربی است (همانجا) این فن آوری باعث توقف تولید ظروف با سبک لعاب لکه ای قرن سوم شد، در مورد منشا آن نظریات متعددی ارائه گردیده است به عقیده لین و فهیرواری، نمونه های نخستین ظروف نقش کنده در گلابه(اسگرافیتو) از چین و مصر دوره قبطی (متعلق به سده های پنجم تا هفتم م.) شناسایی شده اند(Lane, 1937-8 :Fehervari, 2000 ) در محدوده جهان اسلام نیز زاره (Sarre) برای نخستین باردرکاوش های سامره (1913-1911.م) قطعات و نمونه های نقش کنده در گلابه را بدست آورد و درگزارش خود به عنوان دومین گروه عمده درمیان گروه های پنچگانه سفالینه های سامرا نام برد (Sarre,1925) السترنورثچ(Northedge) این گونه سفالینه ها را مربوط به حدود سده های سوم و چهارم هجری تاریخگذاری نموده_(Northedge,1985). با توجه به کاوش های باستان شناختی درمحوطه های اسلامی  در ایران و کشف قطعات فراوانی از این سفال مقاله های متعددی برای معرفی و تاریخگذاری این گونه سفالینه ها به نگارش درآمده است   بهترین و جامع ترین معرفی و طبقه بندی در مورد این گونه سفالینه که برمبنای حوزه جغرافیایی صورت گرفته را میتوان درمقاله  خانم میترا شاطری تحت عنوان «حوزه بندی گونه نقش کنده درگلابه در ایران» جستجوکرد(شاطری، 1394) . 
درمورد ساخت این گونه ظروف، آقای کامبخش فرد معتقد است که تکنیک ساخت این ظروف به این روش بوده که بدنه سفال را پس از شكل پذيري به پوسته و آستري از لعاب سربي اندود كرده در كوره مي پختند و پس از پخت و سرد شدن با ابزار نوك تيز اقدام به نقر نقش هاي منظم يا نامنظم گل و گياه كرده ، چندين لعاب رنگي از قبيل زرد و ارغواني را به تفكيك يا درهم و به نوبت در نقاط مورد نظر مي پاشيدند و سپس مجدداً آن را مي پختند تاخطوط منقور و گود شده رنگ هاي زرد و سبز و ارغواني، در زمينه گودي ها كنتراسي از خط ، رنگ و نقش به وجود آوردند . به ظروفي كه چنين نقاري و رنگ آميزي روي آن انجام گیرد ، كارشناسان دنياي غرب «اسگرافيتو» نام داده اند.کامبخش فرد هم به اين ظروف لعاب پاشيده اطلاق کرده است . (کامبخش فرد،1386: 459) . درمورد این نظریه که بعداز پخت سفال با ابزارنوک تیز اقدام به نقرنقوش میکردند.طبق بررسی های صورت گرفته درمورد تکنیک ساخت این سفال انجام این فرایند پیچیده و سخت منطقی به نظر نمی رسدو تمامی نقوش منقور درحالت چرمینگی ظروف صورت میگرفته است.
تعداد سفال  های این زیرگونه در شهر بلقیس به صورت پراکنده از گمانه های U2، U3،U13 ،R11  (وحدتی ،1389: 114) و گمانه DK121 (نیک گفتار، 1391: 111) بدست آمده است. در اکثرنمونه های  بدست آمده خمیره قرمز آجری و نقوش حک شده از نوع کنده هندسی به شکل هاشورهای متقاطع تزئین شده اند و سپس رنگ های سبز، زرد برزمینه لعاب گلی شیری دوانده شده است. (شماره10-8)این گونه سفال در سده های 4-3 ه.ق در نیشابور تولید می شده است و تعداد زیادی از آنها در کاوش های نیشابور بدست آمده است.(Wilkinson 1973: 54).

## هنر کاشی کاری
کاشی به قطعه سنگی مصنوعی گفته می‌شود که طول و عرض آن مختلف بوده و ضخامت آن چند میلی‌متر است و یک روی آن دارای سطحی شیشه‌ای بوده و کاملاّ صاف و صیقلی می‌باشد. کاشی محصولات سفالین و سرامیکی است که در ساختمان کاربرد و اهمیت ویژه‌ای دارد، مانند حمام‌ها، توالت‌ها، آشپزخانه‌ها و آب ریزگاه‌های عمومی و غیره. کاشی برای تزئینات داخل و خارج ساختمان و همچنین برای بهداشت و عایق رطوبت به کار می‌رود.
طی کاوش‌های باستان‌شناسی در شهر تاریخی اسفراین آثار زیادی از قطعات کاشی به‌دست آمده که نشان می‌دهد هنر کاشی‌کاری در این شهر در زمان حیات از شکوفایی و رونق بالایی برخوردار بوده‌است و اصولاً از این هنر در بناهای شاخص استفاده می‌شده‌است. کاشی‌ها ی پیدا شده در طی چند فصل کاوش از شهر بلقیس را با توجه به نوع لعاب و روش تزیین می‌توان به سه نوع تقسیم کرد:
نوع اول ـ کاشی‌هایی که به آن زرین فام می‌گویند. این نوع کاشی یکی از انواع فاخر کاشی لخت محسوب می‌گردد. لعاب این نوع کاشی‌ها با استفاده از لاجورد، شنگرف، نقره، طلا و مس و روی تهیه می‌شد. این کاشی ابتدا در قرن پنجم ه‍. ق ساخته شد و کاربرد آن در دوره فرمانروایی ایلخانان به اوج رسید (بزرگمهری و خدادادی، ۱۳۹۲ :۱۱۰). طی کاوش‌های باستان شناختی، از این نوع کاشی در داخل و ورودی ضلع شمالی ارگ یافت گردید که نقش روی آن‌ها اغلب تصاویر هندسی و گیاهی و مزین به اشعار فارسی به خط نسخ می‌باشد.
نوع دوم: عبارت است از کاشی‌های بزرگ از جنس خمیر شیشه مزین به خط ثلث برجسته که سطح آن را لعاب فیروزه‌ای داده‌اند. این نوع کاشی هم طی کاوش باستان شناختی از ورودی و داخل ارگ به‌دست آمده‌است.
نوع سوم: عبارت است از کاشی‌های ساده با لعاب یکرنگ (لاجوردی سفید ـ فیروزه‌ای) و با اشکال و اندازه‌های مختلف (مربع ـ مثلث شش ضلعی …)می‌باشد، پراکندگی این نوع کاشی بیشتر دربخش شارستان قابل مشاهده می‌باشد.

## هنر موزاییک‌ سازی
در کاوش باستان شناختی در داخل مجموعه شهر بلقیس علاوه بر سفال، یک قطعه موزائیک سفالی مربع شکل به ابعاد ۹×۹سانتی‌متر پیدا شد. روی این موزاییک با نقوش برجسته قالبی تزیین شده و پشت آن برای درگیر شدن با ملات شیار ملایمی ایجاد شده‌است. خمیره این موزاییک نخودی است و سطح آن را پوشش گلی رقیق نخودی رنگی پوشانده‌است. نقش قالبی روی این قطعه متشکل است از دو تاقنما با قوس هلالی متصل به هم که داخل هرکدام نقش یک نخلک تزئینی (پالمت) دیده می‌شود. پایه هر دو قوس بر روی یک ستون مشترک قرار دارد که سرستون بالشتکی آن نیز نشان داده شده‌است. نیمی از یک ستون که در سمت راست موزاییک دیده می‌شود و پایه یکی از قوس‌ها بر روی آن قرار گرفته نشان می‌دهد این نقش به صورت پی در پی در ردیفی از موزاییک‌های مشابه تکرار می‌شده و احتمالاً زمانی به عنوان یک عنصر تزئینی بر روی دیوار یک سازه نصب بوده‌است. نقشمایه روی این قطعه موزائیک بی‌درنگ آرایه‌های معماری دوره ساسانی را به ذهن می‌آورد (وحدتی، ۱۳۸۹: ۱۳۶). به واقع تاقنماهایی که از ستون‌ها و قوس‌های هلالی متصل به یکدیگر تشکیل شده نه تنها در گچبری‌ها و نمای خارجی کاخ‌های ساسانی فیروز آباد، بیشاپور و تاق کسری متداول بوده (تقی‌نژاد دیلمی، ۱۳۶۳: ۱۳۴و۱۴۳)؛ گریشمن، ۱۳۶۴: ۳۹۴) بلکه تصاویر آن‌ها بر روی ظروف نقره‌ای این دوره (دیمز ۲۰۰۱: ۱۴۶، تصاویر ۱۹–۲۱۸) نیز نقش شده و در سده‌های بعد بسیاری از بناهای سده‌ها ی آغازین دوره اسلامی از جمله قصرها و اردوگاه‌های حکمرانان عیاش اموی همچنین خربه المفجر و قصر اخیدر (هوگ ۱۳۶۸، شکل‌های ۲۷–۱۷) و برخی از کلیساهای باخترزمین از آن‌ها الگوبرداری کرده‌اند (گیرشمن ۱۳۶۴: ۴۰۳). به عنوان مثال در گچبری‌ها و موزاییک کاری‌های کلیسای ژرمنی دپره در نزدیکی اورلئان در سده‌های ۴–۳ه‍. ق تاقنماهایی با قوس‌های هلالی متصل به هم ایجاد شده‌است که در داخل هر تاقنما نقش یک نخلک تزئینی دیده می‌شود (تقوی نژاد دیلمی، ۱۳۶۳: ۱۳۲). این مورد اخیر از هر نظر با نقش قالبی روی موزاییک سفالی شهر بلقیس- که احتمالاً مربوط به سده‌های ۵–۴ ه‍. ق است- شباهت دارد.

## هنر فلزگری

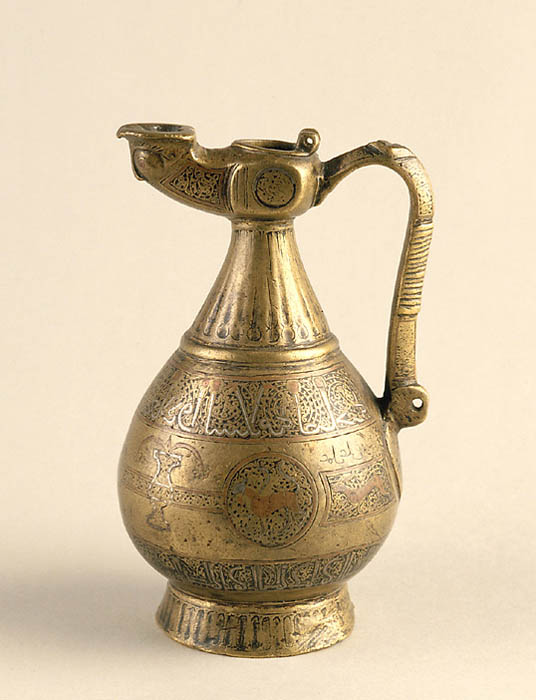
مشربه ساخته شده توسط هنرمند اسفراینی در دوره سلجوقی که گواه بر رونق

در دین اسلام، محدودیت‌هایی برای استفاده از طلا در ساخت ظروف مطرح شده، پس طبیعی بود که پس از اسلام شیوهٔ ساسانی فلزکاری ظروف سیمین و زرین دیگر منسوخ گردد و به جای آن آلیاژهای مختلف مس، روی و قلع و غیره رایج شود؛ ولی طرح‌های ظروف فلز باقی‌مانده تا قرن‌های ۳و۴ هجری شباهت بسیاری به آثار ساسانی دارد. این شباهت به حدی است که گاه بیننده را در اولین نظر، دچار اشتباه می‌کند. اما با دقت در آثار عصر اسلامی می‌بینیم که استفاده از خط در فلزکاری این شبهه را برطرف می‌کند. رعایت زیبایی و ظرافت در فلزکاری قرن‌های اولیه هجری در مورد تمام آثار دیده نمی‌شود. بلکه «آثاری دیده می‌شود که اهمیت بیشتری در زندگی روزمره داشته‌اند، مثل سینی و آبخوری و غیره شیوه‌های ساده فلزکاری در قرنهای اولیه هجری تا عهد سلجوقی ادامه می‌یابد. اما ازاین عهد به بعد آثار فلزی با ارزشی به‌دست آمده‌است. این آثار به مراتب ظریفتر و زیباترند، مشبک کاری روی فلز در این عهد مورد توجه هنرمندان فلز کار قرار می‌گیرد که بیش از آن رایج بوده‌است. در این عهد شیوه‌هایی جدید در فلزکاری به‌وجود می‌آید. از آن جمله کار گذاشتن فلزهایی مثل مس و نقره در زمینه آلیاژهای فلزهای دیگر است. این شیوه از فلزکاری به این ترتیب انجام می‌شده که خط‌های حواشی طرحهای مورد نظر را خالی می‌گذاشتند و سپس با مفتولی از مس یا نقره این فضای خالی را با چکش کاری پر می‌کردند. این شیوه در فلزکاری به «مس کوب» و «نقره کوب» معروف است.
با توجه به کاوش‌های صورت گرفته در شهر بلقیس اسفراین می‌توان اذهان نمود، ساکنان شهر اسفراین در دوران اسلامی به ویژه سلجوقی و ایلخانیان از لحاظ صنعت فلزگری از سطح دانش و فن آوری بالائی بهره‌مند بوده‌اند. با دانش ذوب فلزاتی همچون مس، آهن، نقره و مفرغ آشنا بوده و کانی مس را از کانسارهای همجوار احتمالاً از کوه‌های پشت بره در جنوب روستای اردین که در این بخش از دیرباز محل استخراج روباز مس و ذوب آن در همان مکان انجام می‌شده‌استخراج و مس را از آن استحصال نموده و نهایتاً با آن ابزار و اشیاء فلزی می‌ساختند. وجود ظروف فلزی با امضای استادان اسفراینی که متأسفانه اکثریت آن‌ها در مجموعه‌ها و گالری‌های بیگانه راه یافته‌اند (اتینگهاوزن و گرابر، ۱۳۷۸: ۵۱۰)، از جمله یک مشربه مفرغی ترصیع شده با مس و نقره به امضای استادعلی بن … اسفراینی که در مجموعه پیتل نگهداری می‌شود (هاراری، ۱۹۳۹، ۲۵۲۷، لوح ۱۳۰۹) و به سده ششم هجری تاریخگذاری شده حاکی از شکوفایی صنعت فلزگری در اسفراین در اواخر دوره سلجوقی است (وحدتی، ۱۳۸۹: ۳۷). امروزه طی بررسی‌ها و کاوش باستان شناختی آثار مفرغی و آهنی و… فراوانی از دوره‌های مختلف به‌دست آمده‌است که موید فعال بودن کارگاه‌های فلزگری در این شهر بوده که بیشترین این کارگاه‌ها در بخش شارستان و درمحدوده تپه منار متمرکز بوده‌است. آثار به‌دست آمده شامل ابزار مفتولی نوک گرد و نوک پهن و سلاح‌های آهنی و مفرغی همچون تبر، سر پیکان و سایر اشیاء همچون سکه، آینه‌های گرد و دسته دار، مهره، زنگوله، میخ در و … است.

### سکه
شهر تاریخی اسفراین یکی از شهرهای است که تا حمله مغول تابعیت نیشابور داشته و تا این زمان هیچ‌گونه سکه‌ای کشف نگردیده که ضرب اسفراین بوده باشد برای اولین با از زمان ایلخانان است که این شهر مستقل و دارای ضرب مسکوکات می‌باشد. که تعدادی از این سکه‌ها طی کاوش‌های باستان‌شناسی کشف گردیده و قابل توجهی هم که غیرمجاز یا مجاز به دست آمده در موزه‌های داخلی و خارجی نگهداری می‌شود؛ که می‌توان نام حاکم، محل و سال ضرب را بر آن‌ها خواند؛ و اکثر این سکه‌ها مربوط به دوره ایلخانان مغول تعلق دارد و تعدادی از آن‌ها هم متعلق به قرون سوم و چهارم قمری تاریخگذاری شده‌است که ضرب اسفراین نبوده فقط جنبه تجارتی داشته‌است.

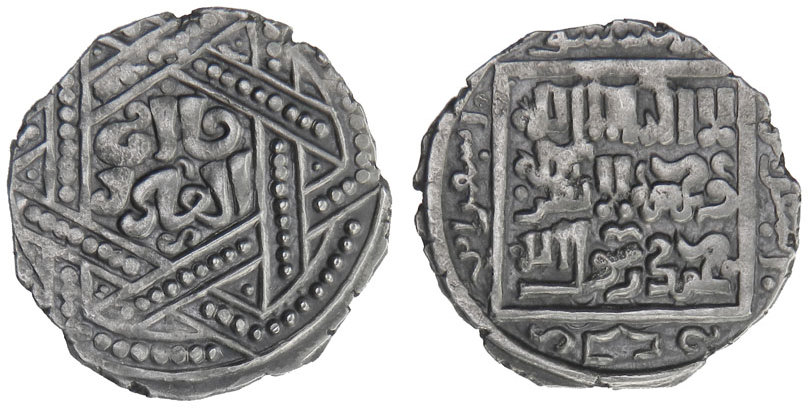
این سکه مربوط به زمان فرمانروای قاان العادل از حاکمان ایلخانی است که در شهر اسفراین ضرب گردیده‌است.

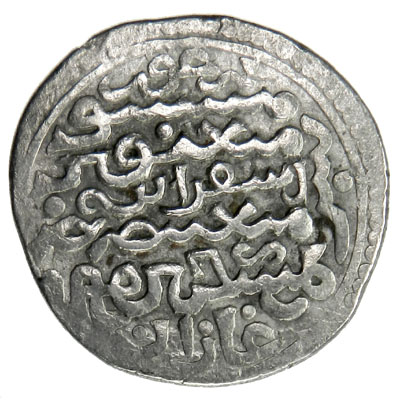
این سکه متعلق به زمان ارغون و غازان ضرب اسفراین می‌باشد

## هنر نساجی

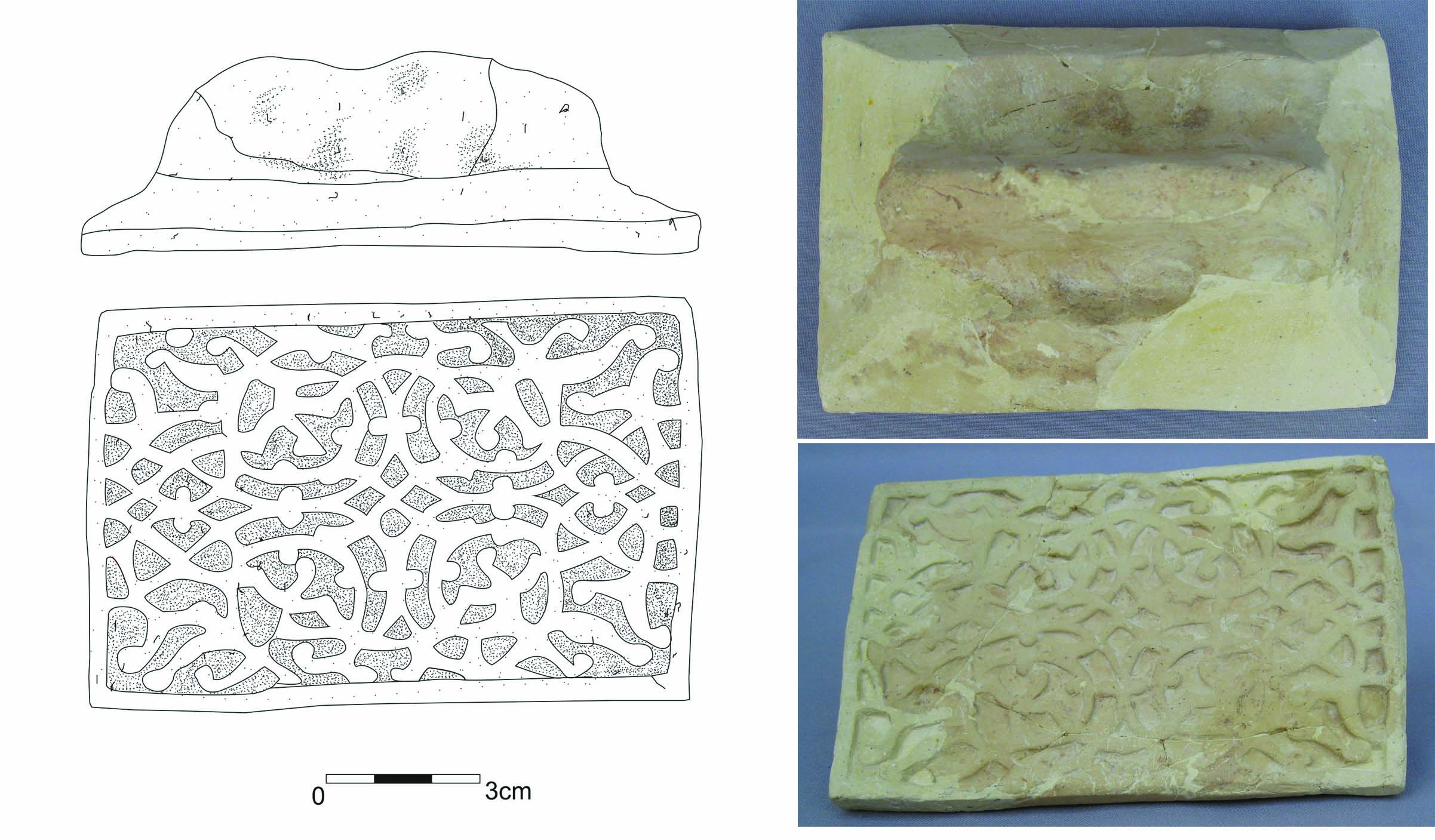
بقایایی از یک مهر سفالی جهت نقش اندازی روی پارچه- متعلق به قرون۷–۶ ه‍. ق- مکشوفه از کاوش‌های شهر تاریخی بلقیس اسفراین

قدیمی‌ترین مدرک مربوط به چاپ پارچه را از نقش دیواره‌های مقابر مصری مربوط به دو هزار و صد سال ق. م به‌دست آورده‌اند و کهن‌ترین نشانه‌های موجود که از ساختن قالب‌های شبیه قالب‌های قلمکار حکایت دارد نیز در همین زمان با پارچه‌های بازیافته از قبور «سکاها» مکشوفه در سرزمین مصر است.
قدیمی‌ترین قالب‌های تراشیده شده از سنگ همراه با آثار سفالی سده‌های چهارم و پنجم میلادی در حفاری‌های نیشابور به‌دست آمده‌اند که در فواصل نقوش آن آثار باقی‌مانده از پشم به چشم می‌خورد. ایجاد طرح و نقش رنگی به وسیله باسمه یا قالب روی پارچه در سده چهارم پ. م در هند به وجود آمد. در کارنامه‌ها و اسناد چینی نوشته شده که از سال ۱۴۰ پ. م این نوع پارچه از هند به چین وارد شد. این شیوه سپس به اروپا رفت ولی روش آن با شرق متفاوت بود؛ چنان‌که در اروپا مواد رنگی را با نوعی چسب مخصوص آمیخته و به پارچه منتقل می‌کردند. این ماده به پارچه نفوذ نمی‌کرد و فقط روی آن ایجاد نقش می‌کرد. اما در شرق نقاشی روی پارچه به وسیله قالب انجام می‌شد و بنابراین تارو پود پارچه را رنگ می‌کرد.
یکی از شیوه‌هایی که در دوره سلجوقی جهت تزیین پارچه استفاده می‌شد، نقاشی روی پارچه بود. علیرغم عقیده عده‌ای که معتقدند نقاشی روی پارچه پس از حمله مغول و به دلیل ورود کالاهای چینی از جمله پارچه‌های نقاشی شده چینی به ایران رایج شد، ولی نقاشی به وسیله قالب و مهر بر روی پارچه گویا قبل از حمله مغول، در دوره سلجوقی مرسوم بوده‌است. درکتاب جوامع احکام النجوم که راجع به صنایع و حرف و آداب و رسوم اشاراتی دارد آمده‌است: «اگر زهره و مریخ در مکان عمل بود، مولود رنگرز بود که کرباس مهر کند» و می‌توان چنین استنباط کرد که شیوه کار به صورت تهیه پارچه‌های قلمکار بوده‌است
به‌طور کلی قلمکاری و نقاشی روی پارچه از دوره مغول‌ها در ایران مرسوم و متداول گشته‌است، بدین دلیل که در دوره فوق به علت حمایت و پشتیبانی خوانین مغولی پارچه‌های منقوش چینی در بازارهای ایران فروش فوق‌العاده‌ای پیدا کرده بود؛ و ایرانی‌ها نیز جهت رقابت با چینی‌ها و همچنین به منظور جلب نظر خوانین مذکور دست به ابتکاراتی زدند که از آن جمله ابداع نقاشی روی پارچه یا به اصطلاح اختراع پارچه‌های قلمکار است، سپس در دوره صفویه این هنر گسترش بیشتری پیدا کرد یا به عبارت دیگر دوره صفوی اوج ترقی این رشتهٔ هنری بود و به تدریج در دوره‌های بعدی کارگاه‌های متعدد پارچه‌های قلمکار یکی پس از دیگری تعطیل گردید.
طی کاوش‌های باستان‌شناسی در ضلع شمالی ارگ شهر بلقیس یک عدد شی سفالی از جنس گل پخته به رنگ نخودی کشف گردید که متأسفانه این قالب در زمان کشف به دلیل فشار و عوامل جوی شکسته شده بود که وصالی گردید. این قالب به ابعاد ۱۲×۸ سانتی‌متر می‌باشد که در قسمت پشت قالب یک برجستگی جهت گرفتن قالب تعبیه شده‌است. در سطح این قالب نقوش اسلیمی حک شده‌است. با توجه به شکل و نقوش می‌توان گفت احتمالاً این شی یک قالب سفالی بوده که ساکنان شهر تاریخی بلقیس از آن برای نقش اندازی پارچه‌های قلمکار استفاده می‌کردند. این قالب با توجه به تکنیک ساخت و همجواری با مواد مربوط به سده‌های ۸–۶ ه‍. ق به دوره سلجوقی- ایلخانی تاریخگذاری می‌شود.

## بازی و سرگرمی در شهر تاریخی اسفراین

### بازی با نرد

#### توصیف نرد بازی وتاس مکشوفه از شهر تاریخی بلقیس اسفراین
در اردیبهشت ماه 1386در حین تعیین حریم شهر بلقیس گمانه ای به نام O11 در 70 متری غرب تپه منار در داخل شارستان به مختصات 328-04-37 عرض جغرافیایی و 774-47-57 طول جغرافیایی ایجاد شد. در هنگام کاوش در این بخش پس از برداشتن چند لایه باستانی  که لایه دوم یک خاک قهوه ای مایل به قرمز همراه  مواد فرهنگی از قبیل آجر ، زغال و ... بود که از لحاظ قدمت طبق مواد فرهنگی متعلق به قرون 6-9 هجری قمری را شامل می¬شد بعد از آن از عمق 80 سانتی متری که لایه سوم نامیده می¬شود که دارای لایه رسوبی همراه با مقدار زیادی شن سیاه و زرد رنگ از نوع رودخانه¬ای بود و در آن هیچ¬گونه نهشته فرهنگی وجود نداشت و با زدن کلنگ که صدای بم و توب توب داشت که خالی بودن را گواه می داد ناگهان  نوک تیز کلنگ در خاکی نرم فرو رفت. پس از جارو زدن و برداشتن یک لایه کوچک دایره ای به قطر 70 سانتی متر پر از خاک نرم سبز رنگ و تعدادی ظروف به صورت وارونه مشاهده گردید که گواه از یک چاه زباله بود. کاوش در داخل چاه به دلیل تنگی و انباشتگی ظروف با آرامی و سختی زیاد صورت گرفت. سفالینه-های داخل چاه شامل قطعات شکسته و چندین ظرف سالم بود. سفال های ساده و بدون لعاب با نقش کنده مواج و نواری هستند که نمونه¬های مشابه آن چه از نظر فرم و چه از نظر تزئینات در کاوش نیشابور پیدا شده است. تعدادی از سفالینه¬ها نیز لعاب شیری با نقوش قهوه¬ای سوخته دارند که در یک مورد نقشی شبه کتیبه را نشان می¬دهد این سفالینه¬ها متعلق به سده¬های سوم- پنجم هجری قمری  هستند، در بخش¬های پایین¬تر تعدادی قطعه سفال با خمیره قرمز با نقوش استامپی و نقوش داغدار پیدا شد که بسیار شبیه سفال¬های دوره ساسانی است. در عمق 2 متری کاوش در این گمانه متوقف شد، در حالی که چاه و محتویات آن همچنان ادامه داشت.(تصویر.1). اما آنچه از بین این همه قطعات ظروف که دارای زیبایی، ارزش و اهمیت خاص و اطلاعات و رازهای  فراوان در خود داشت یک قطعه تاس از جنس استخوان (عاج ؟) بود(وحدتی، 1376: 123). تاس تخته نرد مکشوفه از شهر تاریخی اسفراین از جنس عاج (؟) به ابعاد 5/1 × 5/1 سانتی متر است که از داخل چاهی در گمانه O11 و به همراه سفالینه¬های ساده و لعابدار سده های 3-4 ق بدست آمد) در شش وجه این تاس خال هایی از یک تا شش، تراشیده شده و کاملا ً شبیه تاس¬های کنونی است.</ref>

#### نماد پردازی تاس
خود تاس نماد ستاره بخت و اقبال است، گردش تاس¬ها نماد گردش ایام می¬باشد و هر خال که در روی تاس ایجاد شده هر کدام داری یک نماد زرتشتی است که ۱. نشان اهورامزدا؛ ۲. نشان دو مینو(انگره مینو و سپنتا مینو)؛ ۳. نشان اندیشه، گفتار و کردار نیک؛ ۴. نشان عنصرهای چهارگانه خلقت یعنی آب، باد، خاک، آتش؛ ۵. نشان پنج روشنی خورشید، ماه، ستاره، آتش، آذرخش ۶. به شش گاهنبار  مانند شده‌است. جالب اینجاست که جمع اعداد رو به روی هم در طرفین طاس‌ها همواره هفت؛ به تعداد هفت سیاره است. چنانکه در برابر یک، شش نهاده‌اند و در مقابل دو، پنج و در مقابل سه، چهار و راز هاست همچنان باقی در جفت ریختن و سه تایی ریختن طاس‌ها و جمع آنها که در این بخش قصد وا کاوی این راز¬ها را نداریم و فقط هدف اشاره به برخی نمادها بود.

## مشاهیر و رجال سیاسی و مذهبی اسفراین
شهر تاریخی اسفراین یکی از شهرهای بوده که بسیاری از دانشمندان، مشاهیر، رجال سیاسی را به این شهر نسبت داده‌اند که معروفترین آن‌ها به شرح ذیل می‌باشد:
ابو عوانه: از حفاظ و عالم علم حدیث
ابوحامِدِ اِسْفَرایِنی، احمد بن محمد بن احمد(۳۲۴–۴۰۶ق/۹۵۵–۱۰۱۶م)، فقیه بزرگ شافعی.
ابو اسحاق ابراهیم اسفراینی: مشایخ فقهاء شافیه و استاد کلام
حمویه بن علی: امرای بزرگ سامانیان
ابوالعباس فضل بن احمد اسفراینی: وزیر سبکتکین و سلطان محمود
ابن معتمد: واعظ و صوفی و متکلم
آذری طوسی اسفراینی: از شاعران نامی قرن نهم هجری
همایون اسفراینی: از شاعران اواخر قرن نهم هجری
عصام‌الدین اسفراینی: از فضلای حنفی مذهب و اشعری مسلک بوده‌است.
بقایی اسفراینی: وی به روش مولانا شعر می‌گفته و طبعی شوخ داشته‌است.

## تأسیس پایگاه شهر بلقیس
انجام مطالعات و کاوش‌های باستان شناختی منجر به معرفی شهر بلقیس و تبیین اهمیت‌های فرهنگی آن شده، این امر و تلاش مسئولان میراث فرهنگی باعث تأسیس پایگاه میراث فرهنگی شهر بلقیس در سال ۱۳۸۸ شد. از این زمان، پایگاه شهر بلقیس به موازات کاوش‌های باستان شناختی، به انجام فعالیت‌های مرمتی در بخش‌های مختلف شهر به ویژه مرمت ارگ و نیز مقبره شیخ آذری پرداخته و برنامه‌های گسترده‌ای برای شناسایی و معرفی این میراث ارزشمند باستانی در دستورکار دارد. و مدیریت این پایگاه از زمان تأسیس تاکنون بر عهده مهندس علیرضا نجفی بوده و ایشان جهت بازسازی و اخذ مجوز جهت کاوش‌های باستان شناختی تلاش فراوانی کرده‌است.

## بازدیدکنندگان از شهر بلقیس

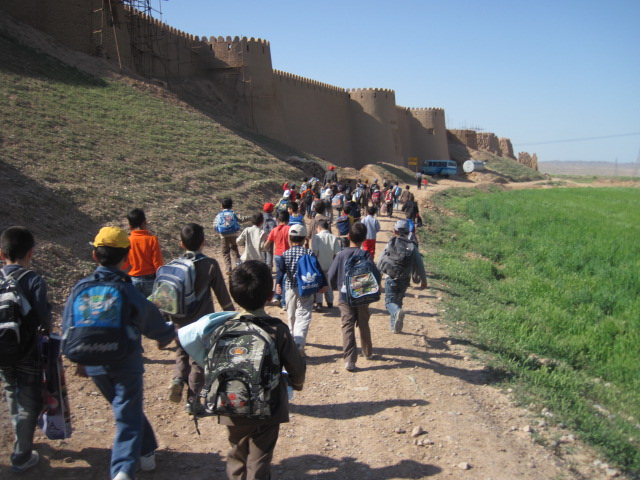
بازدید از شهر تاریخی اسفراین معروف به شهر بلقیس ۱۳۹۱

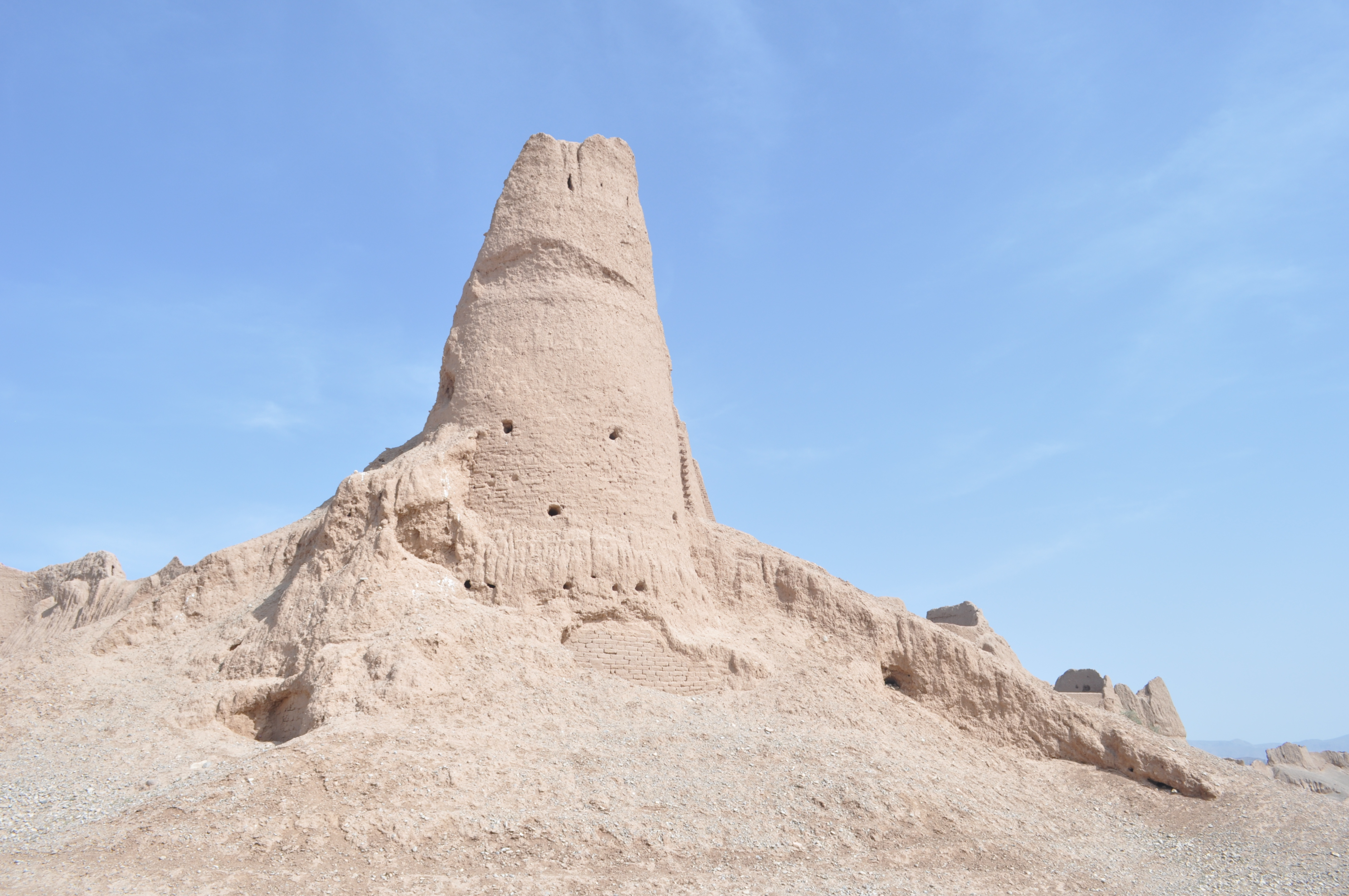
نمای از برج جنوب شرقی ارگ تاریخی اسفراین معروف به شهر بلقیس ۱۳۹۲

.

## کتاب‌های منتشر شده در مورد اسفراین

### معرفی و شناسایی سکه‌های ضرب اسفراین

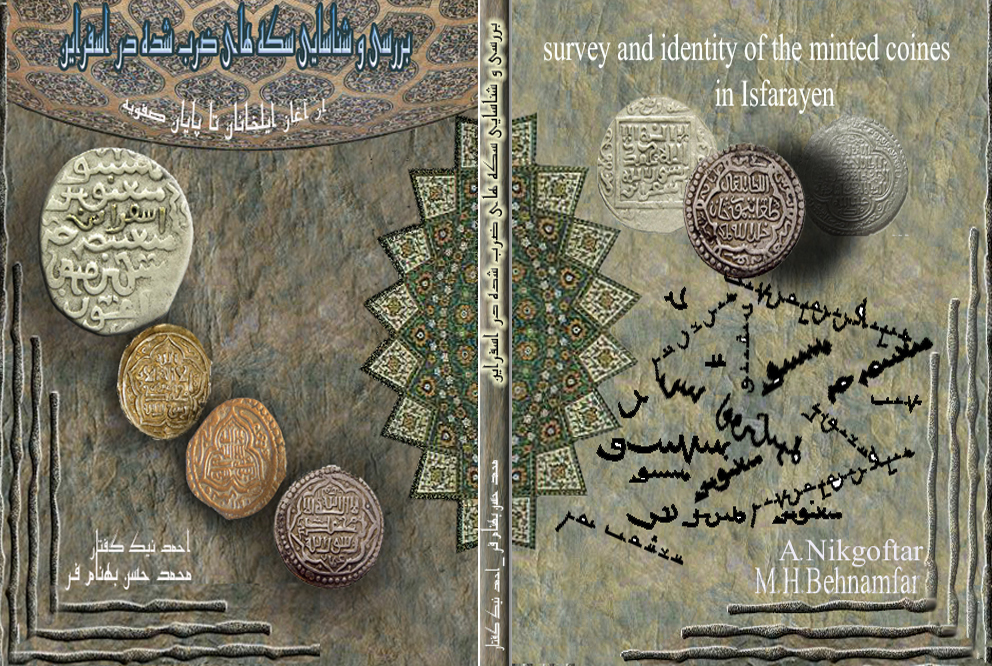
شهر اسفراین یکی از شهر های مهم خراسان بوده که از دوره مغولان به ویژه ایلخانیان به ضرب سکه پرداخته و نویسندگان در این کتاب به معرفی کاملی از سکه های ضرب اسفراین پرداخته اند

اسفراین از دوره ایلخانی یکی از مراکز مهم ضرب سکه در خطهٔ حراسان بزرگ مطرح بوده و ضرب نام «اسفراین» بر روی این سکه‌ها، نشان از اهمیت و اعتبار این منطقهٔ دردوره ایلخانی است. کتاب حاضر، به منظور آگاه‌کردن مخاطب از سکه‌های مضروب در این شهر کهن، از آغاز دورهٔ ایلخانیان تا پایان حکومت صفویه است. در این کتاب علاوه بر موارد ذکر شده منبع خوبی برای آگاهی از موزه‌های است که این سکه‌ها در آنجا نگهداری می‌شوند تا محققان بتوانند از نزدیک این اشیا را ببیند و در مورد آن به تحقیق بپردازند "

### سیری  برجلوه های هنر و معماری در شهر بلقیس (اسفراین کهن)
بن مایه این کتاب برمبنای بررسی‌های هدفمند باستان شناختی در سال‌های ۱۳۸۵ و ۱۳۸۷ در شهرستان اسفراین و نتایج هفت فصل کاوش‌های باستان شناختی و مرمتی در سال‌های ۱۳۸۶تا ۱۳۹۴ در شهر تاریخی بلقیس است.
کتاب حاضر ۶ فصل دارد که عبارتند از:
فصل اول: به جغرافیای طبیعی و انسانی شهرستان پرداخته و مطالب آن برگرفته از کتب جغرافیای منتشر شده در مورد شهرستان و در مواردی برگرفته از متون تاریخی و بررسی‌های باستان شناختی در منطقه است.
فصل دوم: مربوط به تاریخ سیاسی اسفراین در دوران اسلامی است و مطالب آن از متون تاریخی و جغرافیایی گرفته شده و بر مدارک باستان شناختی و سکه‌شناسی متکی است.
فصل سوم: مربوط به موقعیت اسفراین بر سر راه تجاری شرق به غرب، به ویژه راهی که جرجان را به نیشابور پیوند می‌داد و از اسفراین می‌گذشت و نقش مهمی در رونق اقتصادی و شکوفایی فرهنگی آن داشت می‌پردازد. در این بخش تمام منزلگاه‌ها که از جرجان به اسفراین و از آنجا به نیشابور منتهی می‌شده و در متون تاریخی و جغرافیایی به ذکر آن‌ها اشاره شده، پرداخته شده سپس به مکان‌یابی این منزلگاه‌ها طبق بررسی‌های باستان شناختی در منطقه اتکا شده‌است.
فصل چهارم: مربوط به وجه تسمیه شهر تاریخی اسفراین و معرفی مختصر از تاریخچه و آثار موجود درمجموعه می‌باشد. مطالب این بخش با استناد به متون تاریخی و سکه‌شناسی و یافته‌های باستان شناختی است.
فصل پنجم: این فصل مربوط به تشکیلات ساختار معماری مجموعه (ارگ، شارستان و ربض) می‌باشد. مطالب این بخش به این صورت تدوین گردیده که ابتدا جهت درک و آشنایی بهتر در مورد هر ساختار به یک پیشینه و تعریفی کلی از آن پرداخته شده و سپس به ریشه یابی ساختار این مجموعه در متون تاریخی و جغرافیایی و اسناد محلی و سفرنامه‌ها و در نهایت به توصیف این آثار طبق یافته‌های باستان شناختی و معماری درمجموعه پرداخته شده‌است.
فصل ششم: این فصل به هنرها و حرف موجود در شهر تاریخی بلقیس پرداخته‌است. در این فصل ابتدا توضیح مختصری در مورد پیشینه هر هنر یا حرفه داده شده‌است و سپس به توصیف و توضیح آثار به‌دست آمده طی کاوش‌های علمی باستان‌شناسی که طی چند فصل در مجموعه صورت گرفته پرداخته شده‌است که بخش اعظمی از این آثار در موزه مرکزی استان نگهداری می‌شود یا در موزه‌ها و کلکسیون‌های خارجی و ایرانی قرار دارند که برای تحقیق به آن‌ها اتکا شده‌است.

## گفتاوردها
«.... این قلعه‌ای که نزدیک اسفراین است می‌گویند شبیه قلعه بم است. آن بنای ارگ معروف بم که از خارج می‌آمدند برای بازدید آن. اینجا چرا کسی نمی‌آید؟ چرا معرفی نشده‌است؟ چرا نمی‌شناسند؟ درحالی که اینجا در دسترس تر است… اینجا درمعرض عبور و مرور کاروان‌های زیارتی است. مردم دارند می‌روند. می‌آیند. دررفتن، برگشتن یک روز، نه همه این مسافران، بعضی از اینها توی این شهر بمانند و بروند از مراکز طبیعی اینجا، از همین مراکز تاریخی اینجا بازدید کنند شما ببینید چه تحولی درکسب و کار و زندگی اینجا به‌وجود خواهد آمد؛ بنابراین اینهم یک اولویت است.»
بیانات رهبر معظم انقلاب در ۲۵ مهر ۱۳۹۱

## نگارخانه

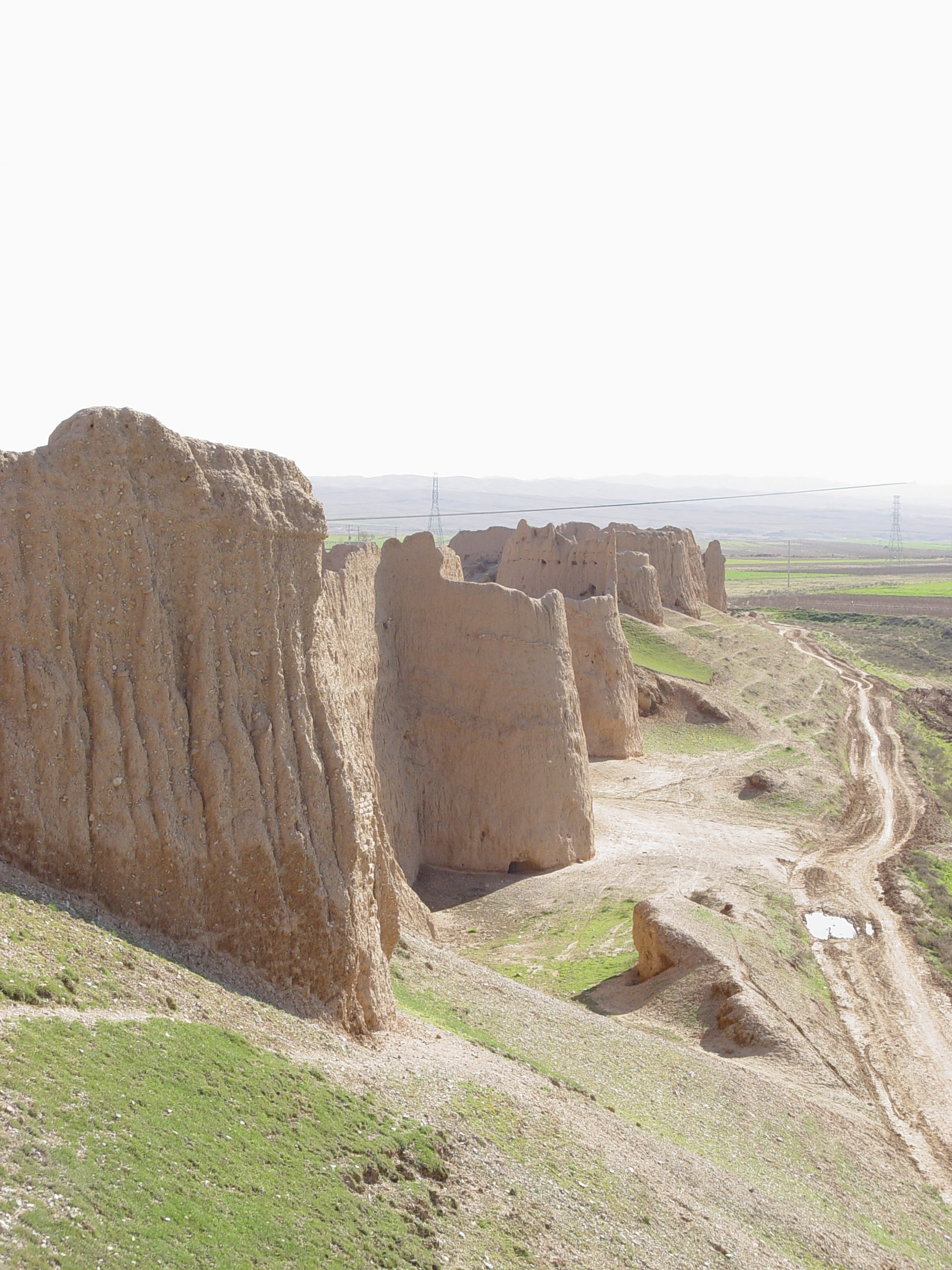
بقایایی از ساختار برج های  در ضلع غرب ارگ شهر تاریخی بلقیس اسفراین قبل از مرمت.
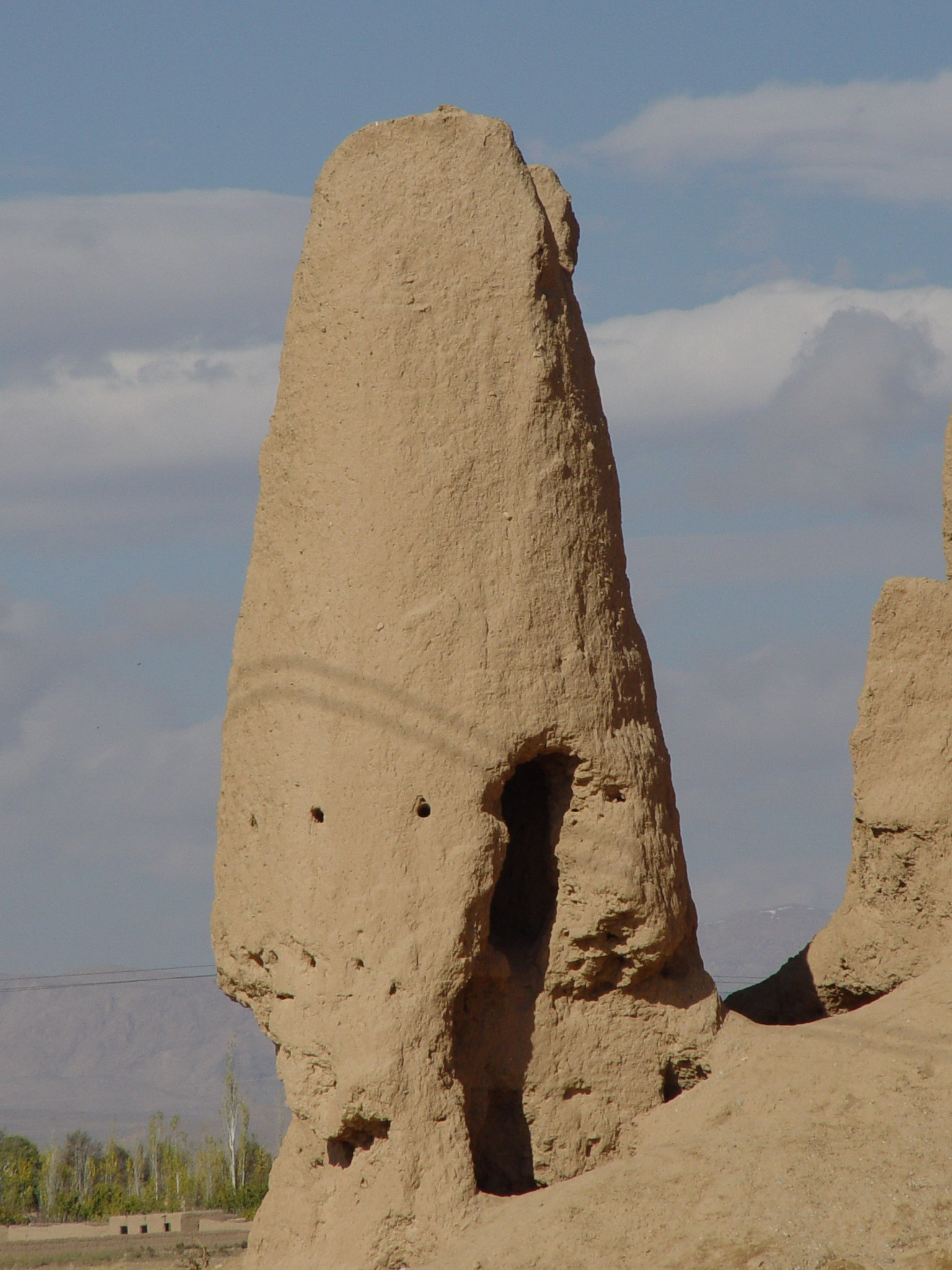
این عکس مربوط بقایایی از یک برج دیده بانی در ضلع جنوب غربی ارگ شهر بلقیس می‌باشد.
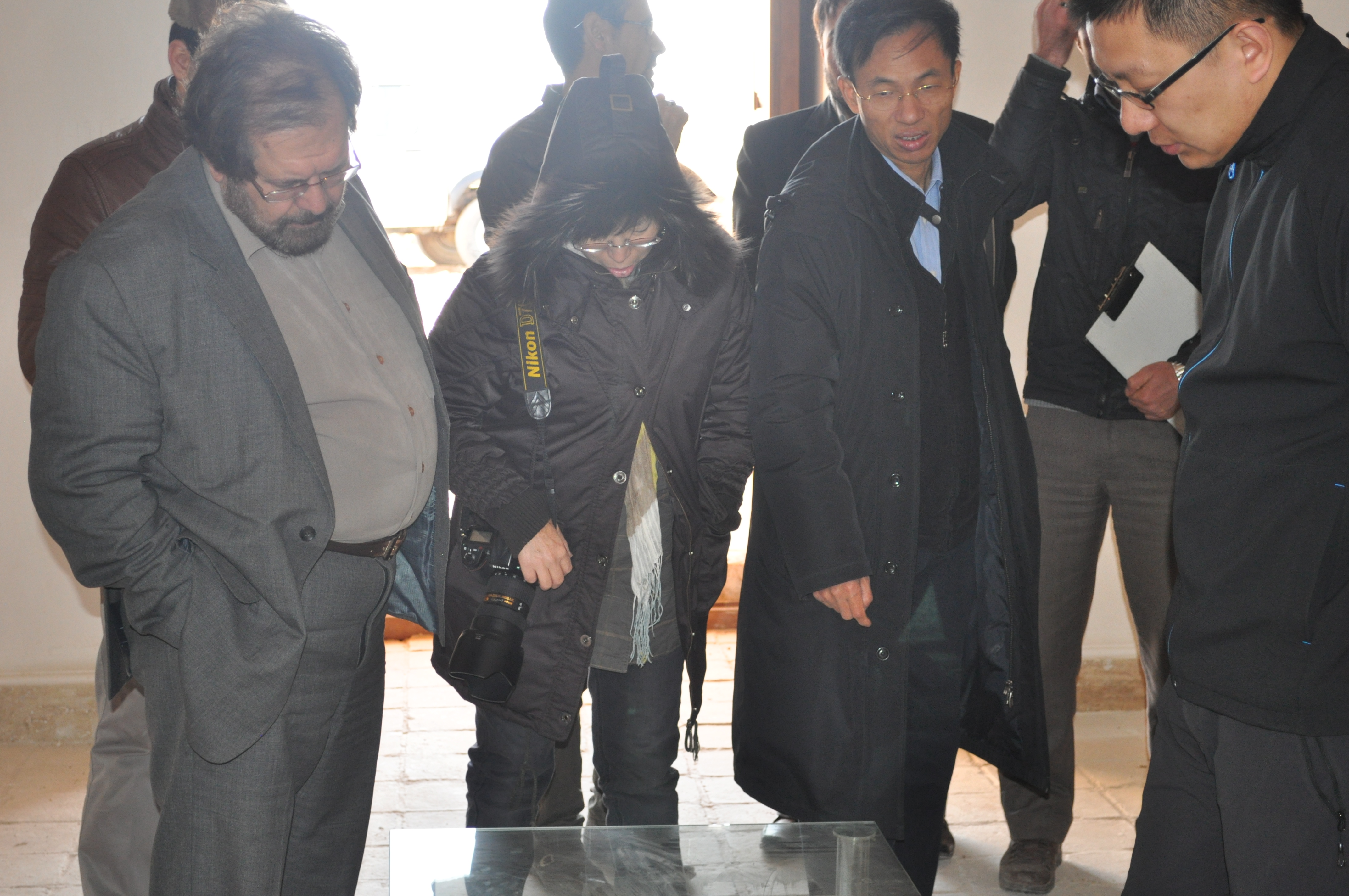
در سال ۱۳۹۱ سفیر چین از شهر بلقیس اسفراین دیدن کرد و این بنا را یکی از بناهای بی‌نظیر درایران و جهان دانست.
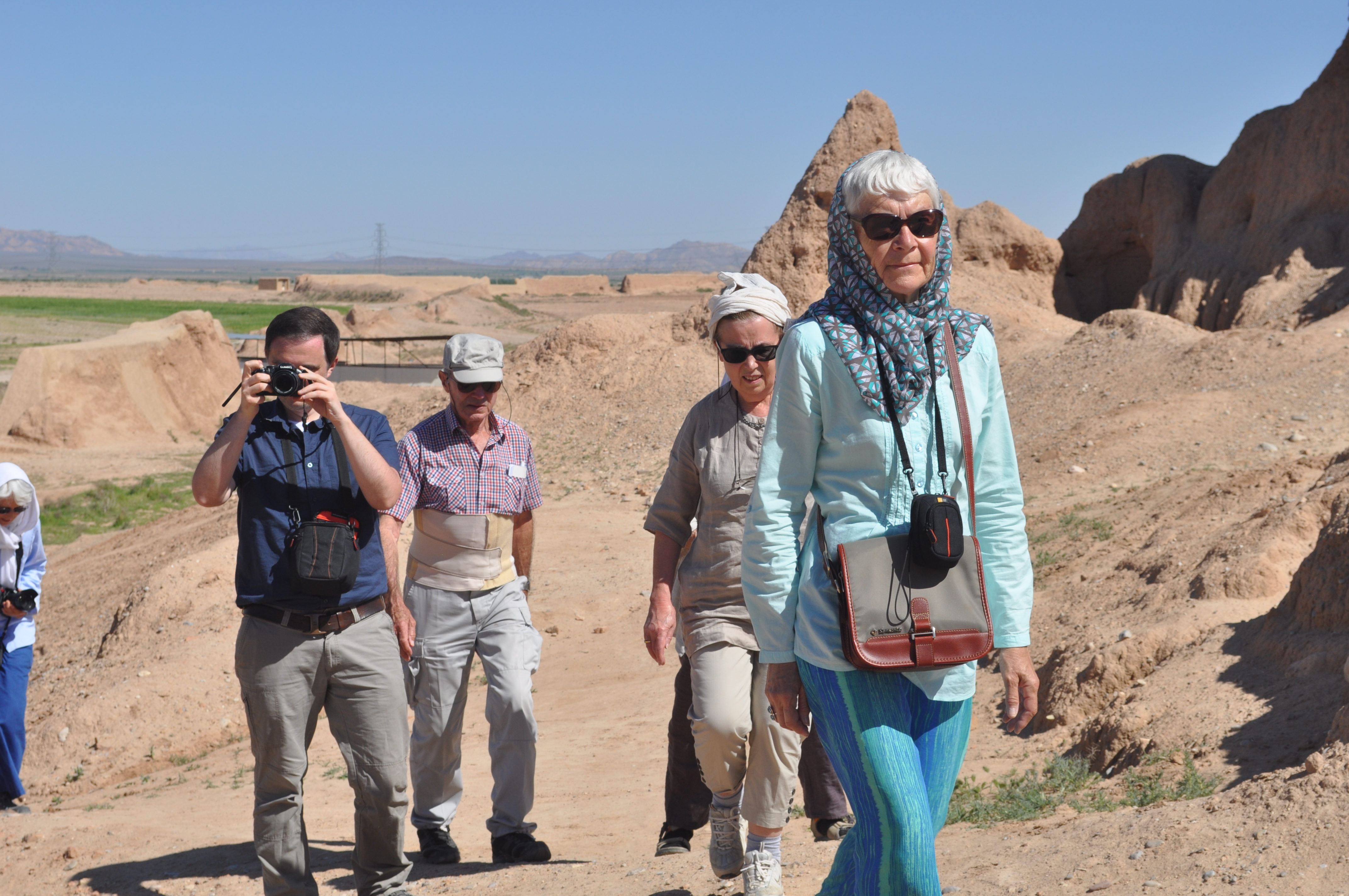
بازدید گردشگران فرانسوی از شهر بلقیس اسفراین
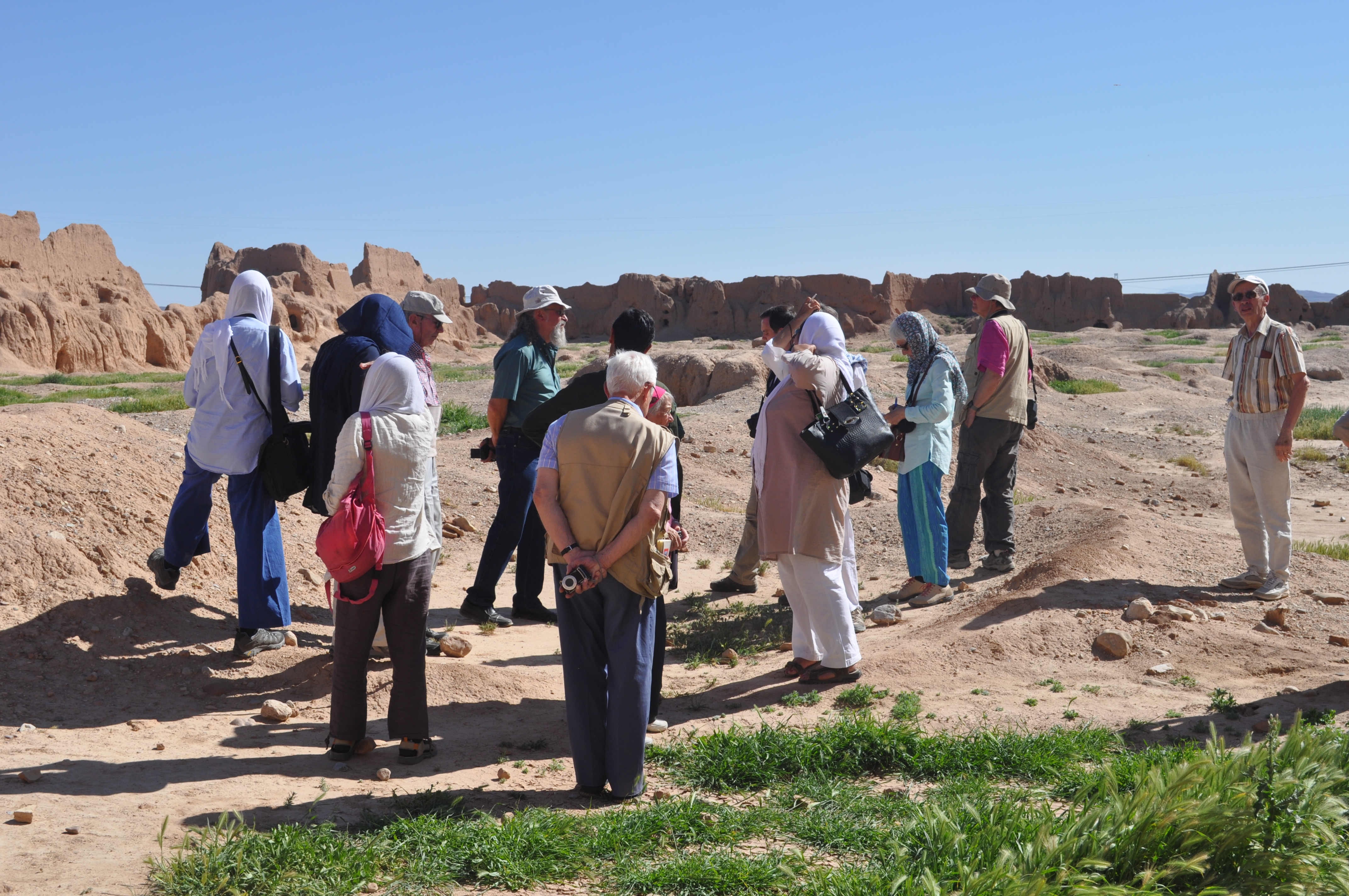
بازدید گردشگران خارجی از فرانسه در حال بازدید از ارگ شهر تاریخی بلقیس اسفراین
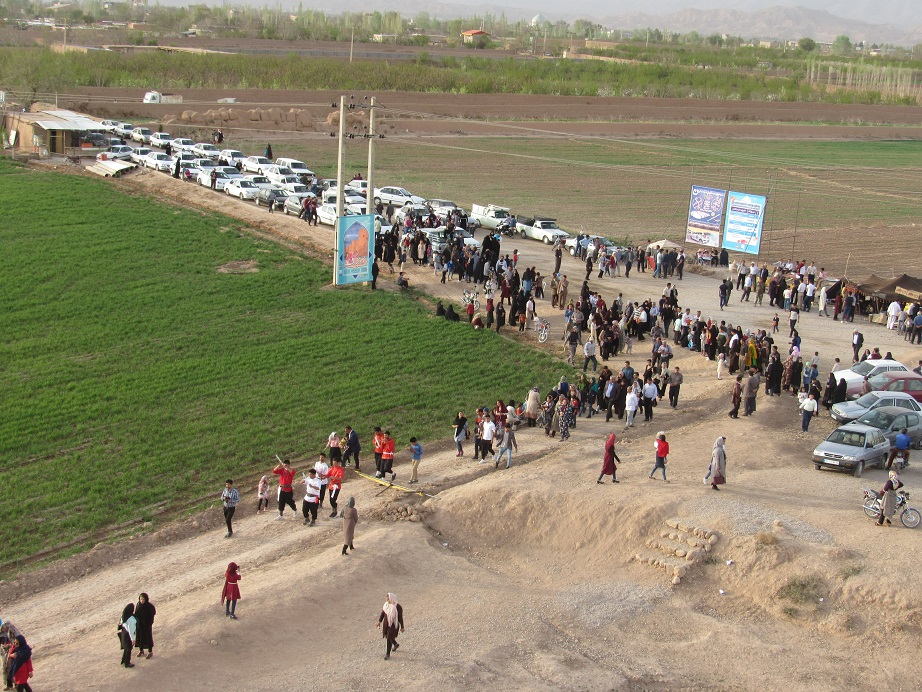
بازدید گردشگران از شهر تاریخی بلقیس اسفراین
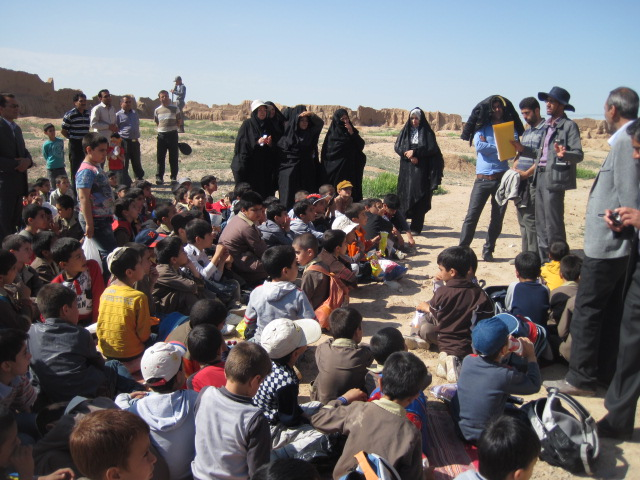
بازدید از شهر بلقیس شهرستان اسفراین
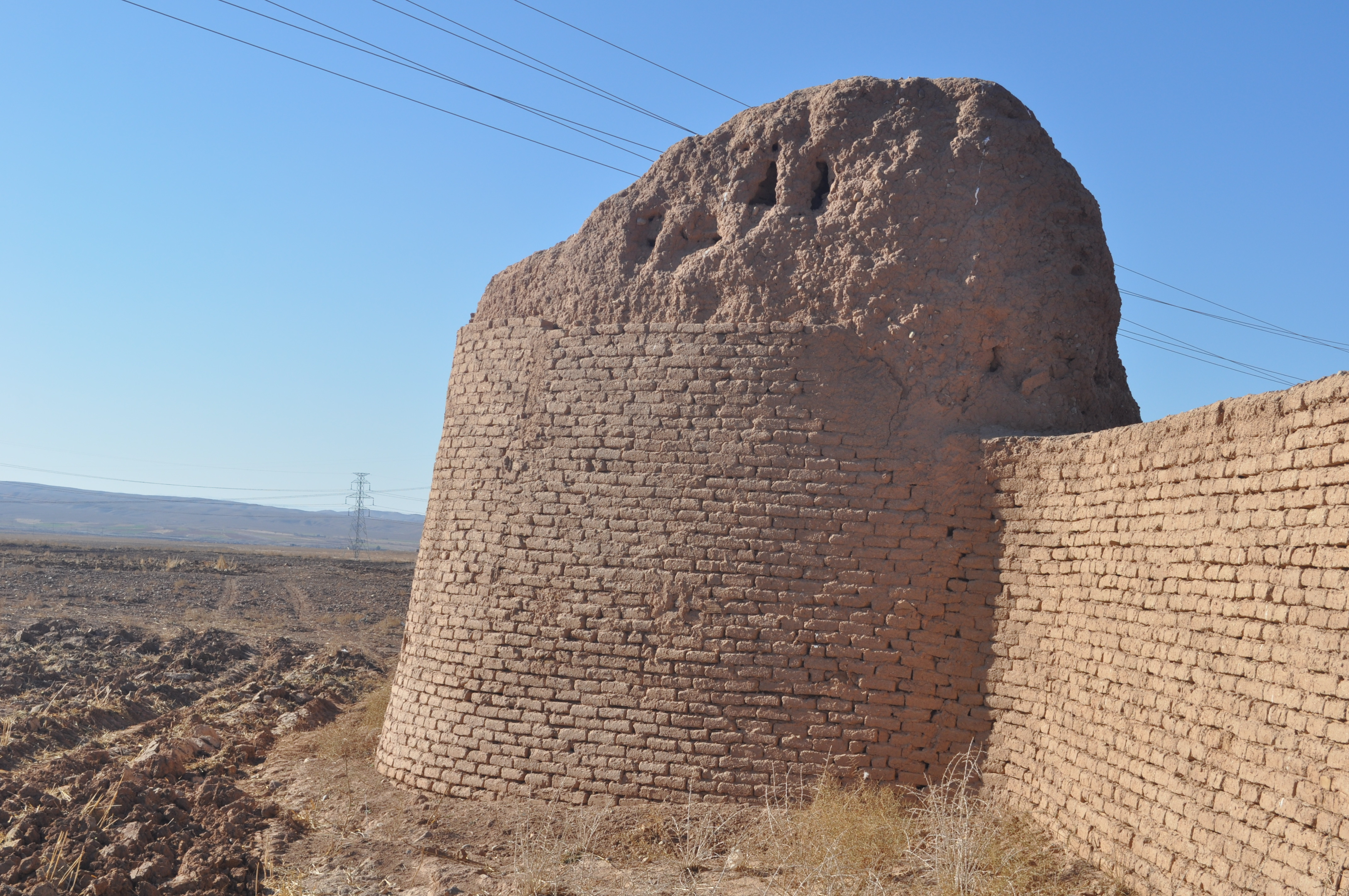
برج نگهبانی در شارستان شهر بلقیس اسفراین
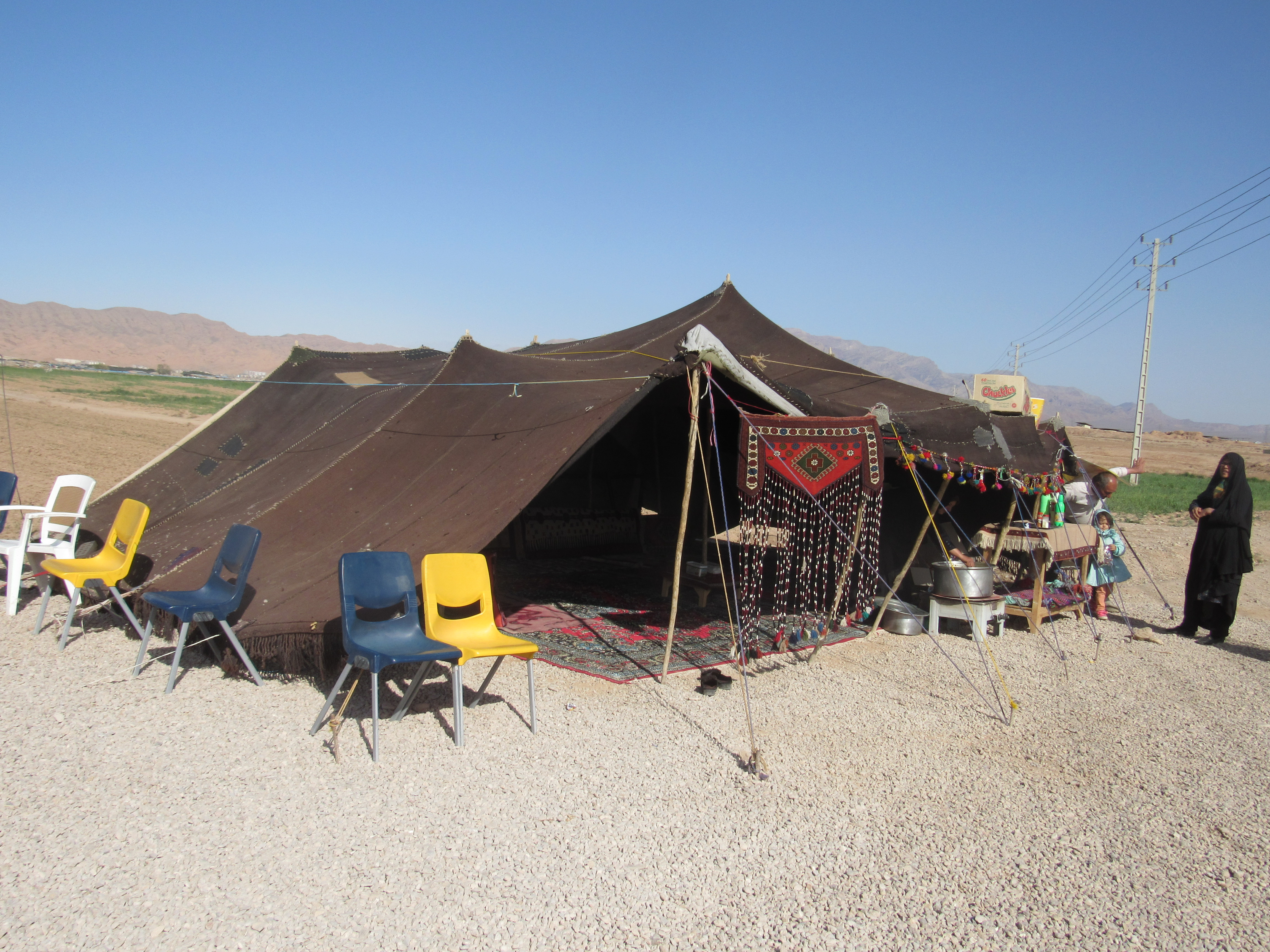
ارائه خدمات در شهر بلقیس شهرستان اسفراین
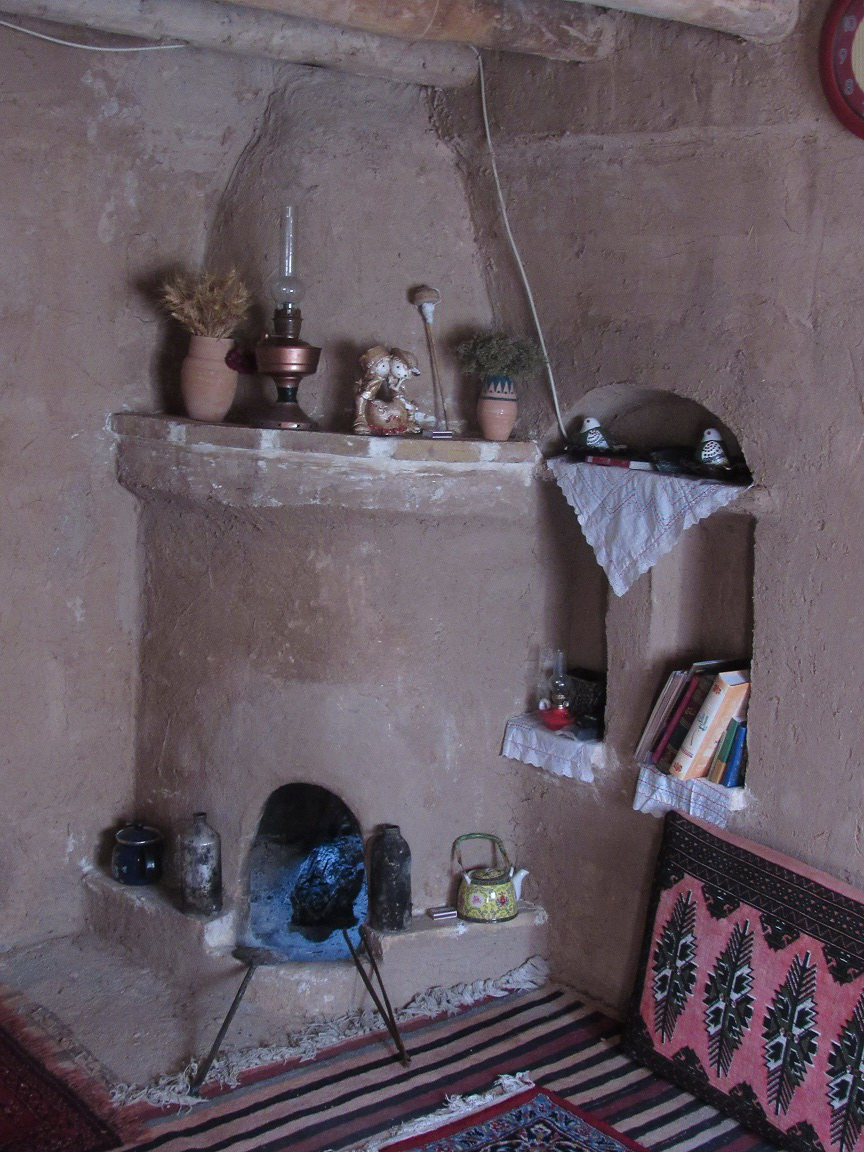
ارائه خدمات در شهر بلقیس شهرستان اسفراین
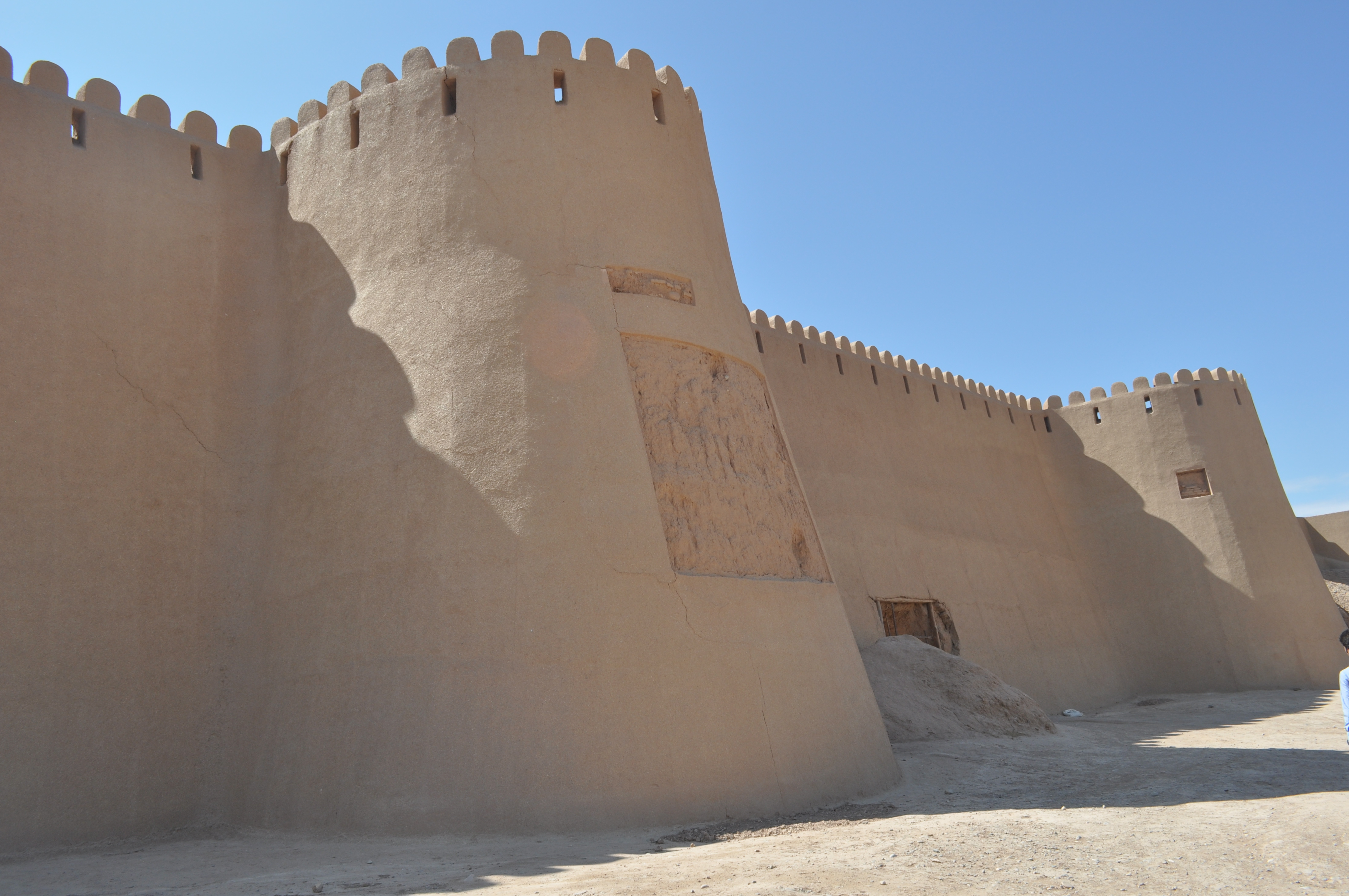
این عکس مربوط به برج شهر تاریخی بلقیس اسفراین می‌باشد که در سال۱۳۹۰ مرمت گردید.
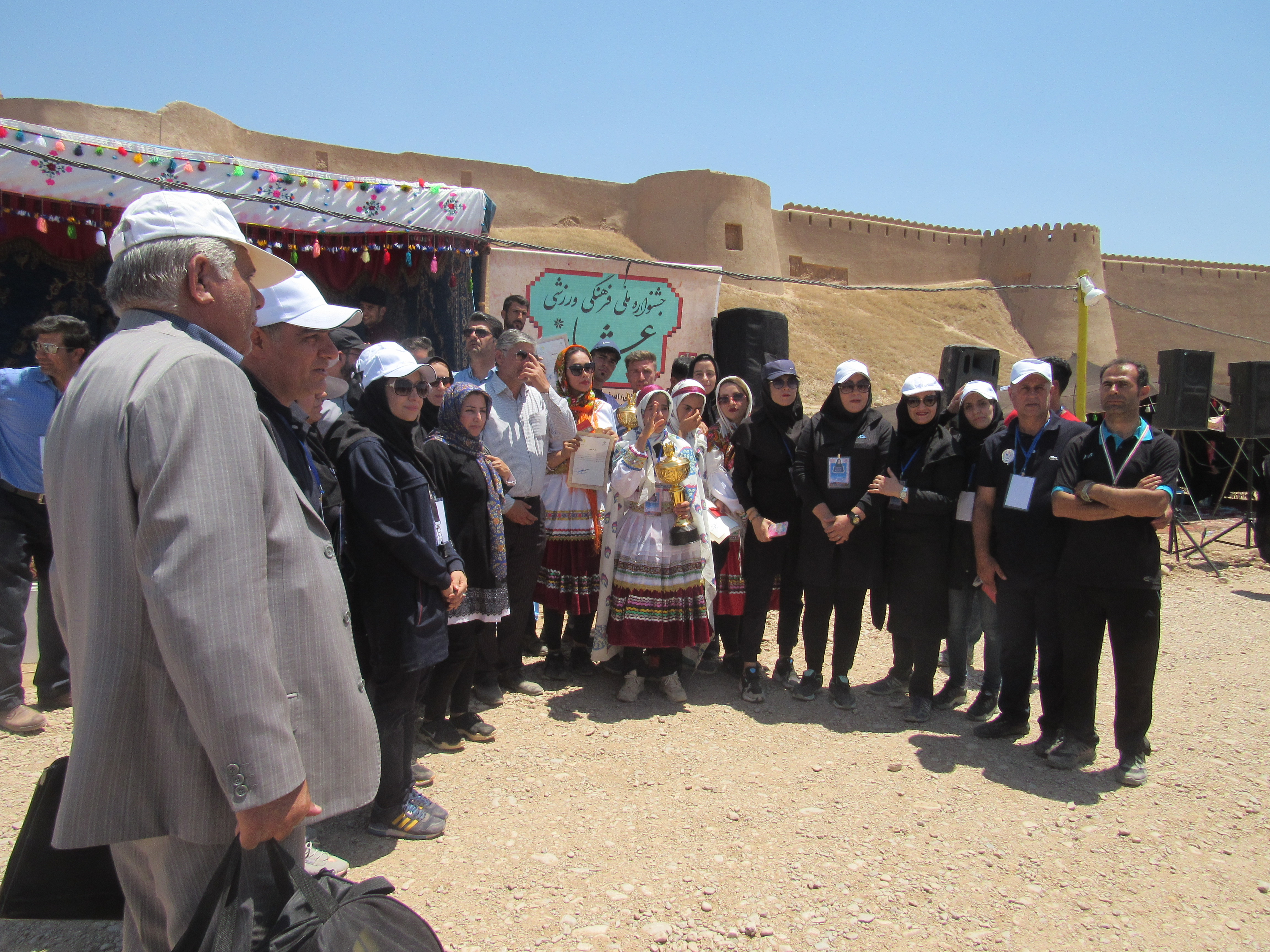
برگزاری جشنواریه عشایر درمجموعه شهر تاریخی اسفراین 1398
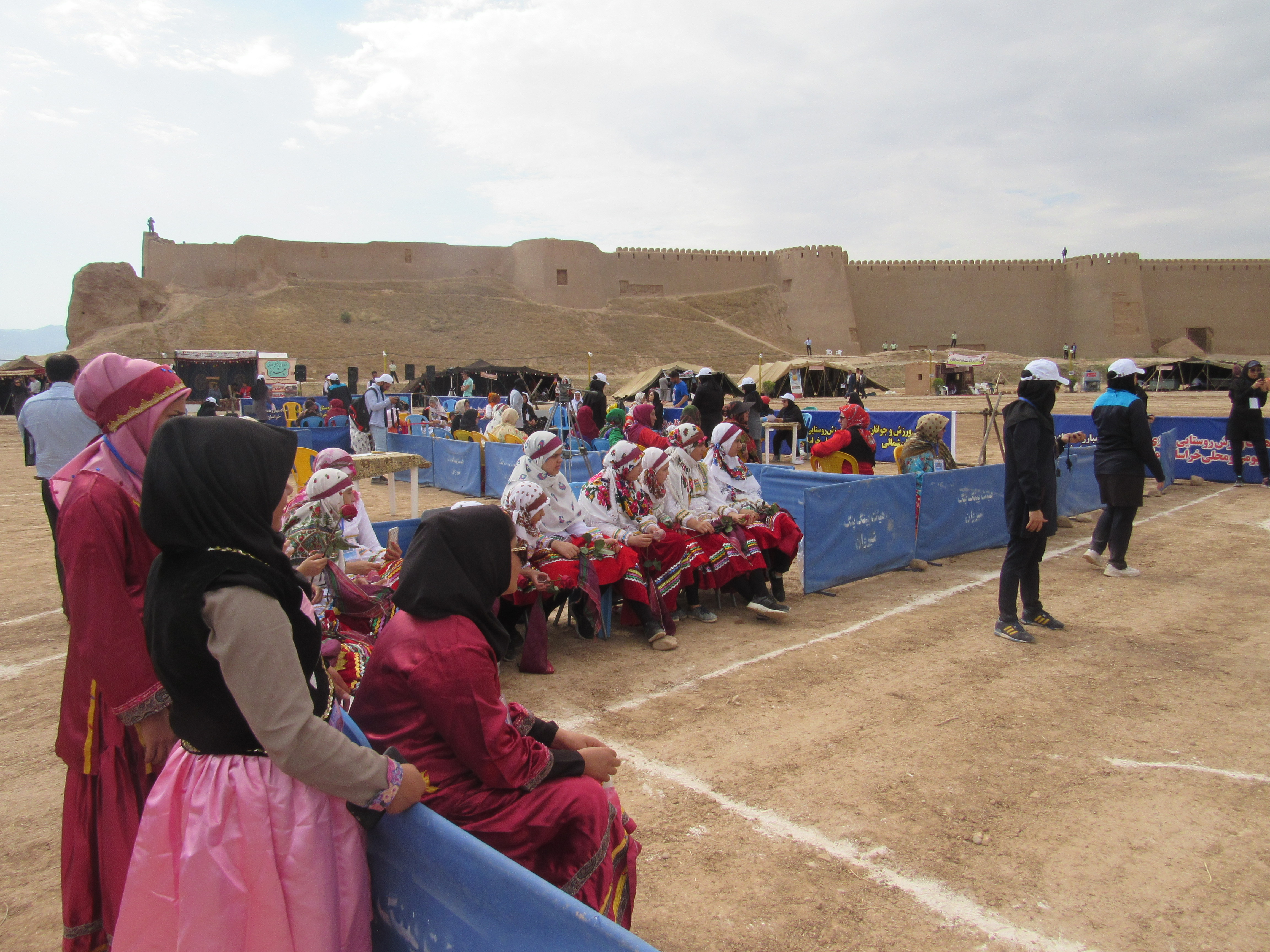
برگزاری جشنواره عشایر در شهر تاریخی اسفراین
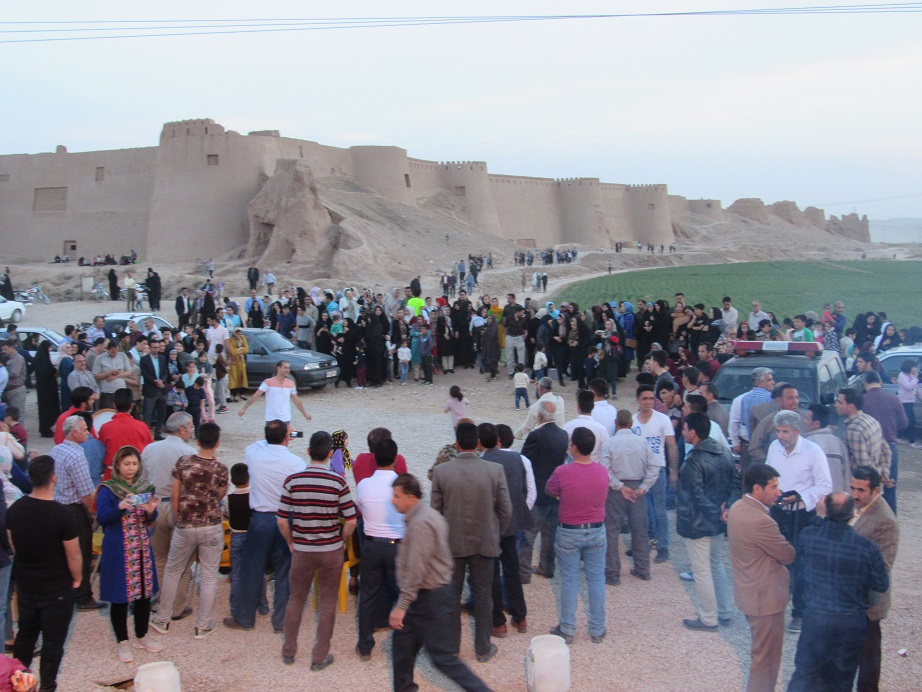
برگزاری نوروزگاه در شهر تاریخی بلقیس اسفراین درسال 1397